# Туризм в Макао

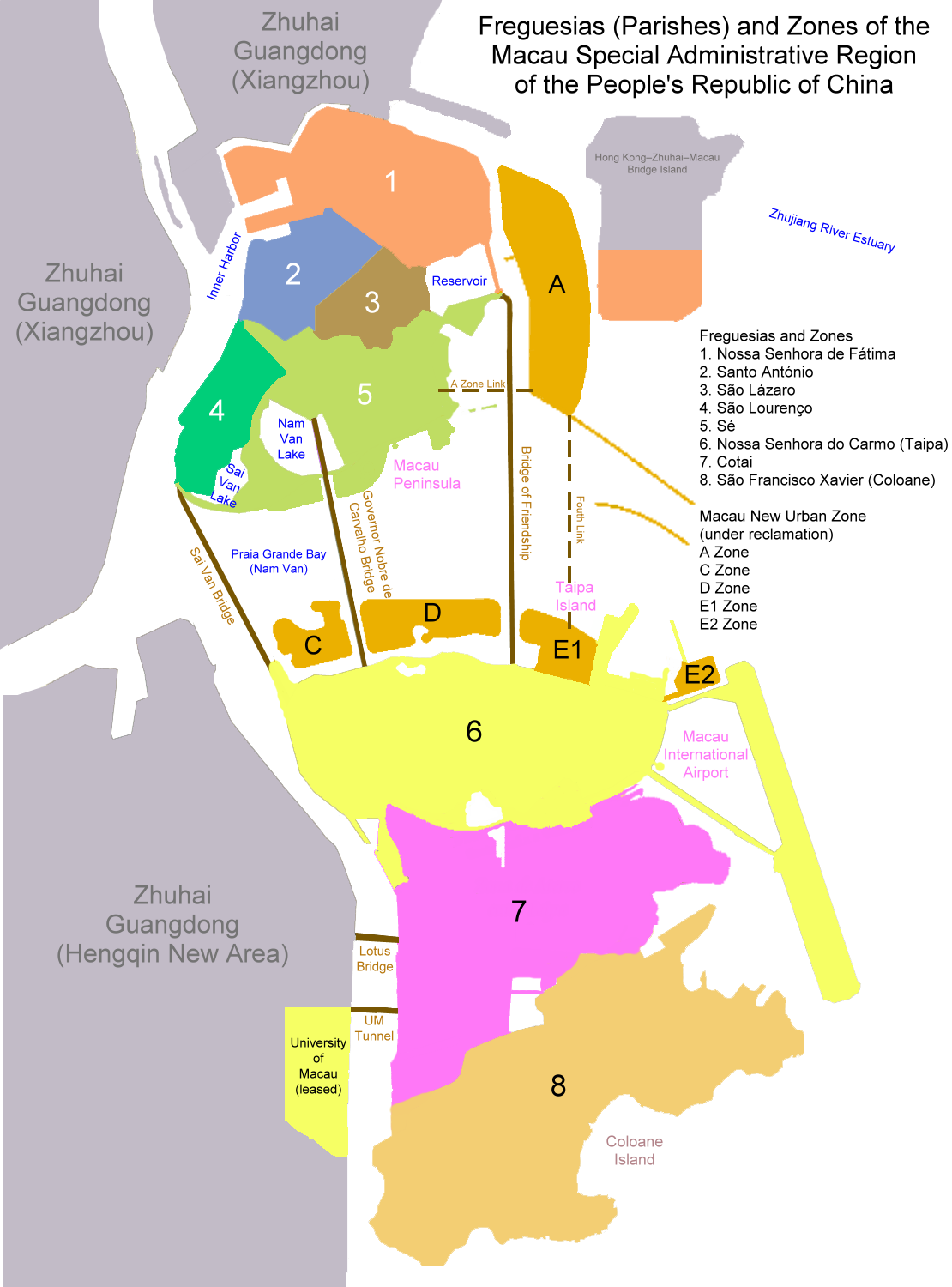
Районы Макао

Туризм является одной из ключевых сфер экономики Макао. Специальный административный район Макао (Аомынь) является крупным туристическим центром и ежегодно принимает более 30 млн туристов из материкового Китая и других стран мира. Основными объектами посещения для них являются казино и сопутствующая индустрия развлечений, а также памятники португальской и китайской архитектуры (основную часть валового национального продукта Макао составляет прибыль от азартных игр и деятельности отелей). Кроме того, Макао служит местом проведения многочисленных международных спортивных соревнований (Гран-при Макао), концертов, фестивалей, выставок, конференций и деловых встреч.
Основной денежной единицей является патака Макао; широкое хождение в розничной торговле, отелях и банкоматах имеет Гонконгский доллар. Наиболее широко в Макао распространён кантонский диалект, в большинстве туристических локаций понимают португальский, английский и севернокитайский.

## География и климат
Макао расположен в центральной части провинции Гуандун, в устье реки Чжуцзян. С западной и северной стороны Макао граничит с городским округом Чжухай, с восточной и южной стороны ограничен морем. Фактически Макао состоит из двух частей — полуострова Макао и лежащих южнее островов (в результате работ по осушению моря, острова Тайпа и Колоан слились в единый остров).
Макао расположен в зоне субэкваториального климата, среднегодовая температура составляет около + 23˚C, среднегодовой уровень влажности — около 80 %. Сезон дождей приходится на период с мая по сентябрь. В этот период в Макао жарко и влажно, на побережье нередко обрушиваются тайфуны. С октября по декабрь в городе тепло и относительно сухо, в зимний сезон (с января по март) — прохладно, но солнечно.

## Статистика посещений
Согласно данным Службы статистики и переписи населения Макао, в 2019 году город посетило свыше 39,4 млн туристов, в том числе 27,92 млн — из Китая, 7,35 млн — из Гонконга, 1,06 млн — из Тайваня, 743 тыс. — из Южной Кореи, 423 тыс. — с Филиппин, 296 тыс. — из Японии, 206 тыс. — из Малайзии, 200 тыс. — из США, 170 тыс. — из Индонезии, 151 тыс. — из Таиланда, 127 тыс. — из Индии, 115 тыс. — из Сингапура, 84 тыс. — из Австралии, 75 тыс. — из Канады и 59 тыс. — из Великобритании.

## Гостиничный бизнес
В Макао представлены отели крупнейших международных сетей — Mandarin Oriental, Sheraton, The Ritz-Carlton, JW Marriott, St. Regis, Four Seasons, Grand Hyatt, Conrad, Crowne Plaza, Holiday Inn, Sofitel, Galaxy, Okura, Banyan Tree. Также в городе немало бюджетных хостелов и гостевых домов (они сосредоточены преимущественно на полуострове Макао и в Колоане).

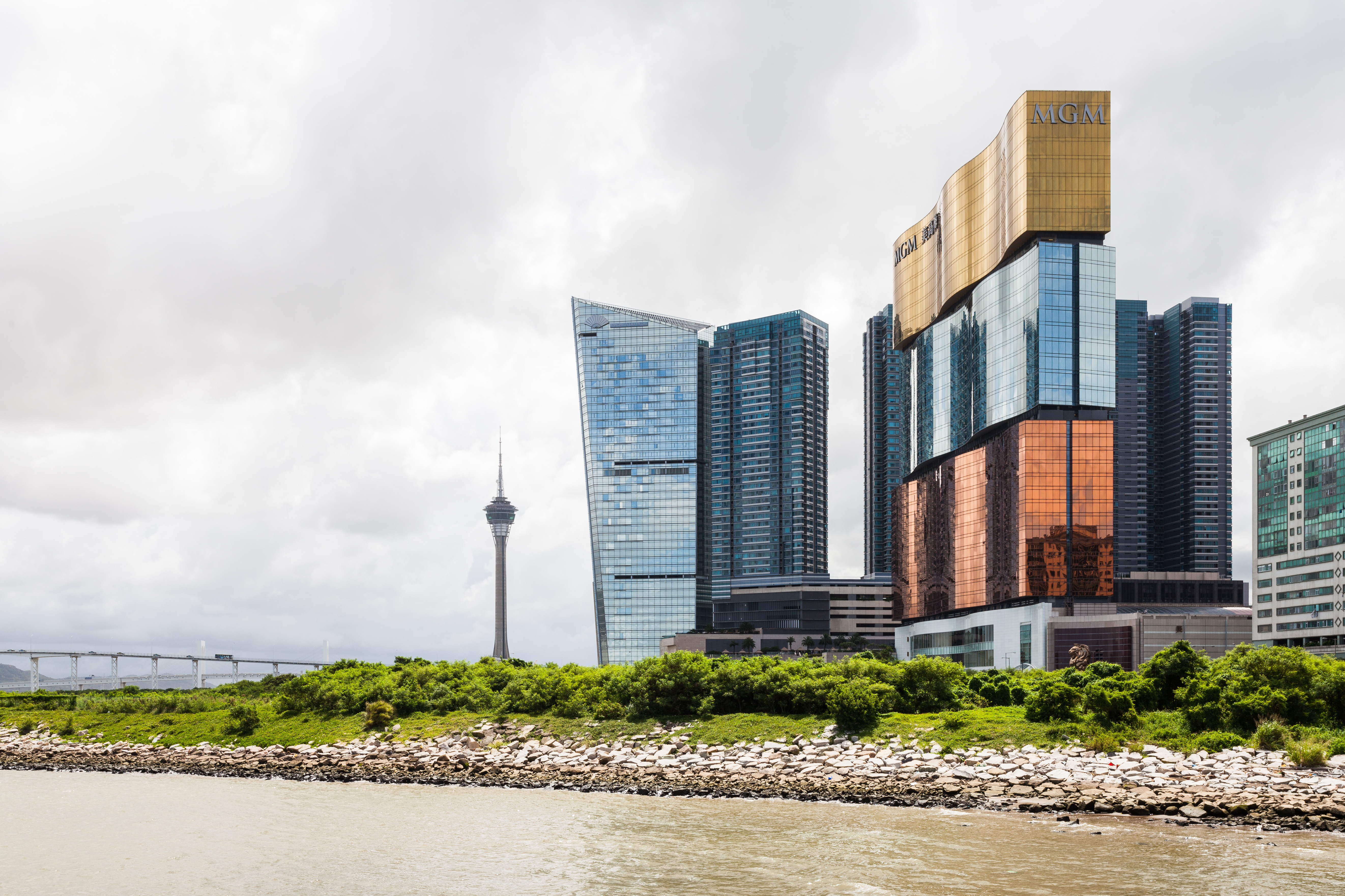
MGM Grand и Mandarin Oriental
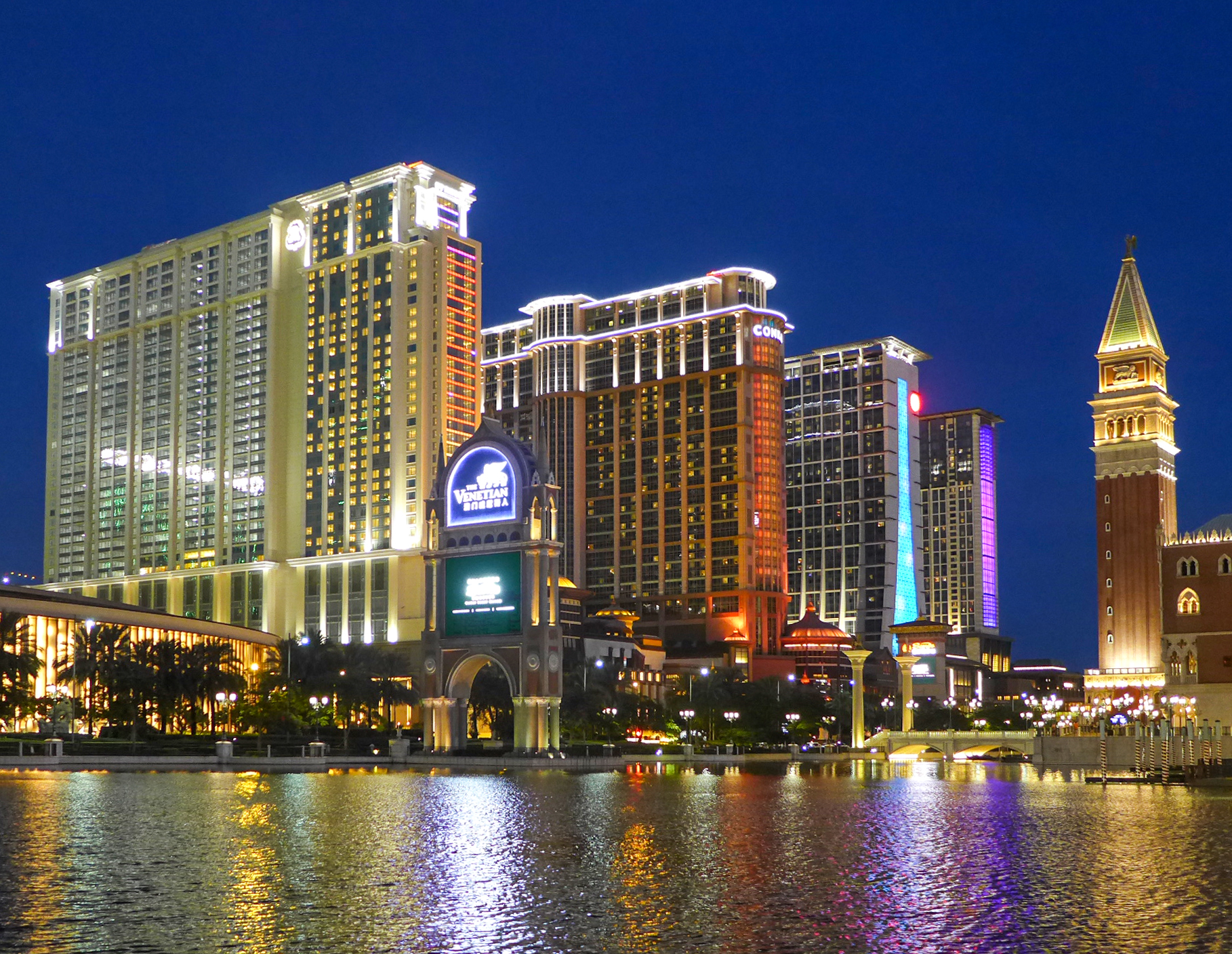
Sands Cotai
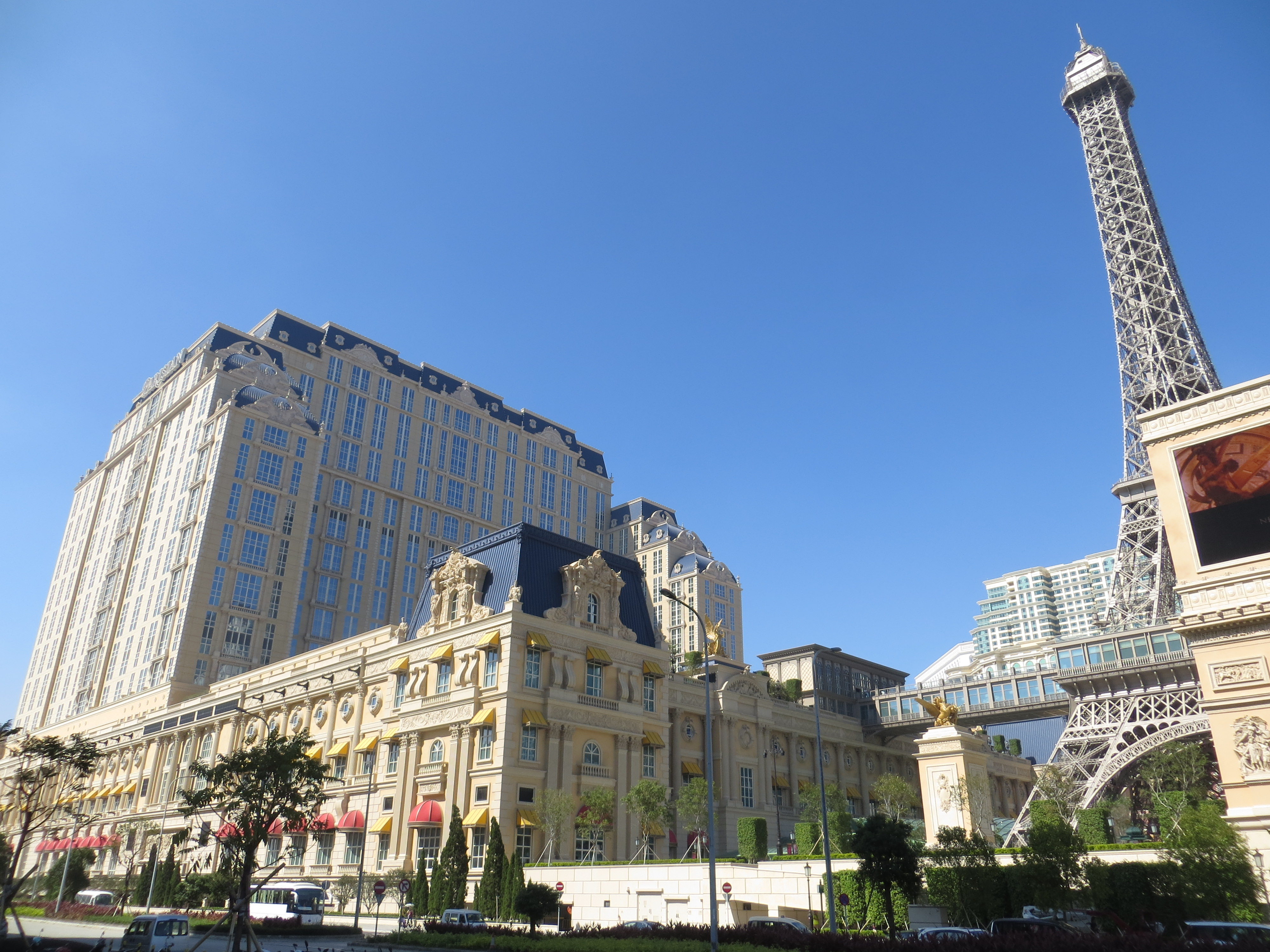
The Parisian
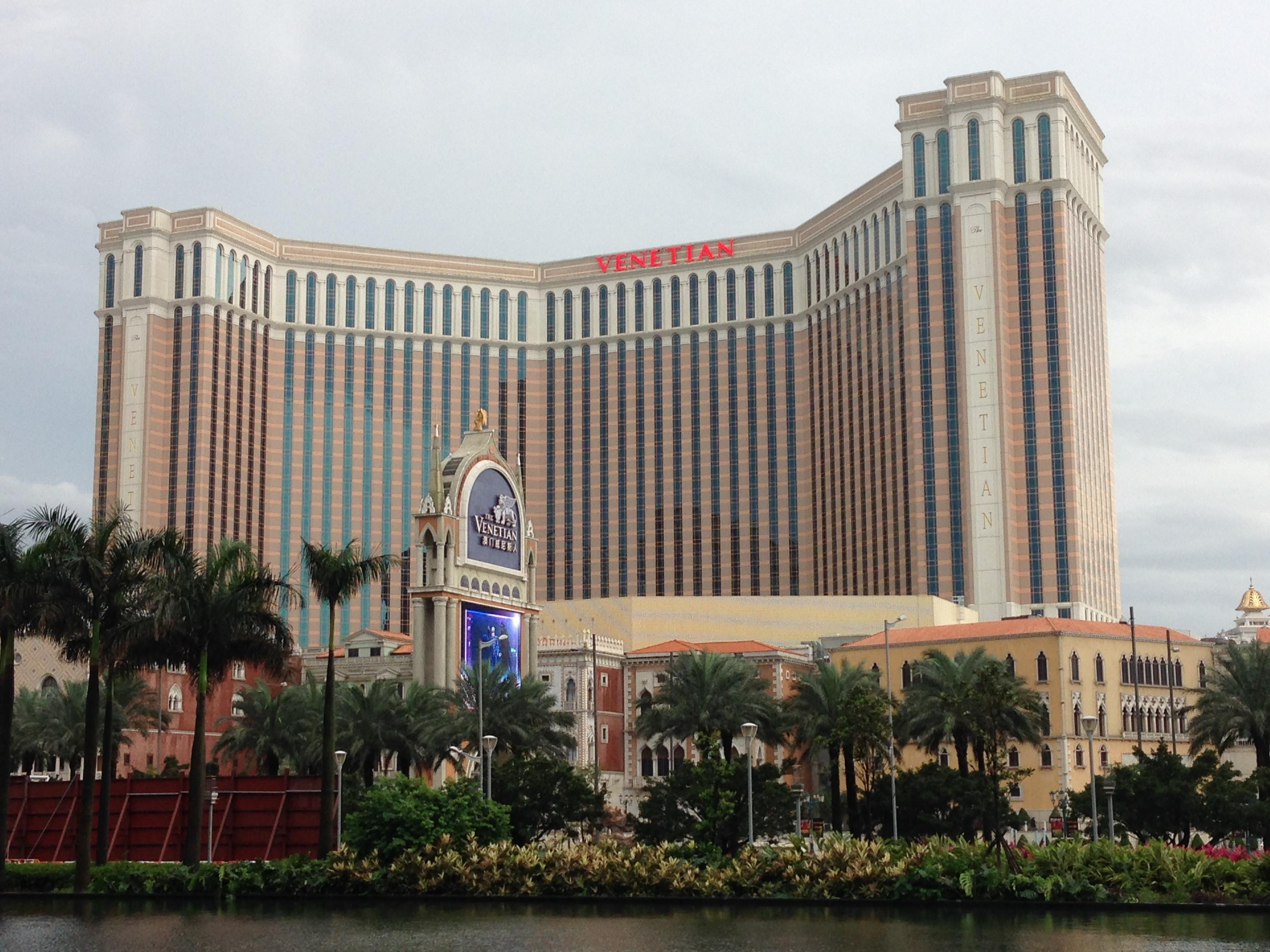
The Venetian
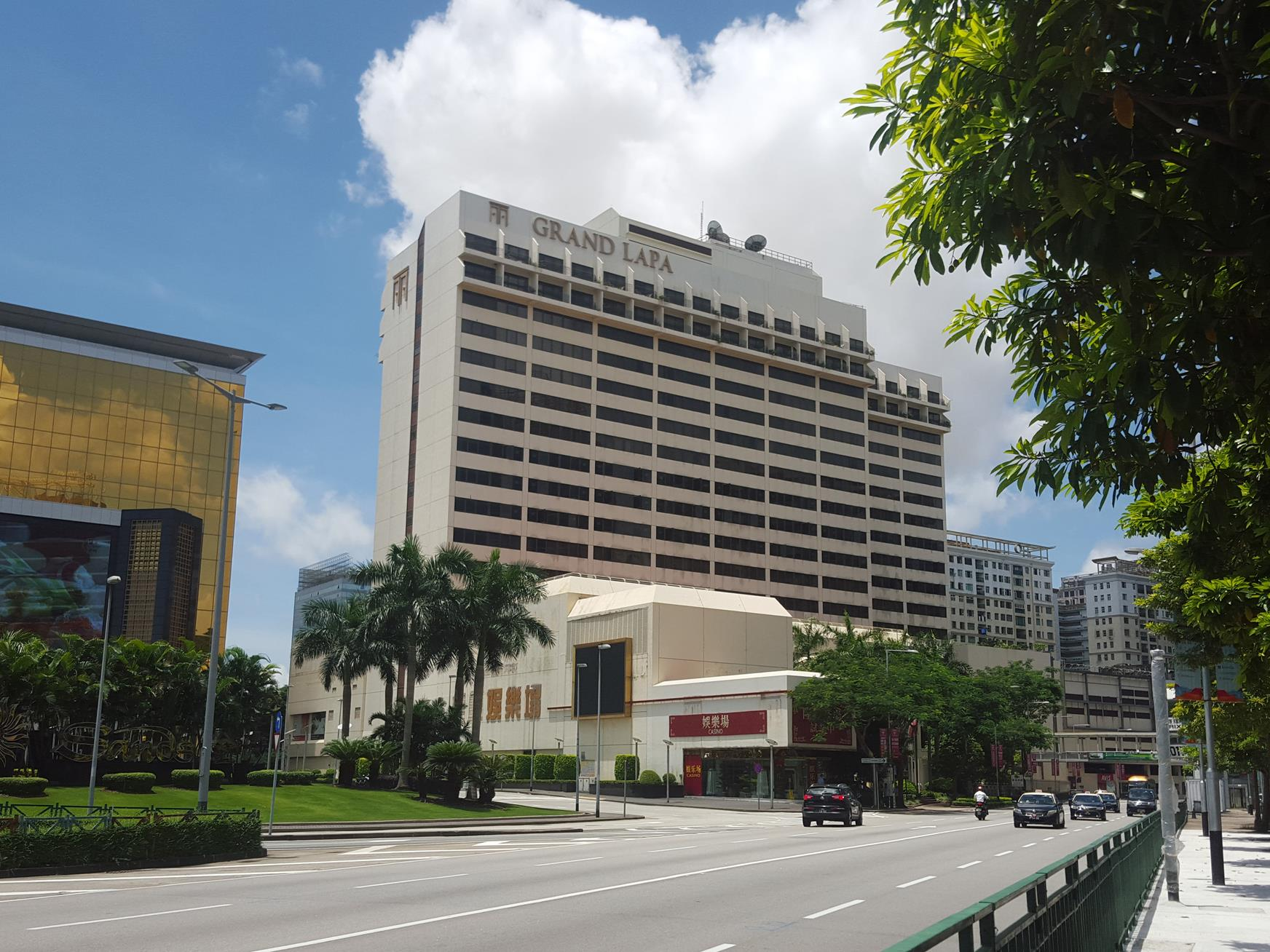
Grand Lapa
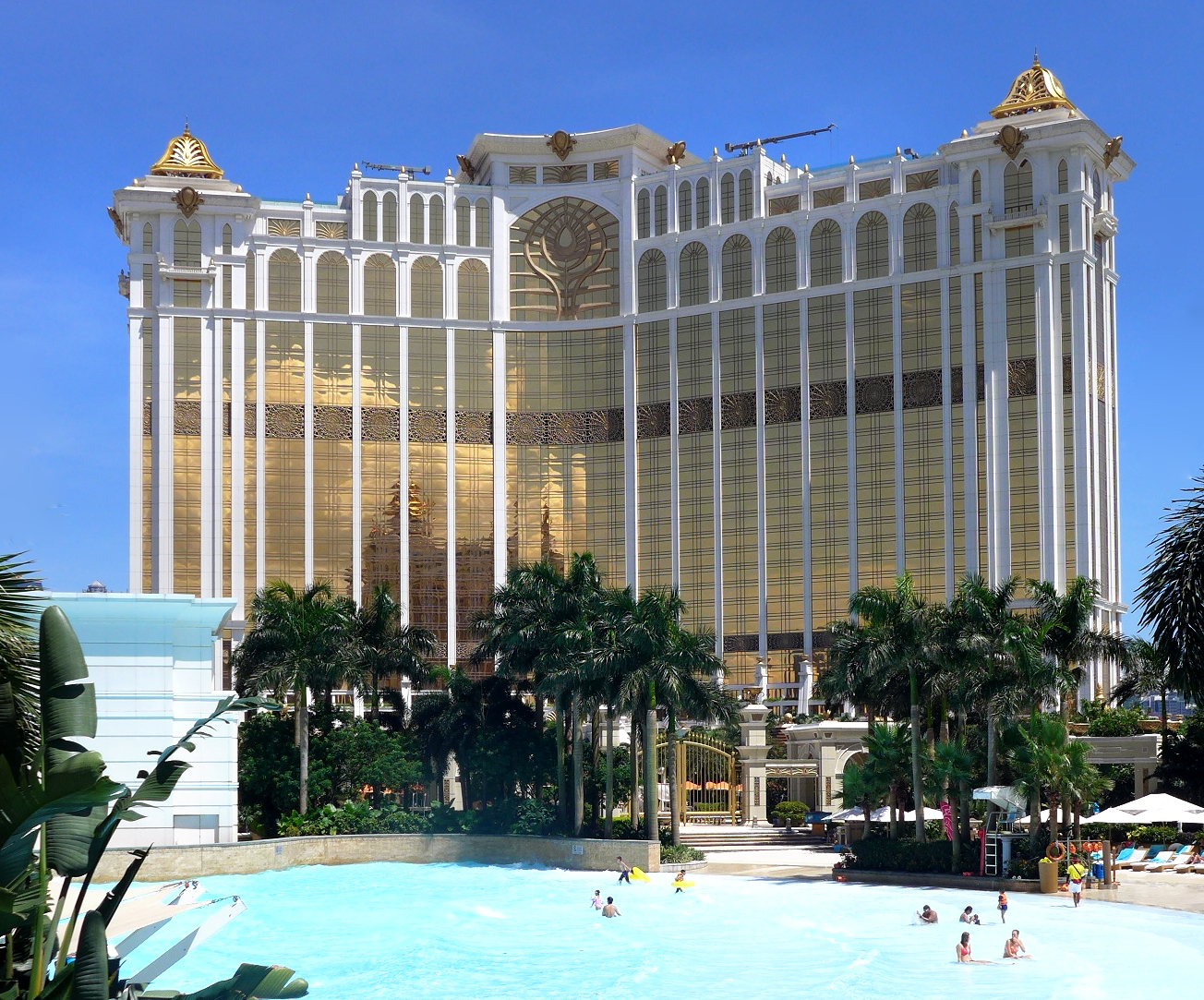
JW Marriott
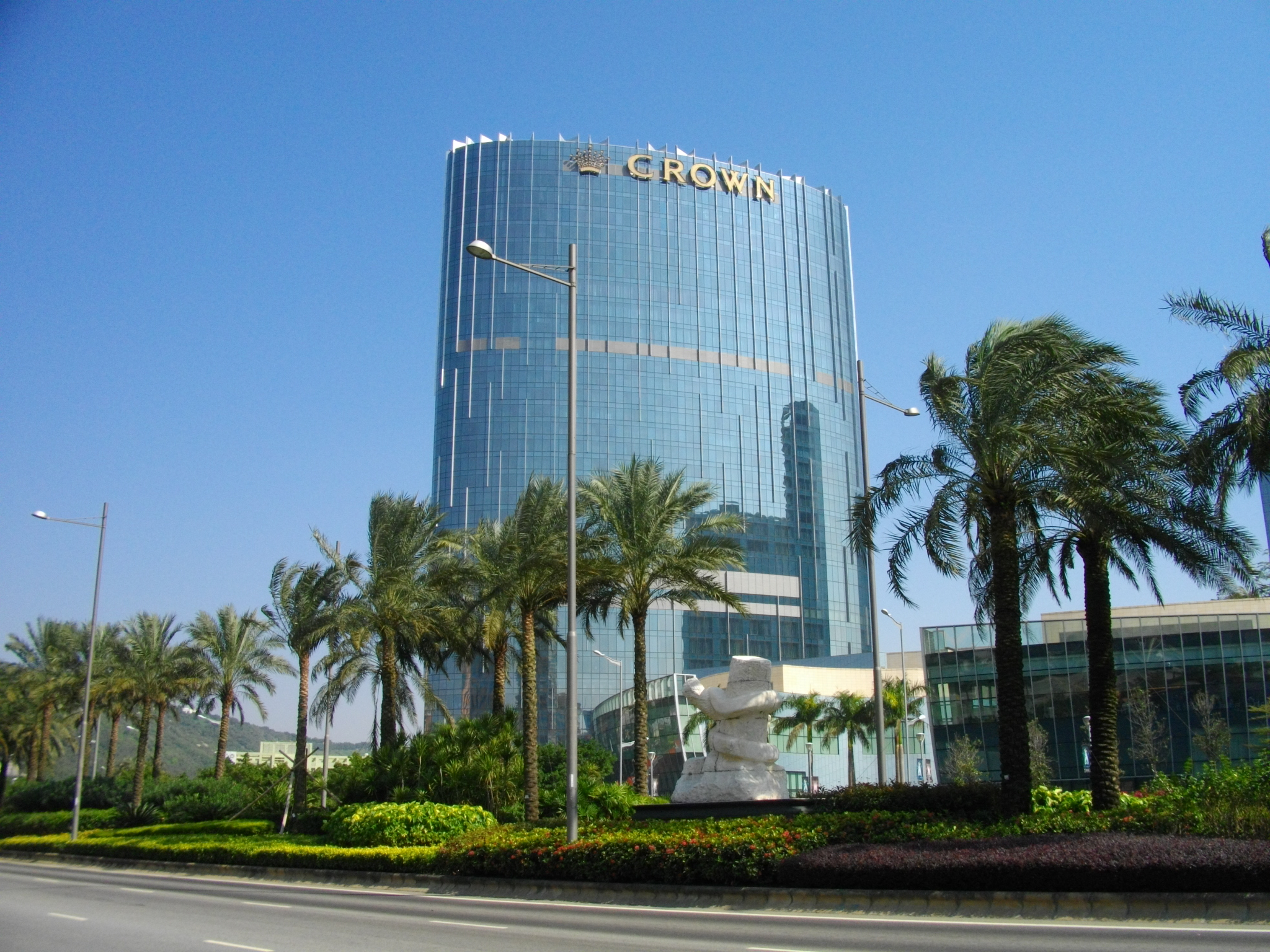
Nüwa
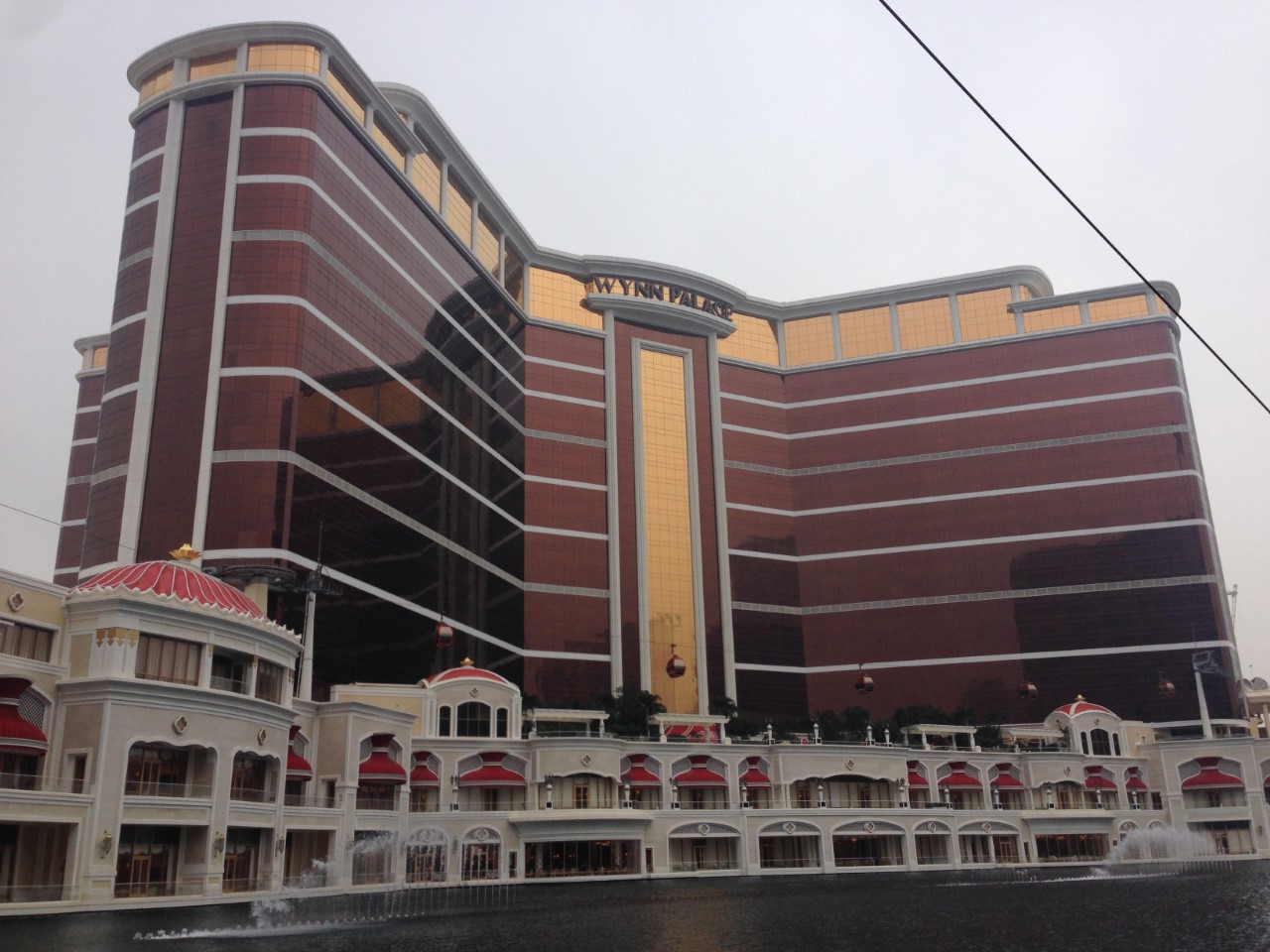
Wynn Palace
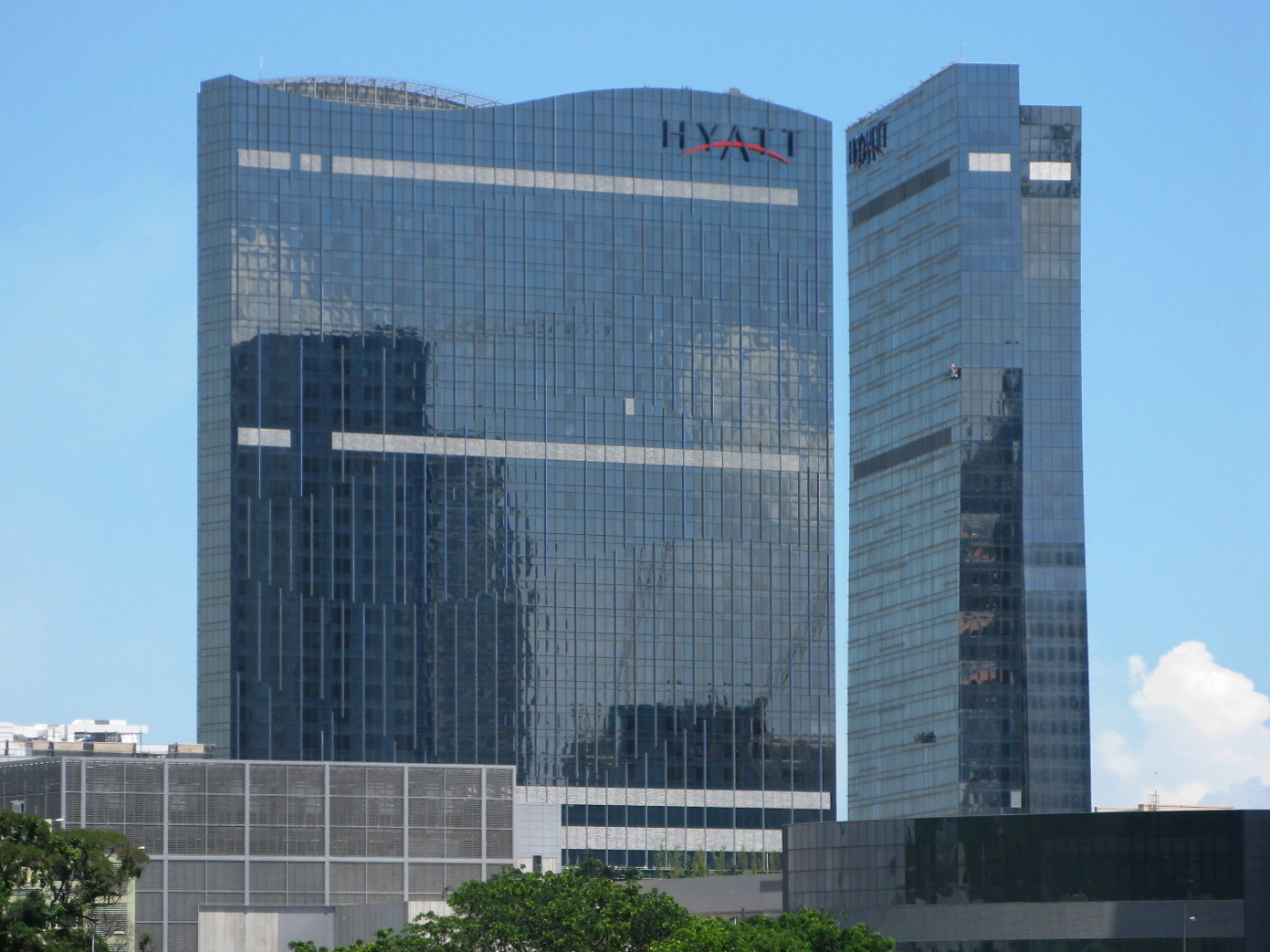
Grand Hyatt
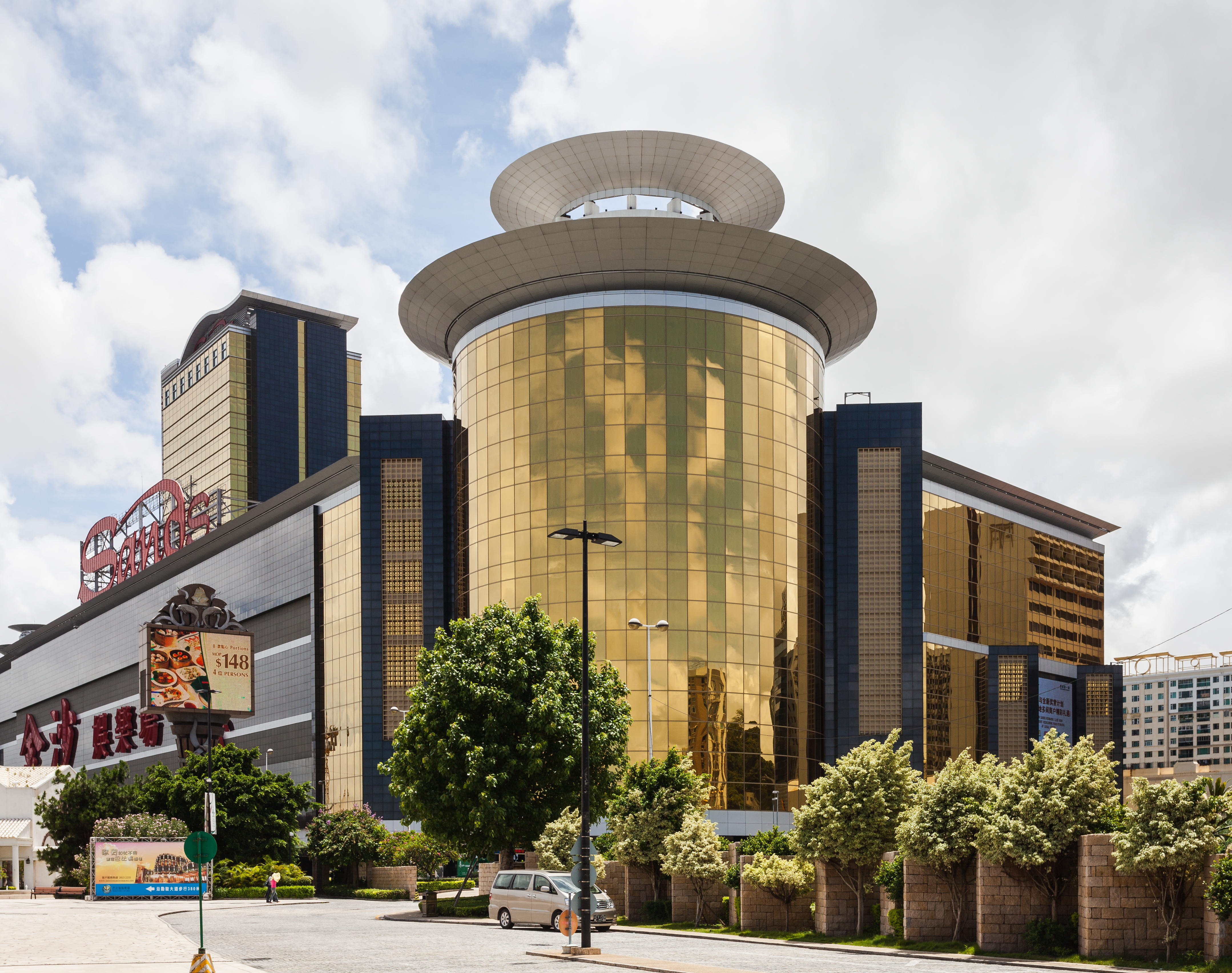
Sands Macao
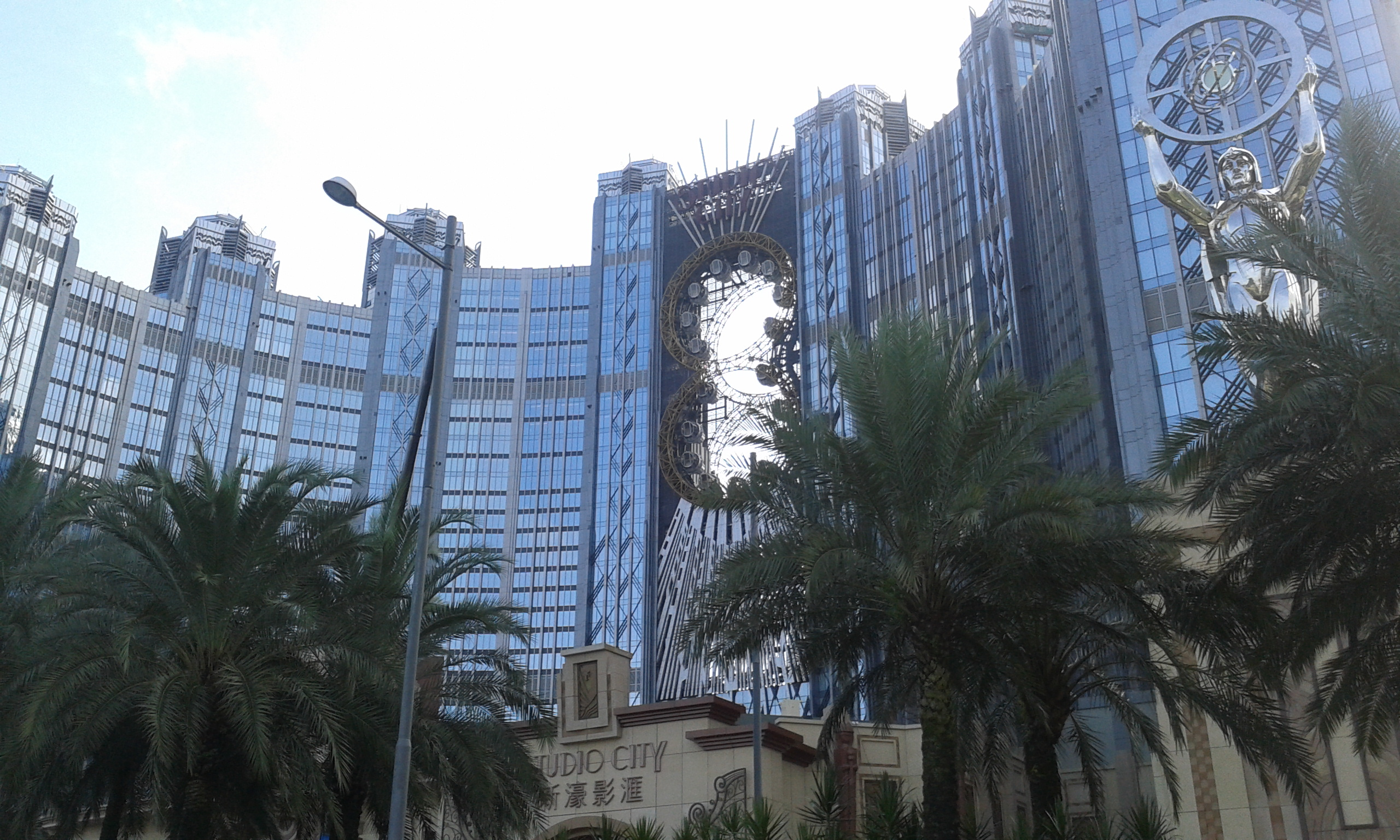
Studio City
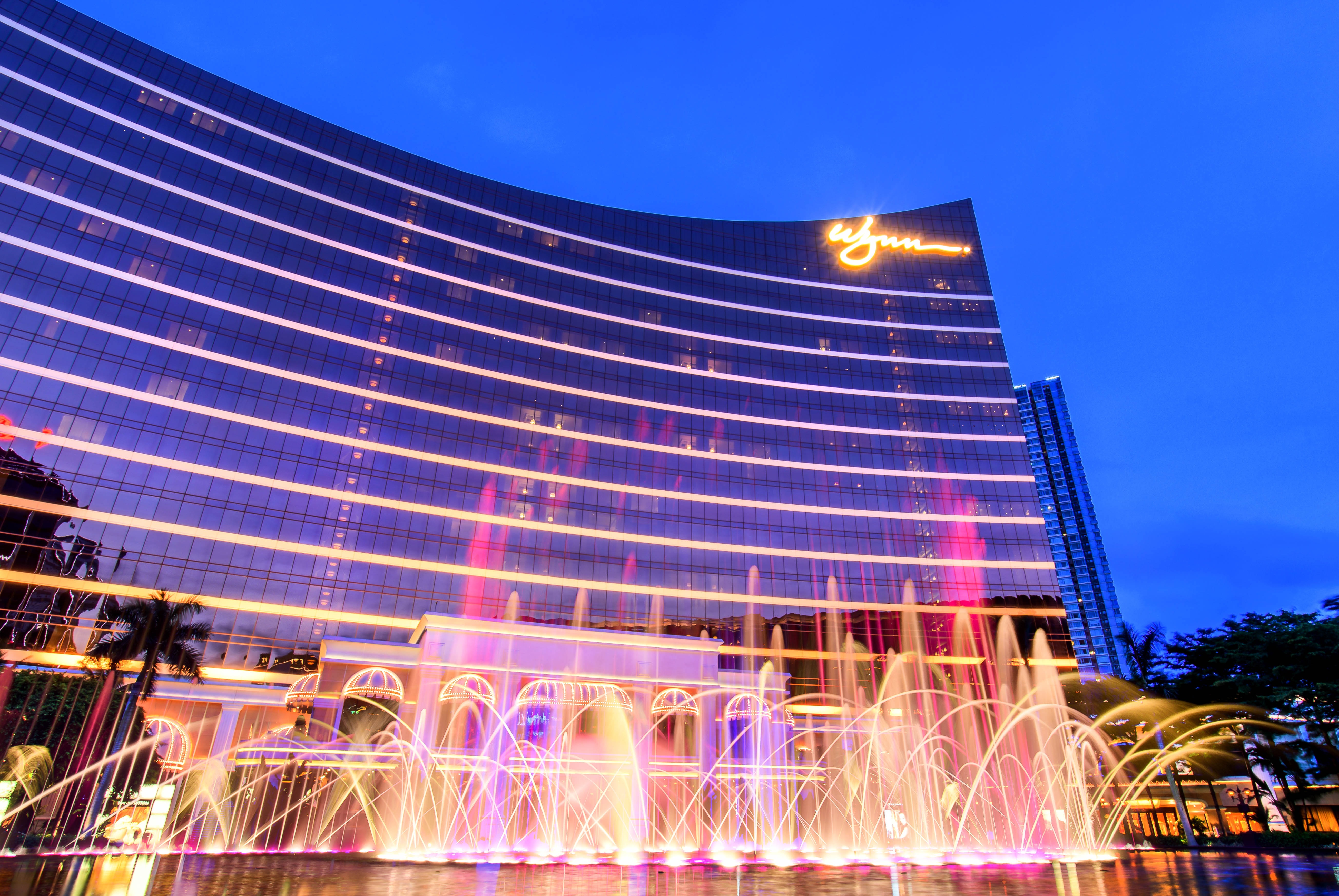
Wynn Macau

Крупнейшие гостиничные кластеры: 
- Кафедральный приход — пятизвёздочные отели Mandarin Oriental, MGM Macau, Wynn Macau, Grand Lisboa, L'Arc Hotel Macau, Star World, Sands Macao, Legend Palace, 4-звёздочные отели Ascott Macau, New Orient Landmark, Holiday Inn Macau, Grand Emperor, Beverly Plaza, Harbourview Hotel, Metropark, Rio Hotel, Golden Dragon и Casa Real.
- Котай — пятизвёздочные отели The Venetian Macao, Four Seasons Macao, Studio City Macau, Galaxy Hotel, Okura Macau, Banyan Tree Macau, The Ritz-Carlton Macau, JW Marriott Macau, Grand Hyatt Macau, Morpheus, Nüwa, The St. Regis Macao, Conrad Macao, Sheraton Grand Macao, MGM Cotai, Wynn Palace, Grand Lisboa Palace, 4-звёздочные отели The Parisian Macao, Holiday Inn Cotai, The Countdown, Broadway Macau и Pousada Marina Infante.

Отели в других районах:
- Приход Богоматери Фатимской — пятизвёздочный отель Crowne Plaza Macau, 4-звёздочный отель Holiday Inn Macau.
- Приход Святого Антония — пятизвёздочный отель Sofitel.
- Приход Святого Лазаря — 4-звёздочный отель Royal Macau.
- Тайпа — пятизвёздочный отель Altira Macau, 4-звёздочные отели Regency Art Macau, The Macau Roosevelt, Grand Dragon, Grandview Hotel Macau и Golden Crown China.

## Игорный бизнес

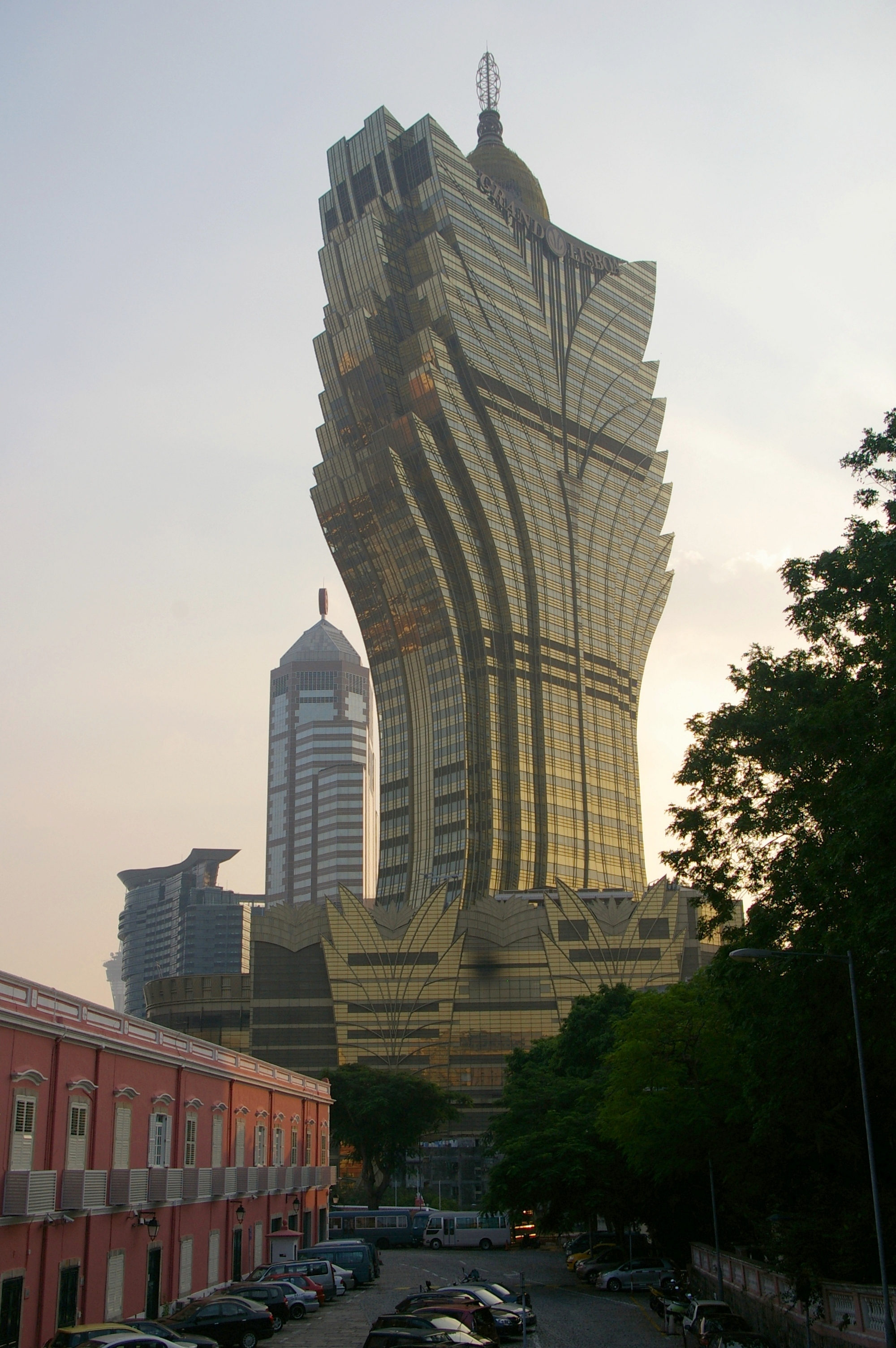
Отель Grand Lisboa

Специальный административный район Макао является единственным местом в Китае, где азартные игры официально легализированы, а игорный туризм является самым большим источником доходов города. Из-за большого количества казино на своей территории, Макао известен как «Монте-Карло Востока» или «Лас-Вегас Востока». В 2007 году валовый доход Макао от азартных игр превзошёл оборот игорной индустрии Лас-Вегаса, что сделало Макао крупнейшим игорным центром мира. В 2009 году налог на игорный бизнес принёс более 70 % от общего объёма бюджетных поступлений Макао. Почти все крупные отели Макао имеют в своём составе казино или залы игровых автоматов. Среди самых знаменитых игорно-гостиничных комплексов города — Grand Lisboa, MGM Macau, MGM Cotai, Wynn Palace, The Parisian Macao, The Venetian, Sands Macao, Wynn Macau, City of Dreams и Altira Macau.
Возрастной ценз для посещения казино Макао — 21 год. По состоянию на конец 2020 года в Макао насчитывалось в общей сложности 41 казино, при этом 25 казино располагалось на полуострове Макао, а 16 — на острове Тайпа (включая зону Котай). Среди общего числа игорных заведений компания SJM Holdings владела 22 казино, Galaxy Entertainment Group — 6 казино, Las Vegas Sands — 5 казино, Melco Crown Entertainment — 4 казино; Wynn Resorts — 2 казино и MGM Resorts International — 2 казино. Компания Macao (Yut Yuen) Canidrome Co. Ltd, ранее проводившая собачьи бега, официально завершила эту деятельность 20 июля 2018 года.
С приходом американских игорных гигантов (Las Vegas Sands, Wynn и MGM) в 2000-х годах казино Макао превратились из средних заведений с азартными играми в роскошные развлекательные комплексы с большим разнообразием шоу, гастрономии и шоппинга, ориентированные на массового туриста и семейный отдых.

## Кухня
В Макао распространена местная кухня (Macanese cuisine) — смесь кантонской и португальской кухонь. Также в городе множество китайских, японских, корейских, тайских, индийских и итальянских ресторанов.
Среди наиболее популярных блюд Макао — серрадура, яичный тарт, паштел-де-ната, имбирный молочный пудинг, «ананасовая булочка», калду верде, бакальяу, «жирный рис» с чоризо или курицей (местный вариант паэльи), «курица по-африкански» с пири-пири, «курица по-португальски», копчёная свиная колбаса лингвиса, кисло-сладкая свинина, баоцзы с различными начинками, роллы из рисовой лапши с различными начинками, трепанги, «португальский соус» с карри и кокосовым молоком.

## Розничная торговля

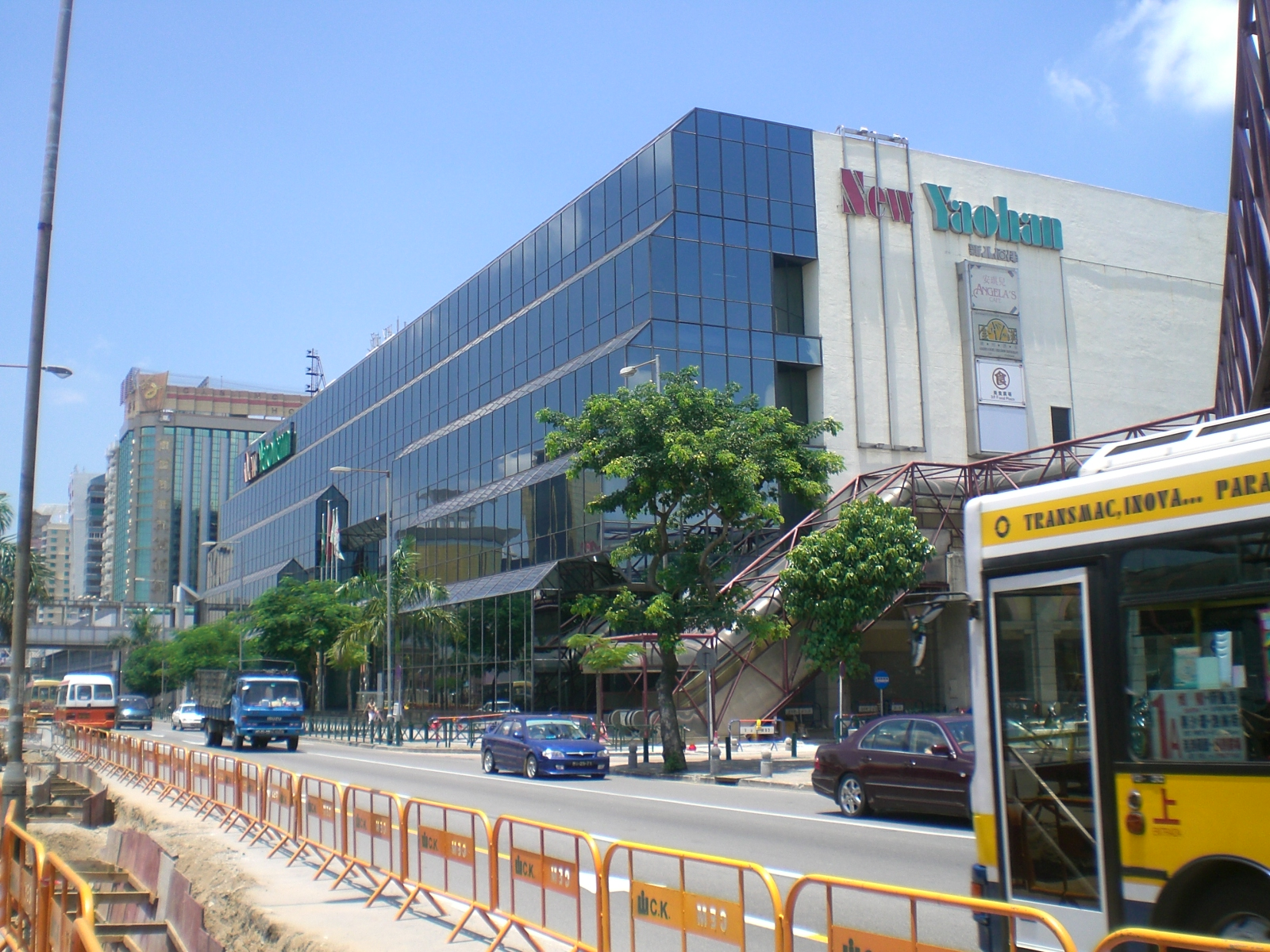
Универмаг New Yaohan

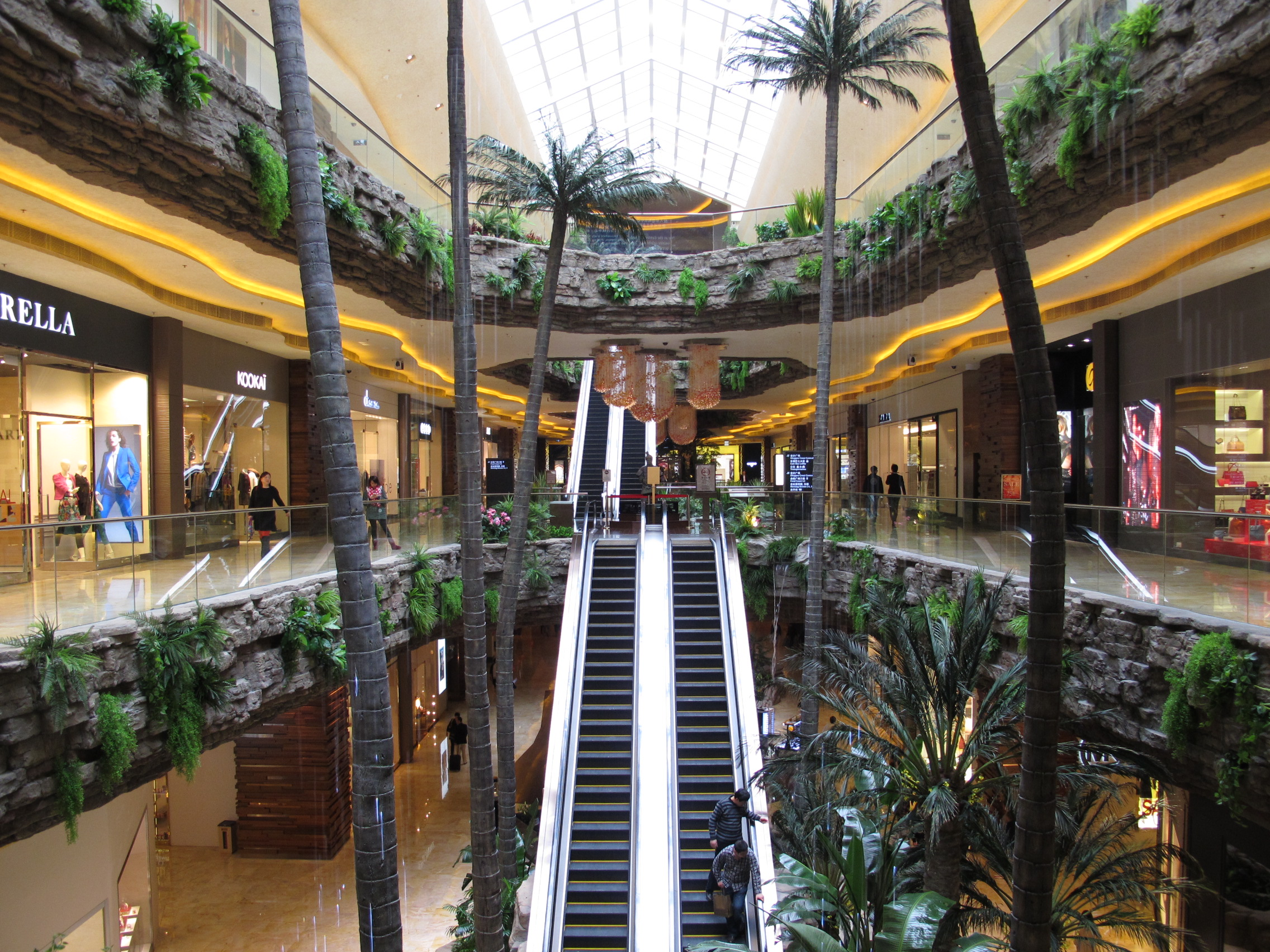
Торговый центр Sands Cotai Central

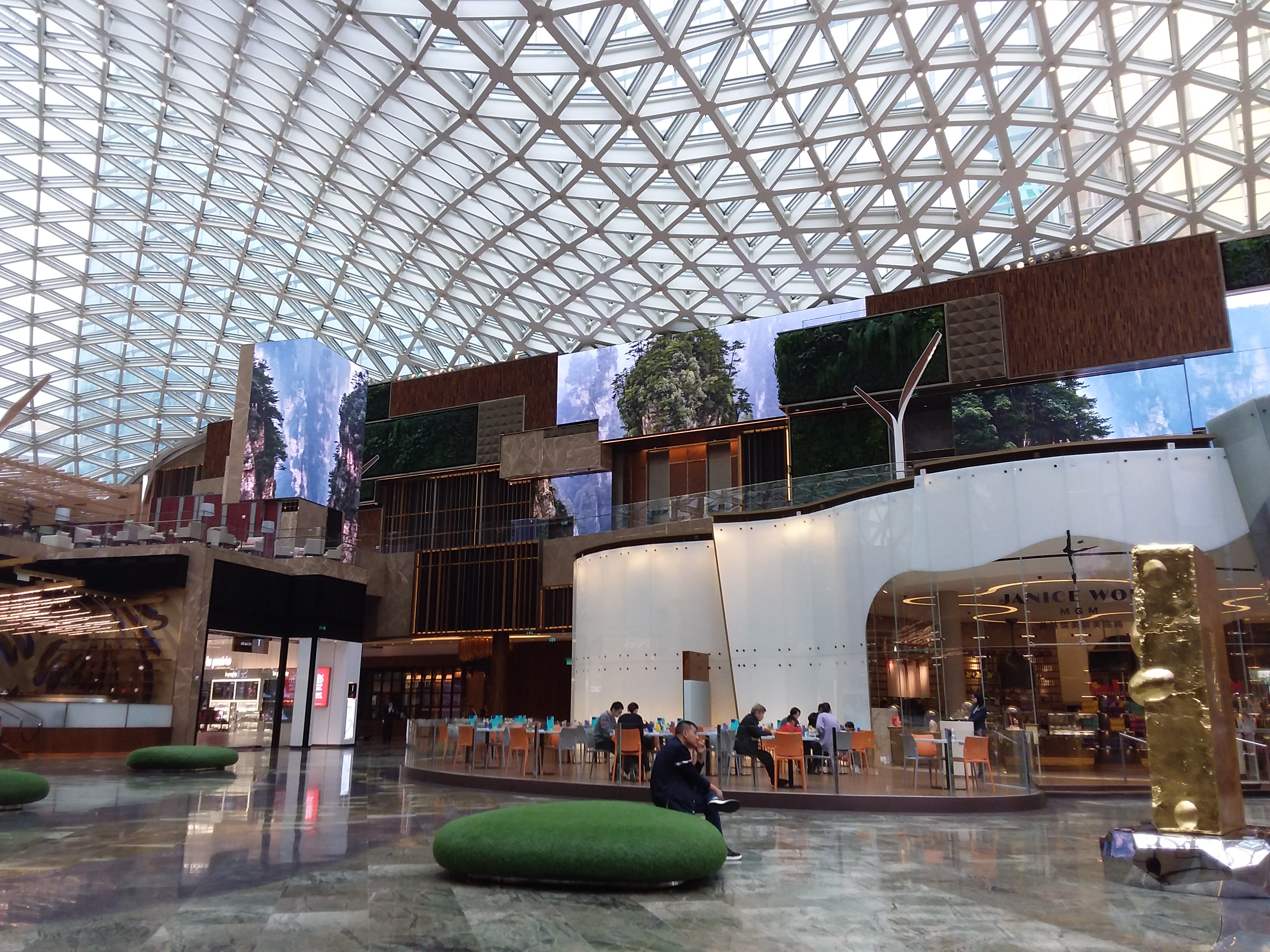
Торговый центр MGM Cotai

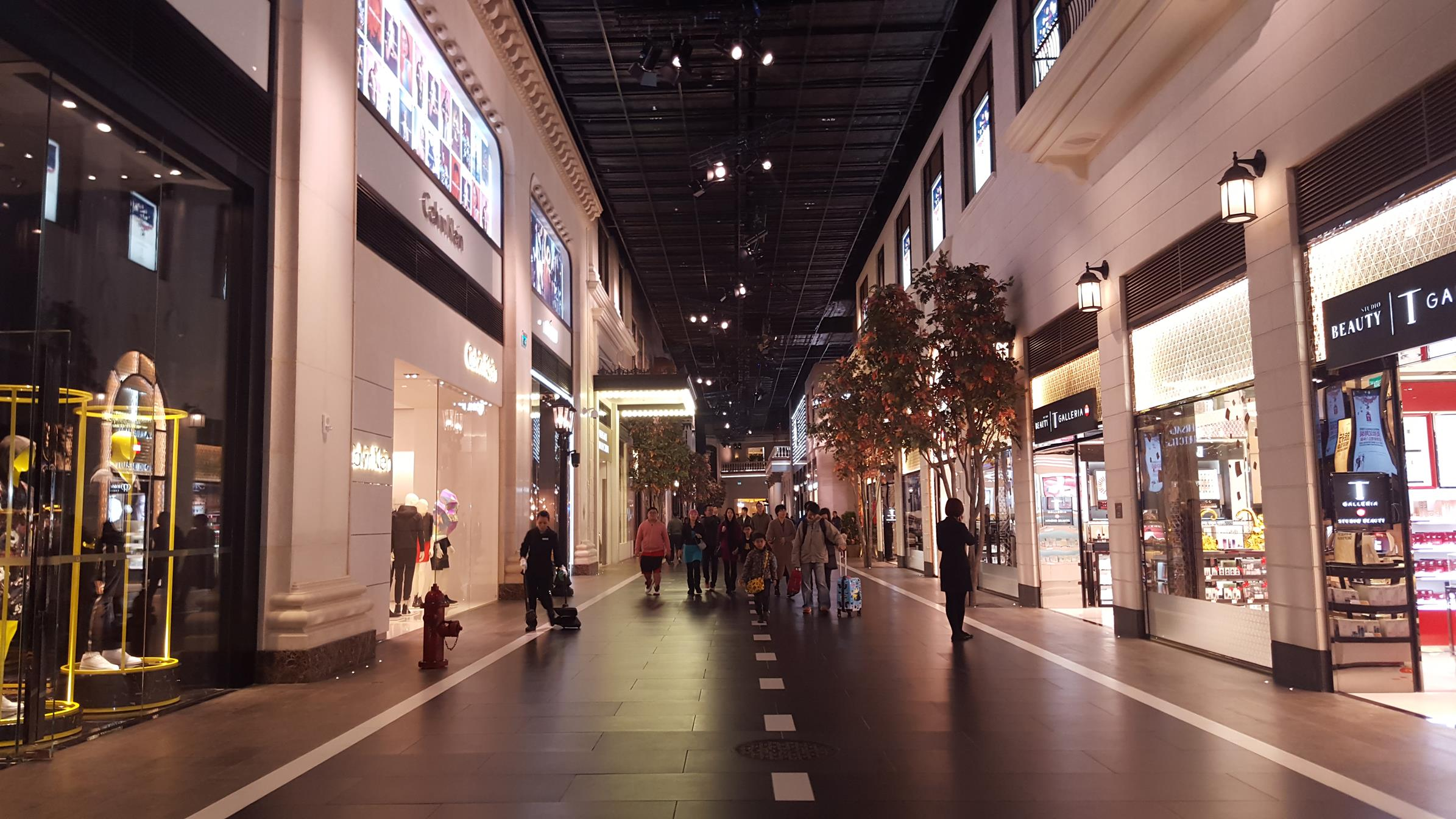
Торговая галерея Studio City Macau

Большое число туристов способствовало бурному развитию розничной торговли в Макао. Китайские и иностранные туристы совершают покупки преимущественно в больших торговых центрах и галереях бутиков при отелях, местные жители — на старых торговых улицах и рынках.
К крупнейшим торговым центрам относятся:
- Торговый центр One Central (Кафедральный приход)
- Универмаг New Yaohan (Кафедральный приход)
- Торговый центр The Macau Square (Кафедральный приход)
- Торговый центр Sun Star City (Кафедральный приход)
- Торговый центр Ginza Plaza (Кафедральный приход)
- Торговая галерея Macau Fisherman's Wharf (Кафедральный приход)
- Торговая галерея при отеле Lisboa (Кафедральный приход)
- Торговая галерея при отеле Wynn Macau (Кафедральный приход)

- Торговый центр City of Dreams (Котай)
- Торговый центр The Plaza Macao (Котай)
- Торговый центр Sands Cotai Central (Котай)
- Торговый центр The Promenade Shops в Galaxy Macau (Котай)
- Торговый центр MGM Cotai (Котай)
- Торговая галерея при отеле The Venetian Macao (Котай)
- Торговая галерея при отеле The Parisian Macao (Котай)
- Торговая галерея при отеле Studio City Macau (Котай)

- Торговый центр IKEA (Тайпа)

### Традиционные рынки и торговые улицы
В приходе Богоматери Фатимской расположены традиционные рынки «Яо-Хон» и «Той-Сан», в приходе Святого Антония — большой традиционный «Ред Маркет» («Красный рынок»), на котором продают свежее мясо и морепродукты. В приходе Святого Лаврентия находятся торговые улочки Руа-да-Фелисидаде (порт. Rua da Felicidade), славящаяся хорошими ресторанами и маленькими отелями, и Руа-даж-Лоршаш (порт. Rua das Lorchas), застроенная старыми художественными галереями и антикварными магазинами.
В Кафедральном приходе расположены муниципальный рынок Святого Доминика, муниципальный рынок Horta da Mitra и ночной рынок Хон-Кун. Также здесь пролегает Авенида де Алмейда Рибейру (Сан-Ман-Ло) — главная улица исторического центра Макао и оживленный торговый проспект, изобилующий магазинами одежды, ювелирных изделий, антиквариата и вин, а также офисами банков и компаний, отелями и ресторанами (на соседней Rua das Estalagens расположен «блошиный рынок», где торгуют китайским антиквариатом).
В старой части Тайпы расположена улица Rua do Cunha, на которой сконцентрированы рестораны, кафе, закусочные, аптеки и сувенирные магазины. На северной оконечности улицы раскинулся большой блошиный рынок.

## Транспорт
Основная масса китайских и иностранных туристов прибывает в Макао через три воздушные гавани — Международный аэропорт Макао (западная оконечность Тайпы), Международный аэропорт Чжухая (соединён с Макао скоростной магистралью) и Международный аэропорт Гонконга (соединён с Макао скоростной магистралью, которая проходит по мосту Гонконг — Чжухай — Макао).
По мосту Гонконг — Чжухай — Макао курсируют рейсовые автобусы и такси. Также между Гонконгом и Макао курсируют многочисленные паромы и катера. Главные паромные терминалы расположены в Тайпе (Macau Taipa Ferry Terminal) и Кафедральном приходе (Macau Outer Harbour Ferry Terminal).

## Основные достопримечательности
В Макао существует множество исторических мест, большинство из которых находятся на полуострове Макао. К ним относятся старинные церкви, буддийские и даосские храмы, португальские крепости и форты, сады, музеи и художественные галереи.
Муниципалитет Макао
Муниципалитет Макао (Concelho de Macau) занимает полуостров Макао. Состоит из пяти приходов.

### Приход Богоматери Фатимской
Приход Богоматери Фатимской (Freguesia de Nossa Senhora de Fátima) занимает северную часть полуострова Макао и состоит в основном из отвоеванных у моря земель (площадь — 3,2 кв. км, население — более 180 тыс. человек). До 1970-х годов большую часть территории района занимали сельскохозяйственные угодья и крестьянские деревни, а теперь в здешней промышленной зоне расположено около половины всех предприятий Макао. К приходу относятся районы Илья-Верде, Мон-Ха, Яо-Хон, Фай-Чи-Кей и Той-Сан. Большой процент населения прихода составляют небогатые жители Макао, а также иммигранты из других провинций Китая и Филиппин. Главные достопримечательности:
- Ипподром Макао, на котором проводятся скачки.
- Комплекс «Канидром», на котором проводились собачьи бега.
- Форт Мон-Ха (Fortaleza de Mong-Há), построенный португальцами в 1849—1866 годах на одноименном холме для обороны северных рубежей колонии (в XX веке в здешних казармах квартировались португальские военнослужащие африканского происхождения)[10][11].
- Городской парк имени Сунь Ятсена, раскинувшийся на границе с Чжухаем (на территории парка расположены игровые и спортивные площадки, бассейн, вольеры, цветочный сад и «Лес фэн-шуй»)[12].
- Старые пограничные ворота Portas do Cerco (1871) и новый комплекс пограничного контроля (2004)[13].
- Буддийский храм Кун-Ям-Тонг, посвященный богине Гуаньинь — основан в XIII веке, теперешнее здание построено в 1627 году; именно здесь в 1844 году США и Китай подписали своё первое соглашение о торговле и сотрудничестве, а гранитный стол, за которым были подписаны документы, доступен для всеобщего обозрения; среди монументов в честь восемнадцати мудрецов Китая есть и статуя Марко Поло[14].
- Буддийские храмы Кун-Ям-Цай (1867), Сэн-Вонг (1908) и Линь-Фун.
- Католическая церковь Богоматери Фатимской (Igreja de Nossa Senhora de Fátima) — построена в 1929 году, реконструирована в 1967 году[15].
- Католическая церковь Святого Иосифа Плотника (1998).
- Мечеть и мусульманское кладбище.
- Илья-Верде («Зеленый остров») — расположенный к западу от перешейка бывший остров, в 1895 году связанный с полуостровом дамбой[16][17][18].
- Район Фай-Чи-Кей, застроенный в начале 1930-х годов (позже на месте старых домов был возведен высотный жилой комплекс).
- Институт туризма, основанный в 1995 году[19].
- Музей связи.
- Мемориальный музей Линь Цзэсюя.

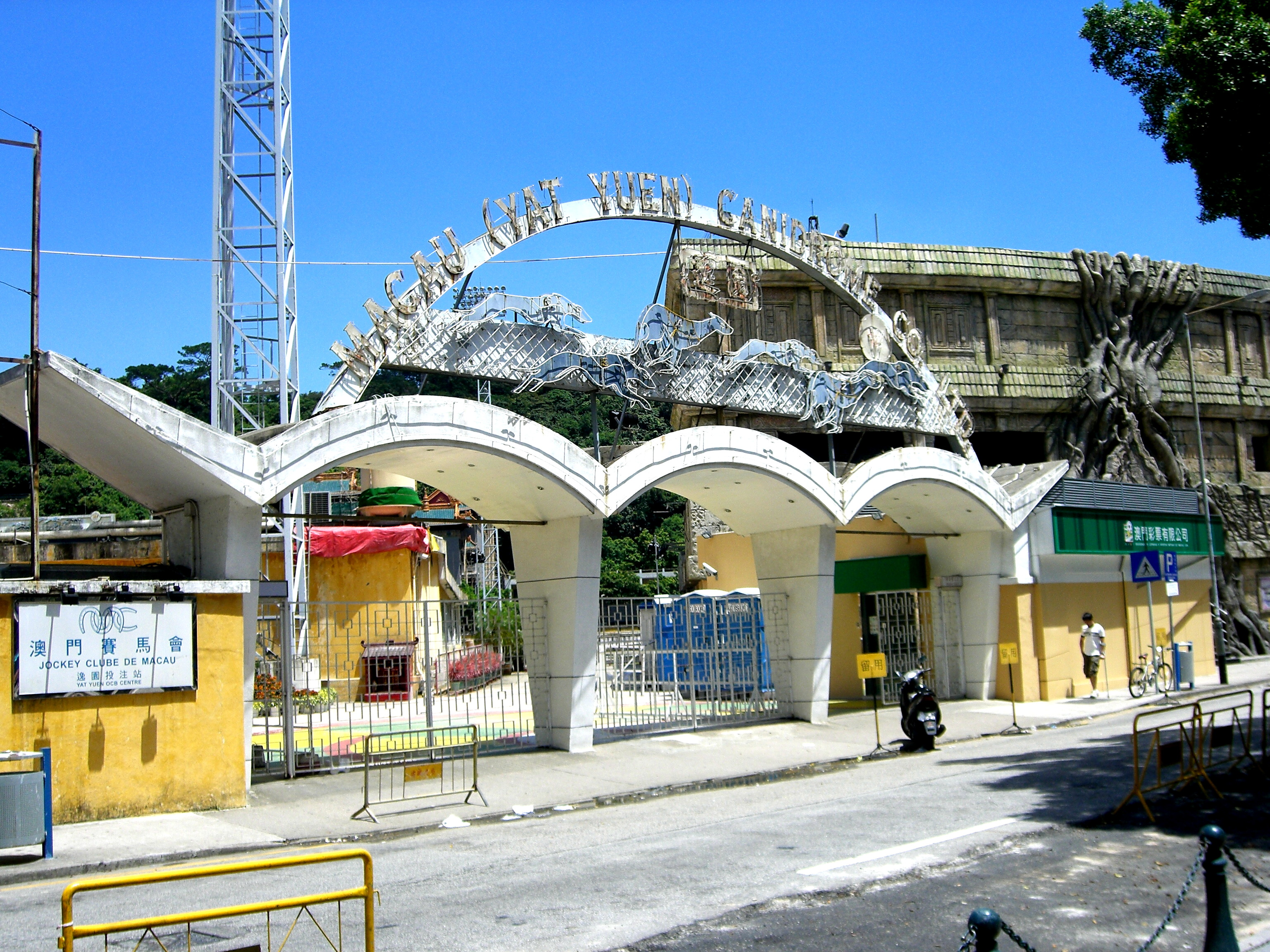
Канидром
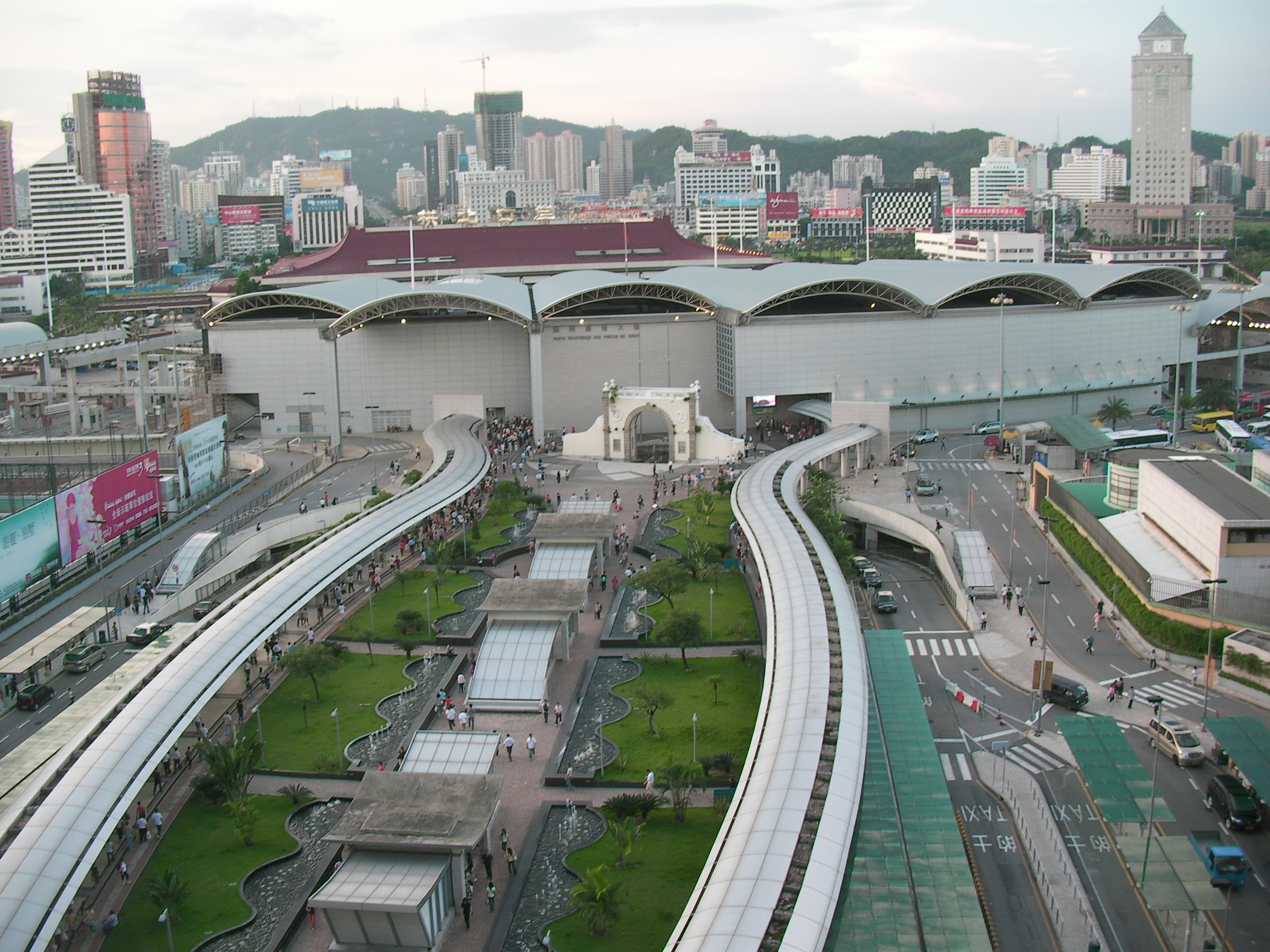
Portas do Cerco
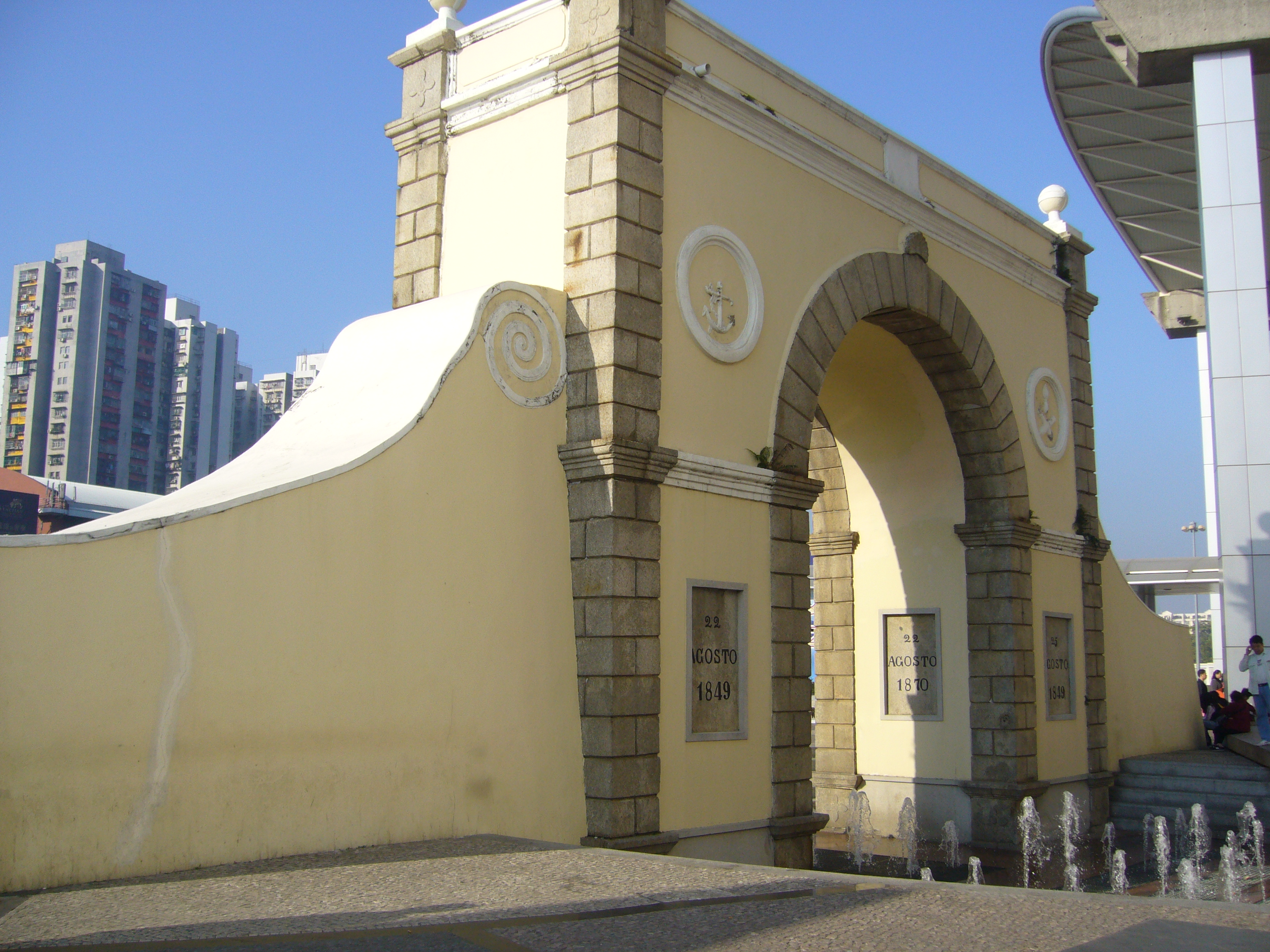
Portas do Cerco
Кун-Ям-Тонг
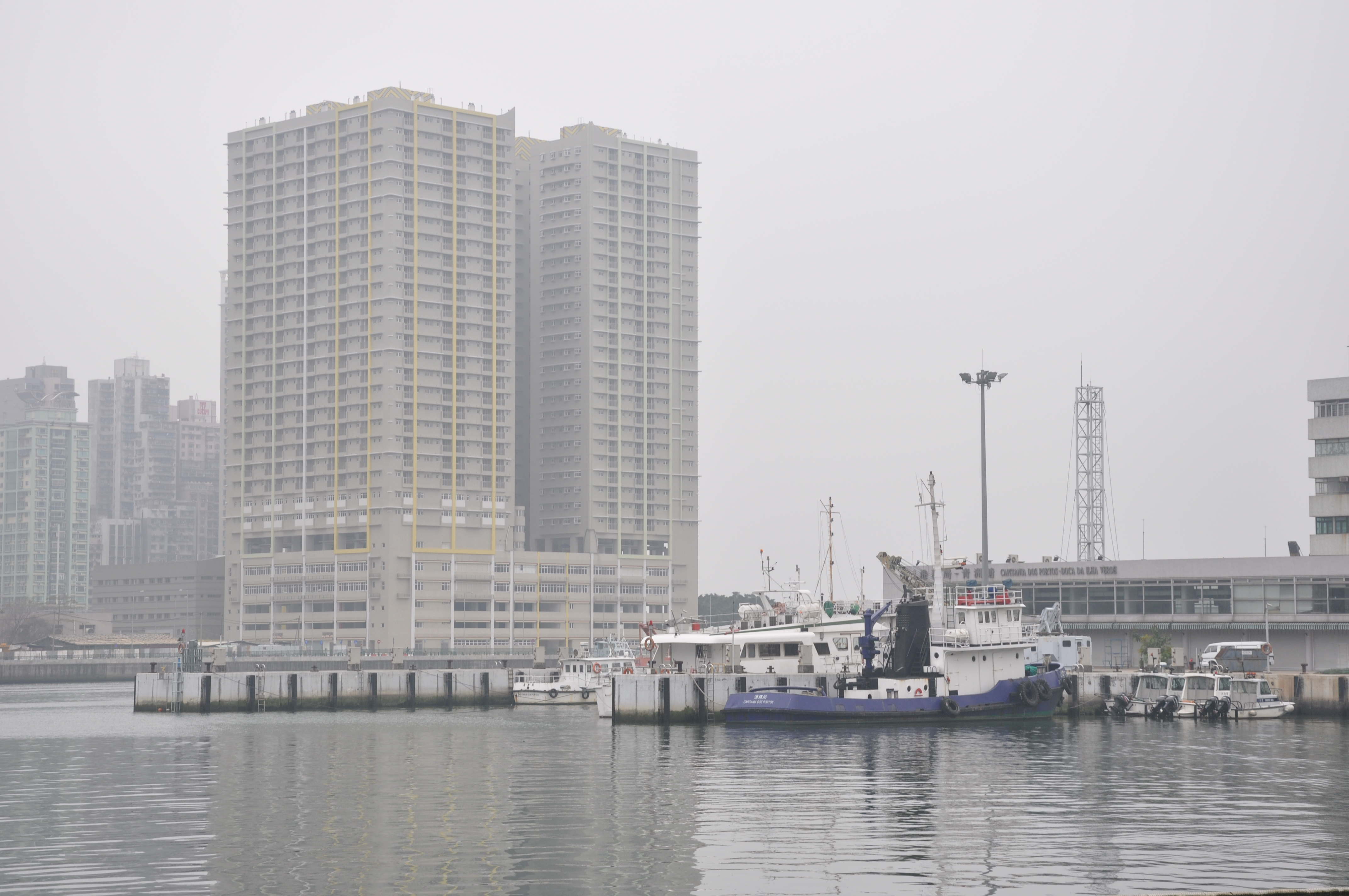
Фай-Чи-Кей
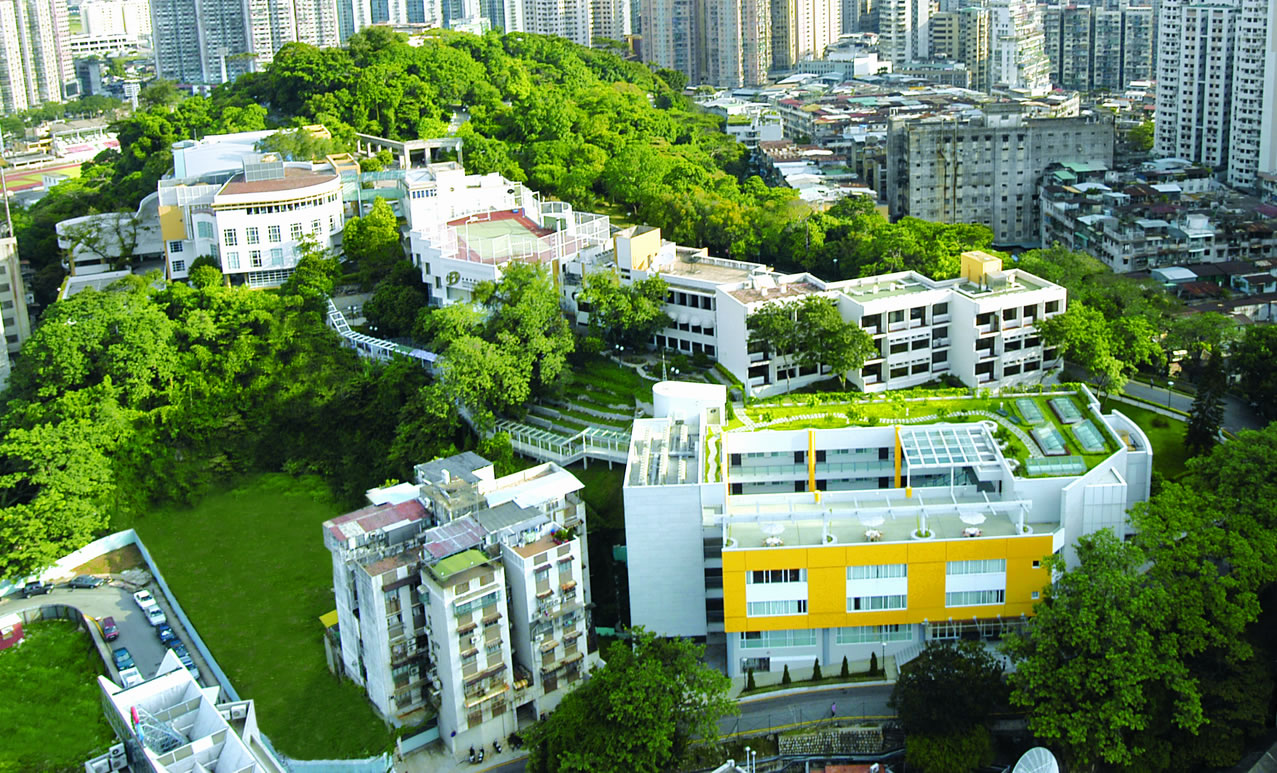
Институт туризма

### Приход Святого Антония
Приход Святого Антония (Freguesia de Santo António) занимает центрально-западную часть полуострова Макао, около половины его территории «отвоевано» у моря (площадь — 1,1 кв. км). Население прихода составляет 110 тыс. человек (он является самым густонаселенным районом Макао и всего Китая). К приходу относятся районы Ша-Гонг, Сан-Кио и Патан (кое-где между жилой и торговой застройкой сохранились мелкие традиционные предприятия и ремонтные мастерские). Вплоть до 1970-х годов район вокруг Внутренней гавани был экономическим центром Макао, но постепенно здешняя коммерческая деятельность стала сворачиваться, особенно после переноса паромного терминала (хотя здесь до сих пор швартуются паромы на Гуанчжоу и плавучие казино). Главные достопримечательности:
- Руины бывшего кафедрального собора Святого Павла — собор был построен в 1582—1602 годах иезуитами и изгнанными с родины японскими христианами, он считался крупнейшим католическим храмом Азии того времени; в 1835 году собор вместе с соседним колледжем, основанным в 1594 году, были уничтожены пожаром, сохранились лишь южный фасад, монументальная лестница, ведущая к нему, и некоторые захоронения; в 2005 году в составе исторического центра Макао руины собора были внесены в список объектов Всемирного наследия ЮНЕСКО)[21][22]. Рядом с руинами открыт Музей сакрального искусства и крипты (Museum of Sacred Art and Crypt).
- Буддийский храм На-Тха (На-Ча) — построен в 1888 году, восстановлен в 1901 году; расположен между руинами собора Святого Павла и последней сохранившейся секцией старых городских стен, датированных 1569 годом.
- Форталеза-ду-Монти («Горный форт» или «Форт Богоматери на горе Святого Павла») — остатки построенной в 1617—1626 годах иезуитами крепости, которая позже служила первой резиденцией губернатора колонии (сегодня на территории форта расположены открытый в 1998 году Музей Макао, часовня, построенная в 1740 году, парк со смотровой площадкой и старинными пушками)[23][24][25][26].
- Католическая церковь Святого Антония (Igreja de Santo António) — основана в 1565 году возле первой резиденции ордена иезуитов, перестроена в 1638 году, реконструирована в 1810, 1875, 1930 и 1950 годах; является любимой церковью молодоженов и по-китайски известна как «Церковь Цветов»[27].
- Католическая церковь Святого Франциска Ксаверия (Igreja de São Francisco Xavier) — построена в 1907 году, реконструирована в 1938, 1951 и 1999 годах[28][29].
- Буддийские храмы Пау-Кун, Тоу-Тэй, Линь-Кай и Чжулинь.
- Сад Каса-Гарден — заложен в 1770 году как резиденция богатого португальского купца, затем служил отделением британской Ост-Индской компании в Макао (сегодня в старинном особняке расположена штаб-квартира местного отделения «Фонда Востока» с музеем Луиса де Камоэнса и художественной галереей).
- Старое протестантское кладбище (Cemitério Protestante) — основано британцами в 1821 году, закрыто в 1858 году (кроме британцев на нём хоронили граждан США, Нидерландов, Дании, Швеции и Германии)[30].
- Протестантская часовня (или Часовня Моррисона), построенная в 1922 году[31].
- Старинный парк имени Камоэнса, на территории которого в несохранившемся к нашему времени доме жил португальский поэт Луис де Камоэнс (в центре парка установлен бюст великого португальца и мемориальная плита с высеченными на ней стихами).
- Отель-казино Ponte 16 Resort Macau — построен на месте причалов старого рыболовецкого порта (20-этажный отель Sofitel открыт в 2008 году; также в состав комплекса входят магазины, рестораны и музей Майкла Джексона)[32][33].
- Музей пожарной охраны.
- Музей граммофонов.

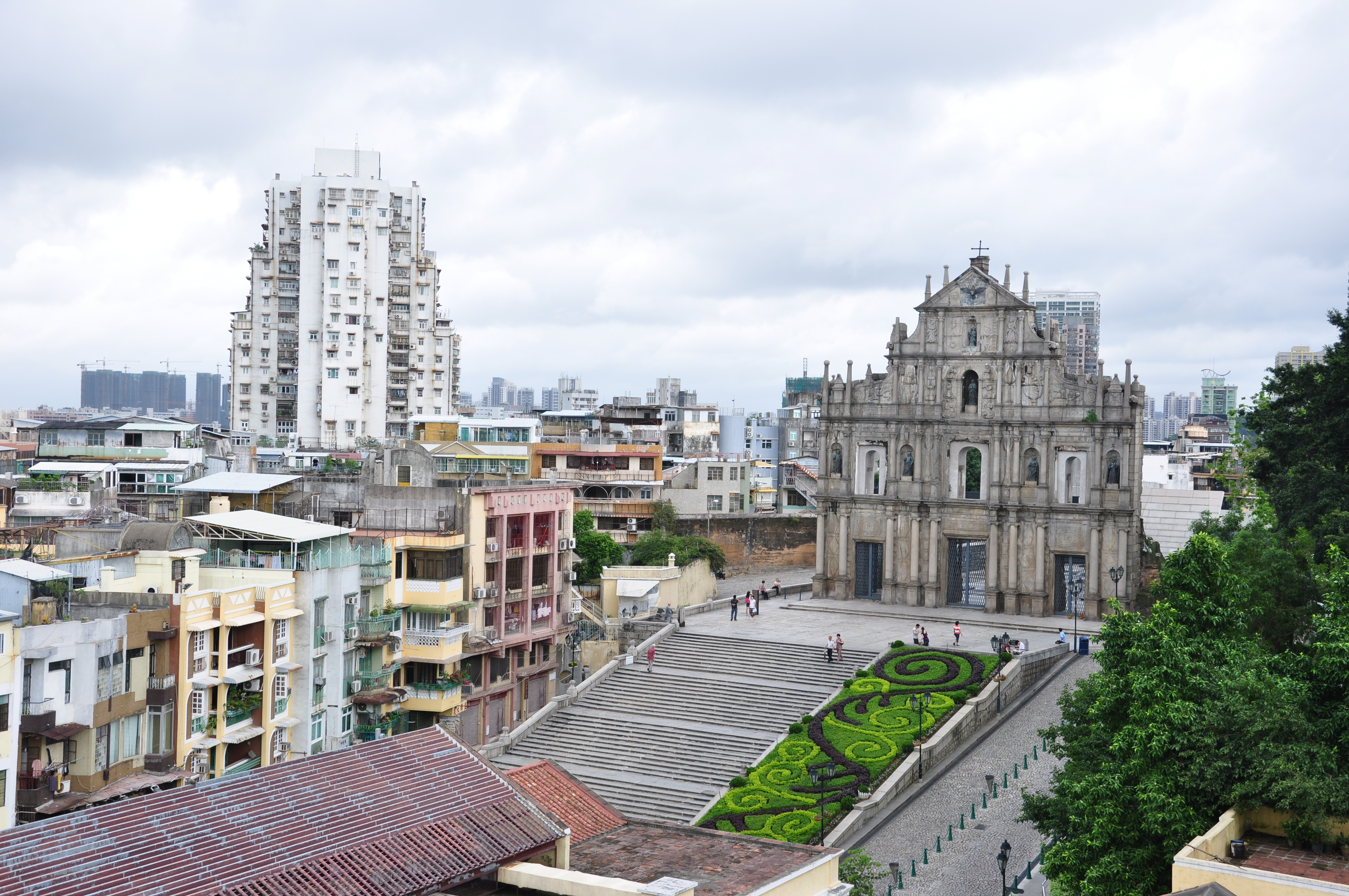
Руины собора Св. Павла
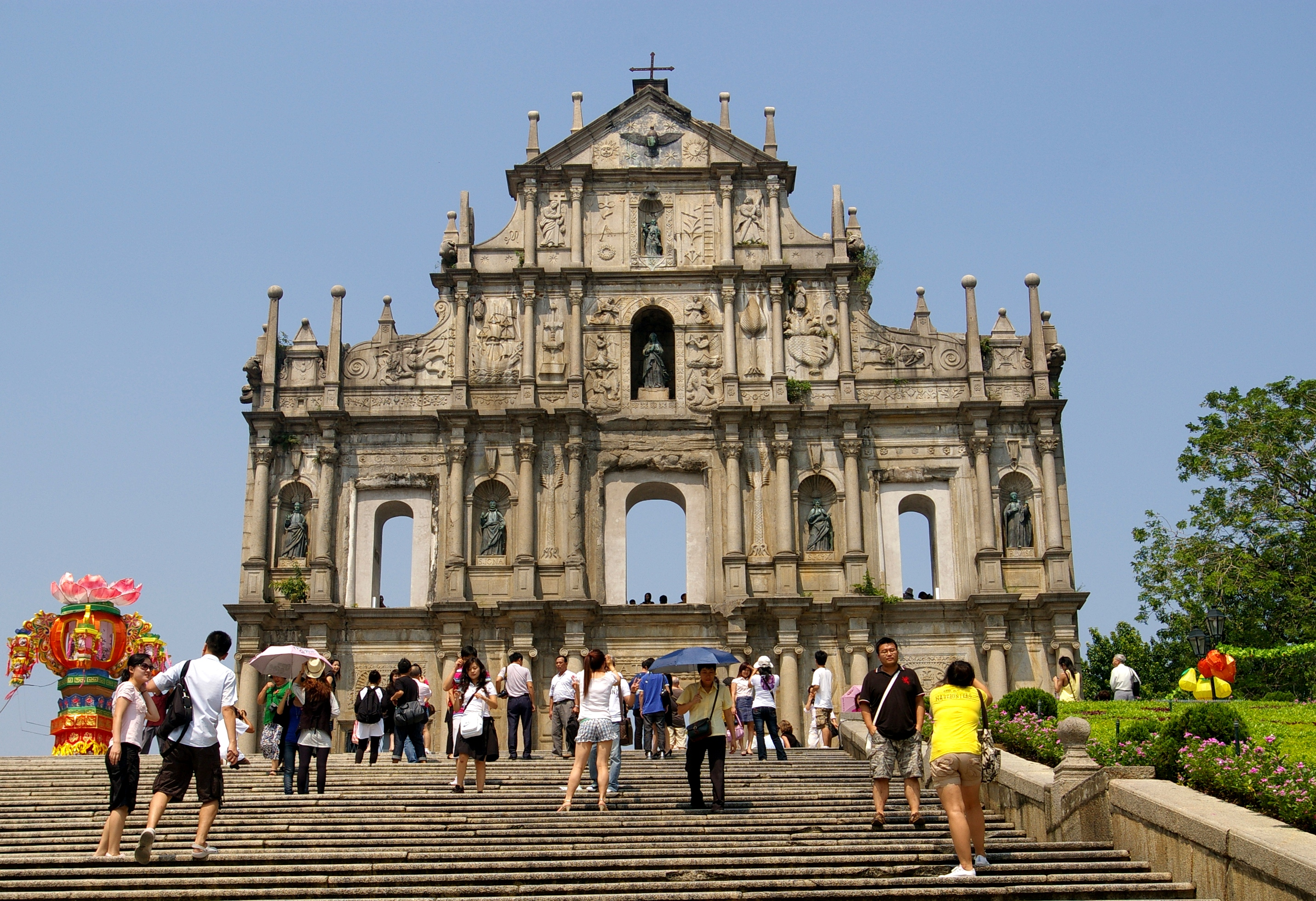
Руины собора Св. Павла
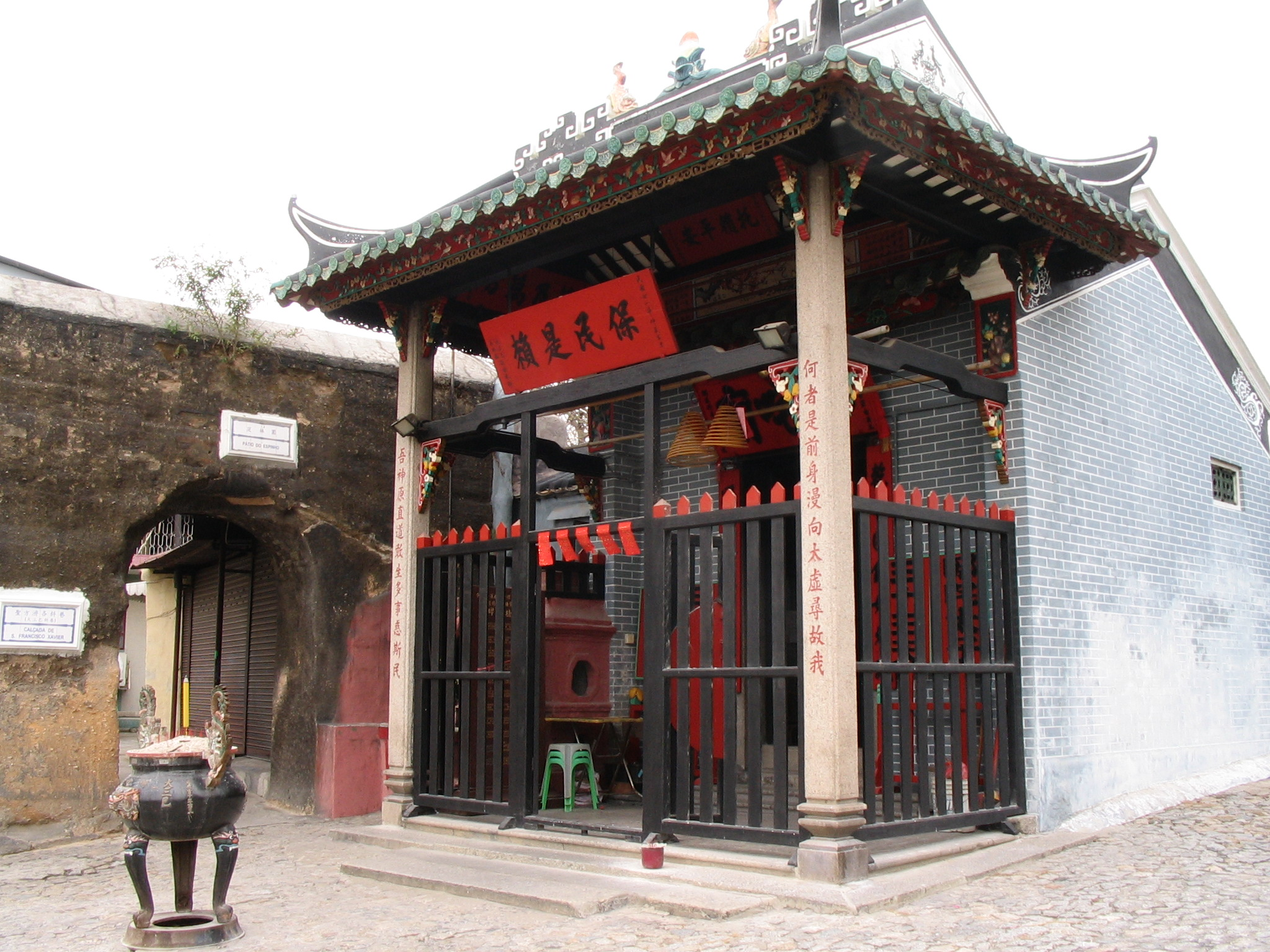
Храм На-Тха
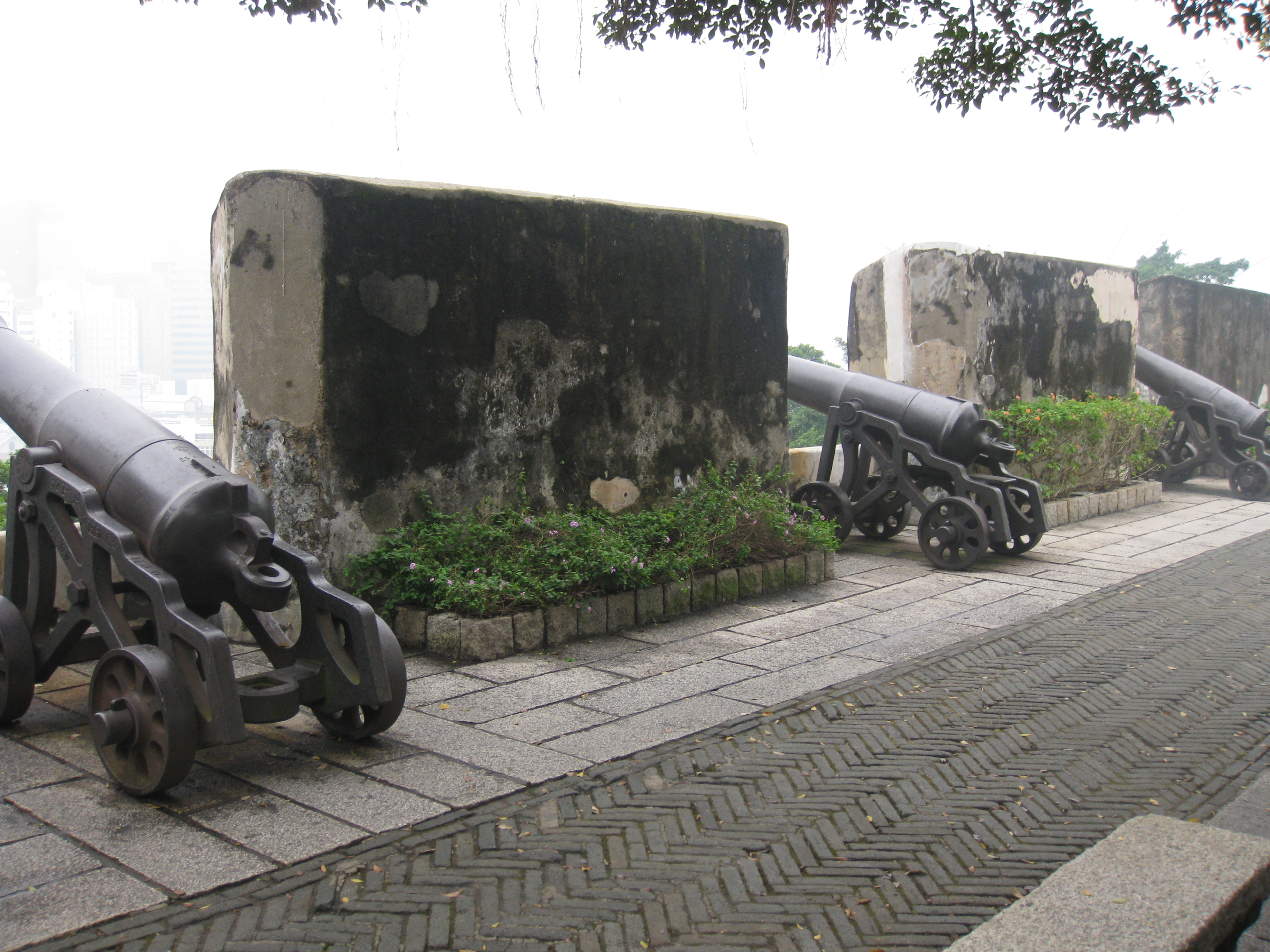
Форталеза-ду-Монти
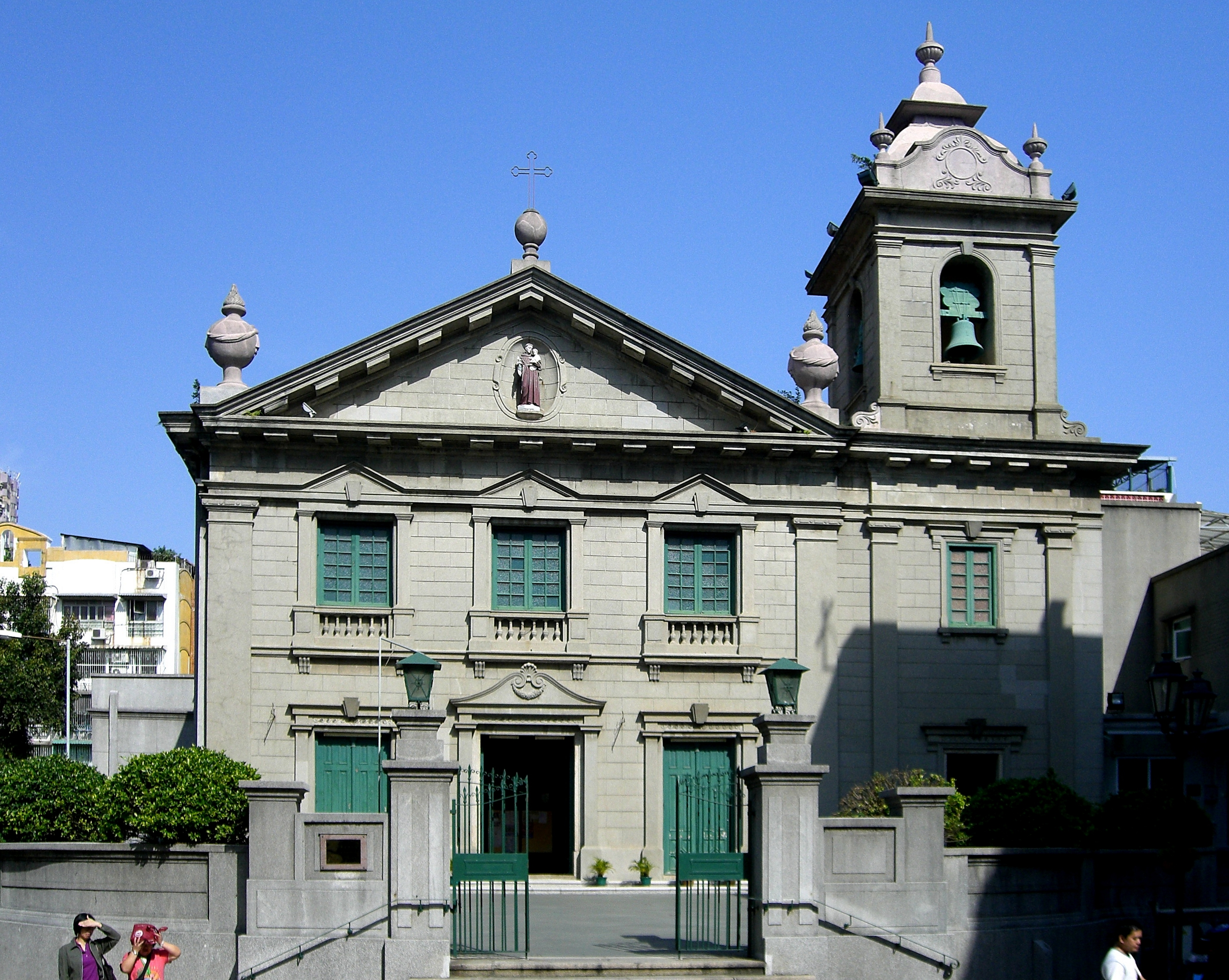
Церковь Святого Антония
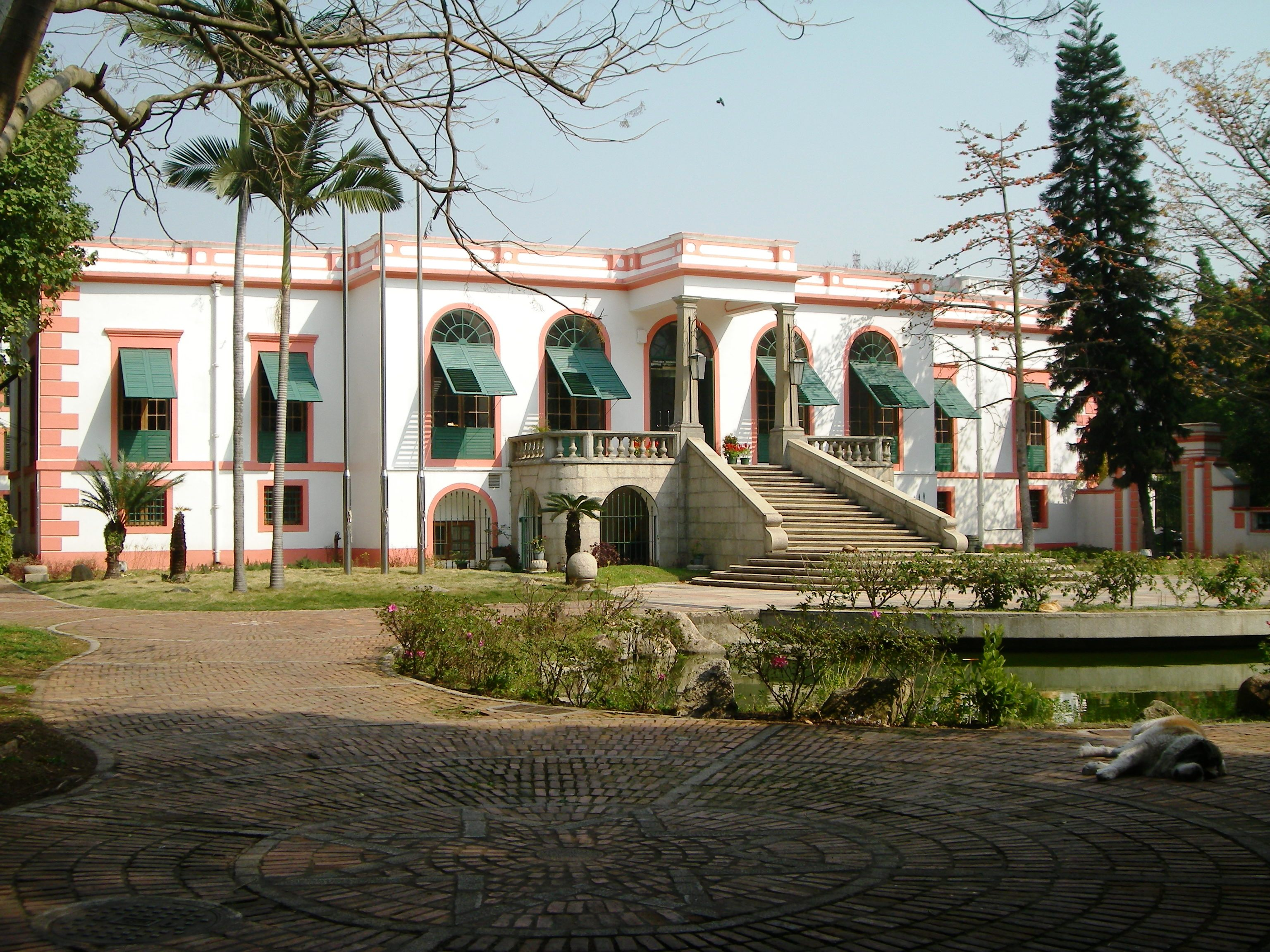
Каса-Гарден
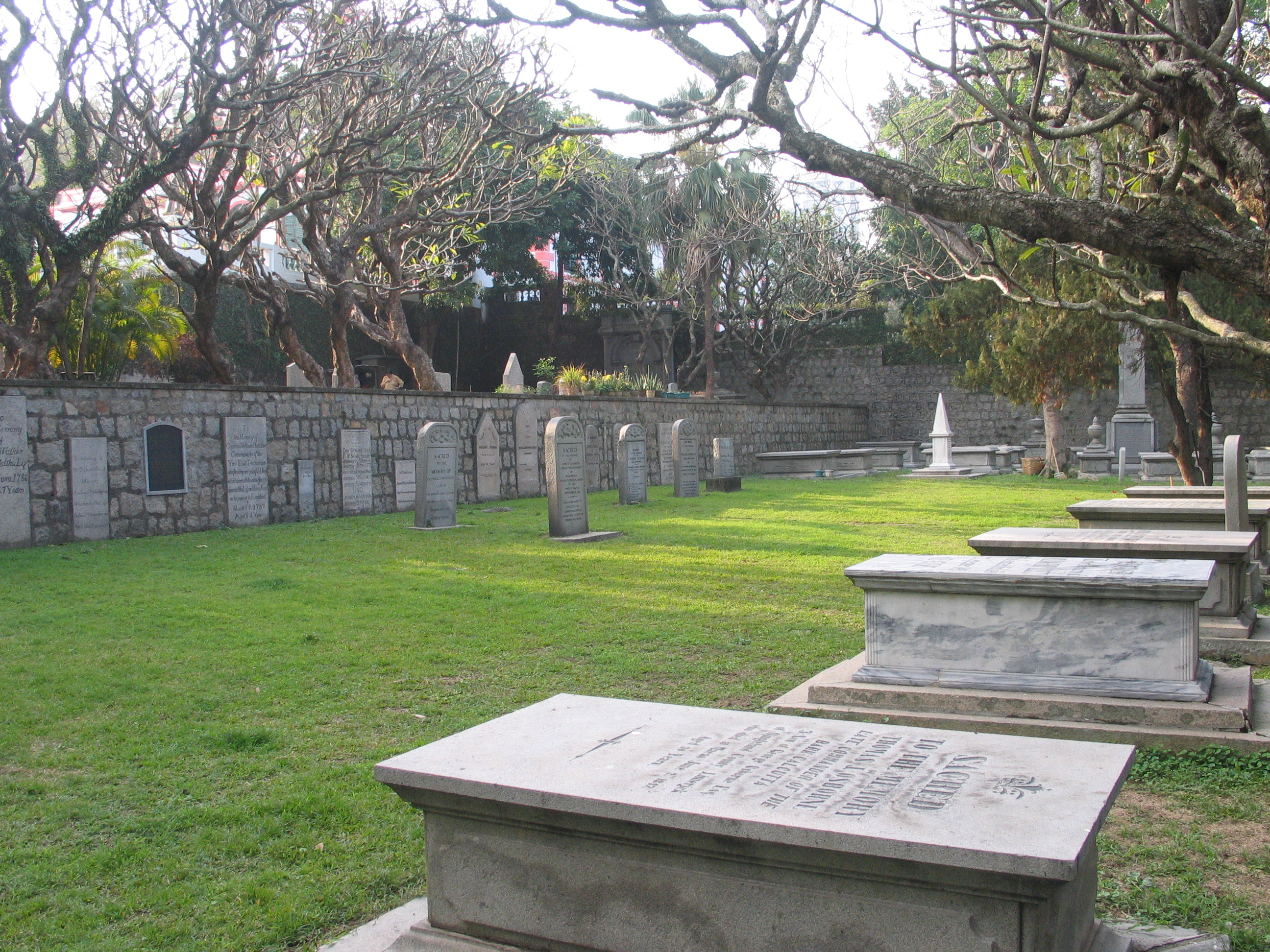
Протестантское кладбище
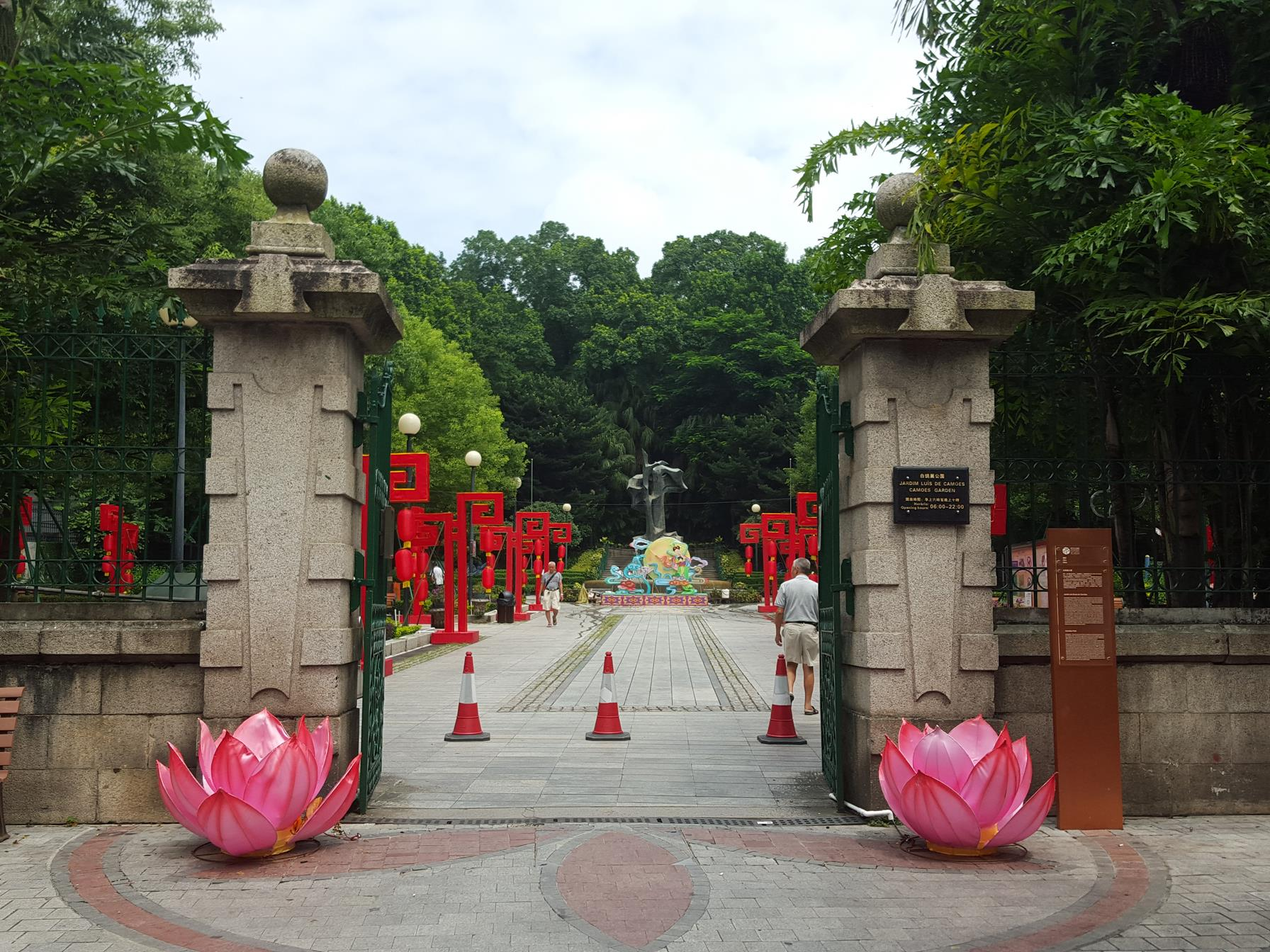
Парк Камоэнс
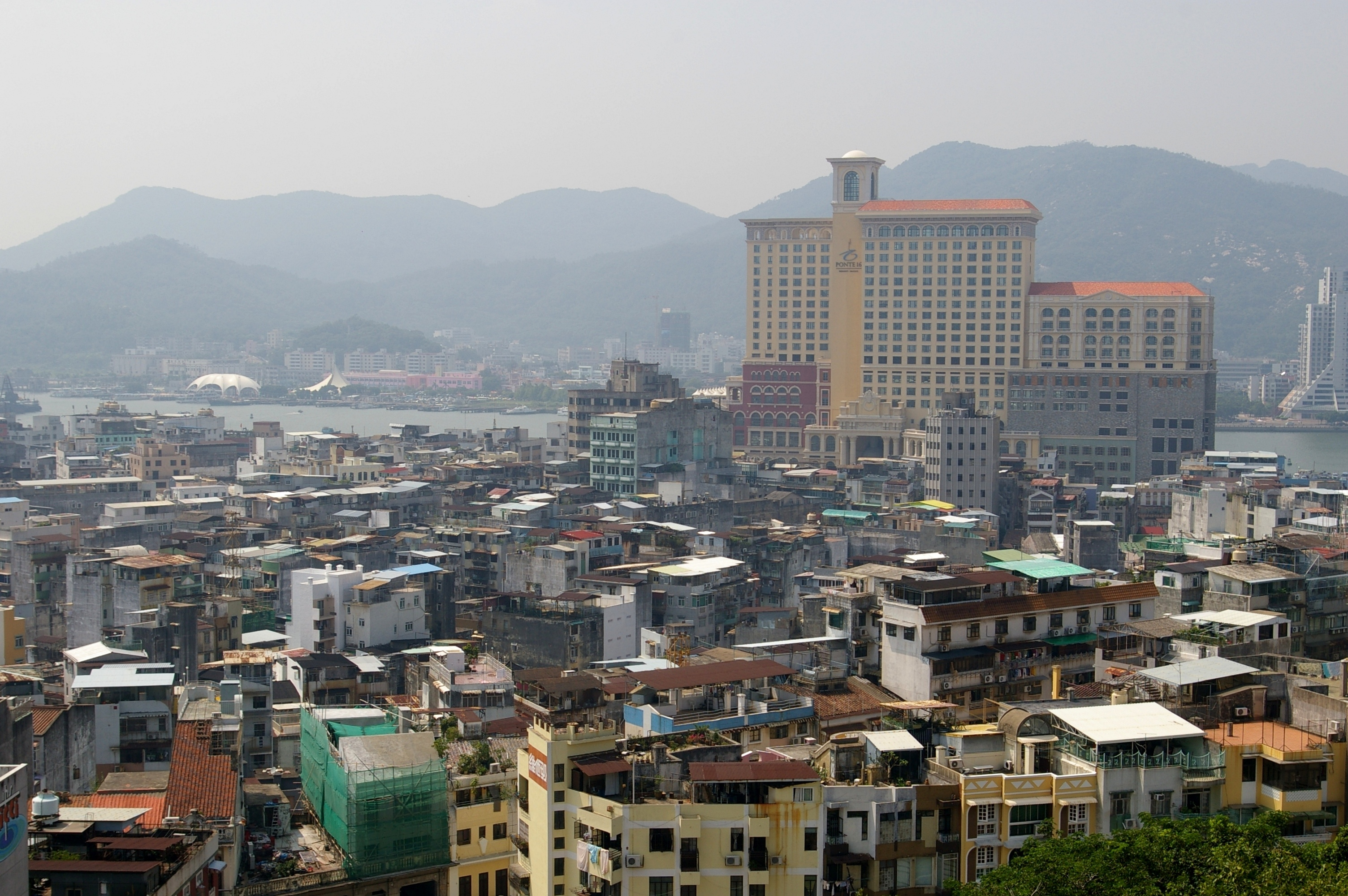
Ponte 16
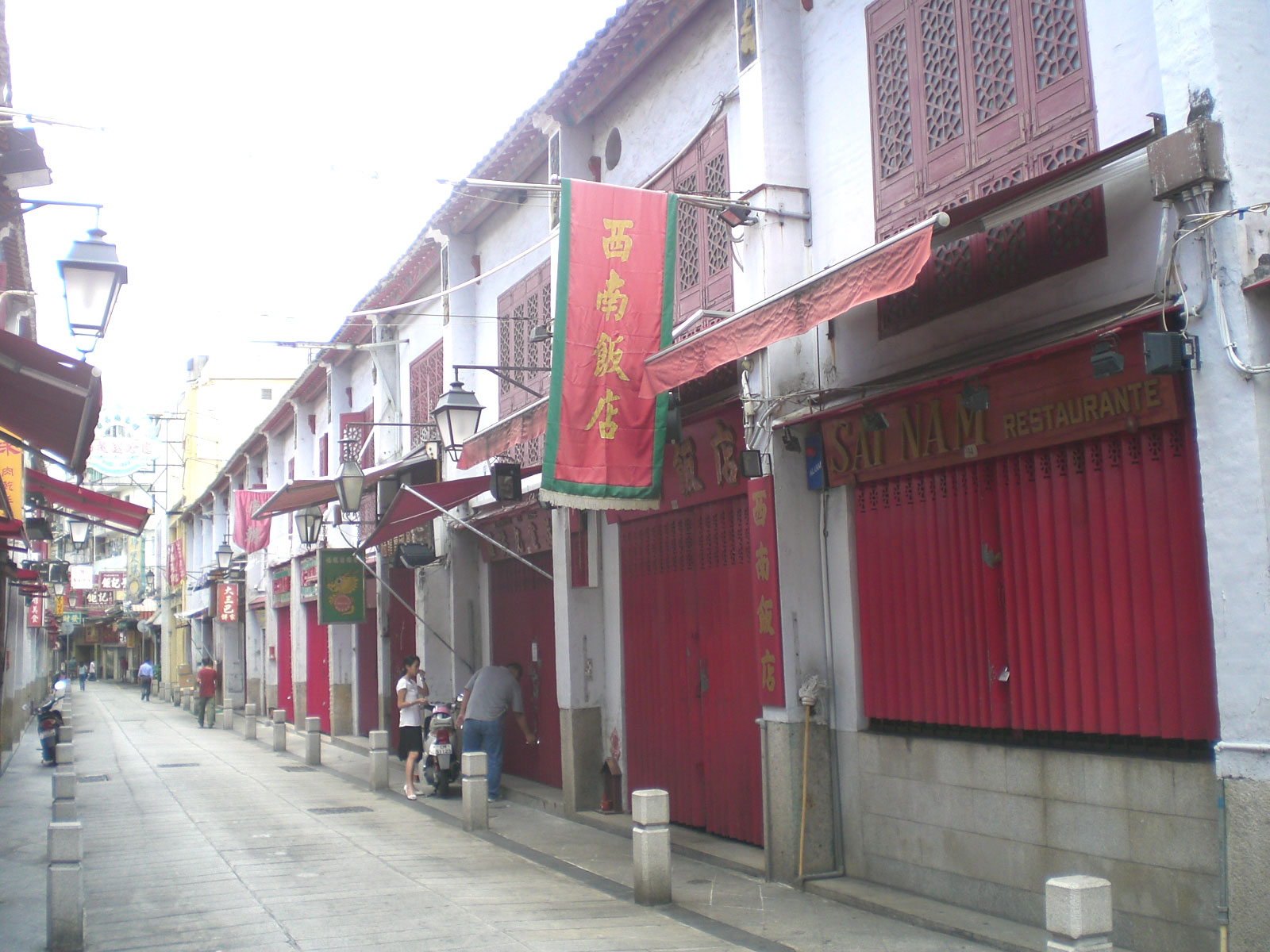
Ру-да-Фелишидаде

### Приход Святого Лазаря
Приход Святого Лазаря (Freguesia de São Lázaro) занимает центрально-восточную часть полуострова Макао и является самым маленьким из приходов города (площадь — 0,6 кв. км). Население района составляет 33 тыс. человек (он является вторым по плотности населения районом Макао и всего Китая). Треть площади прихода занимает самый высокий на полуострове холм Гуя (Колина-да-Гуя), на котором расположены одноименные крепость и обширный парк; на юге района преобладает торговая застройка, в центре — жилая, на севере и востоке прихода Святого Лазаря расположены высотные жилые комплексы. Главные достопримечательности:
- Форталеза-да-Гуя (Fortaleza da Guia) — построенная в 1622 году на вершине холма крепость (реконструирована в 1637—1638 годах). На территории форта расположены часовня Богоматери Гуя (1622), первый в Восточной Азии маяк западного типа (построен в 1864—1865 годах), бывшие казармы, склады боеприпасов и сеть военных туннелей, в которых оборудован музей[34][35].
- Городской парк Колина-да-Гуя с канатной дорогой, поднимающей посетителей к вершине холма, и садом Жардим-да-Флора.
- Католическая церковь Святого Лазаря (Igreja de São Lázaro) — основана в 1557 году, до 1623 года считалась кафедральным собором Макао, перестроена в 1886 году и реконструирована в 1956 году[36][37].
- Сад Lou Lim Ieoc, окруженный высокой стеной (заложен в 1906 году как часть резиденции богатого местного купца, в 1974 году передан городским властям и превращен в общественный парк). В старинном особняке, расположенном в южной части сада, располагается Музей чайной культуры.
- Площадь Tap Seac (Praça do Tap Seac), построенная в 2007 году на месте бывшего стадиона; на площадь выходят фасады Центральной библиотеки, Института культуры и Исторического архива Макао.
- Кладбище Архангела Михаила с одноимённой часовней.
- Мемориальный особняк Сунь Ятсена, в котором расположен исторический музей.
- Сад Васко да Гама.

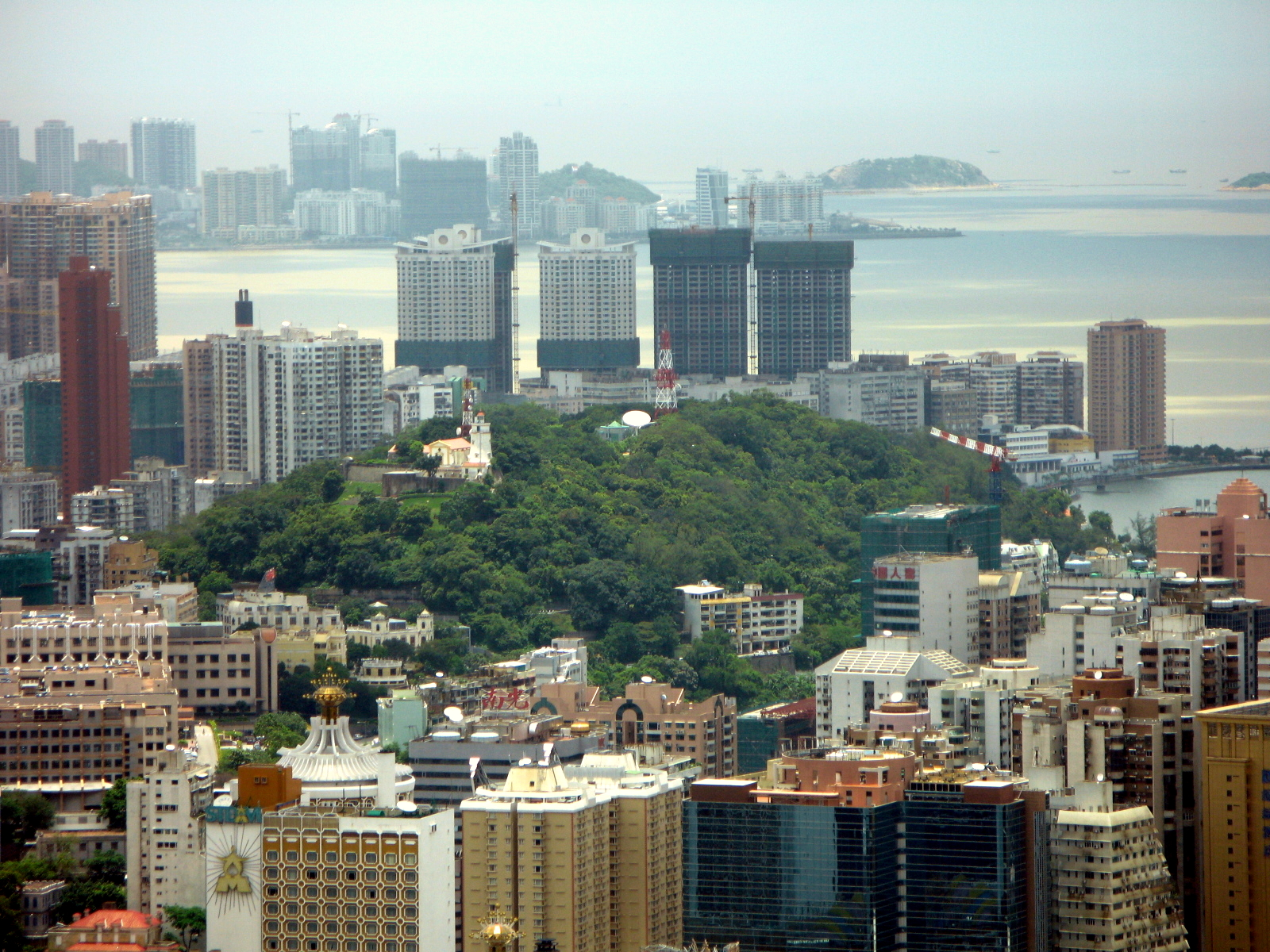
Холм Гуя
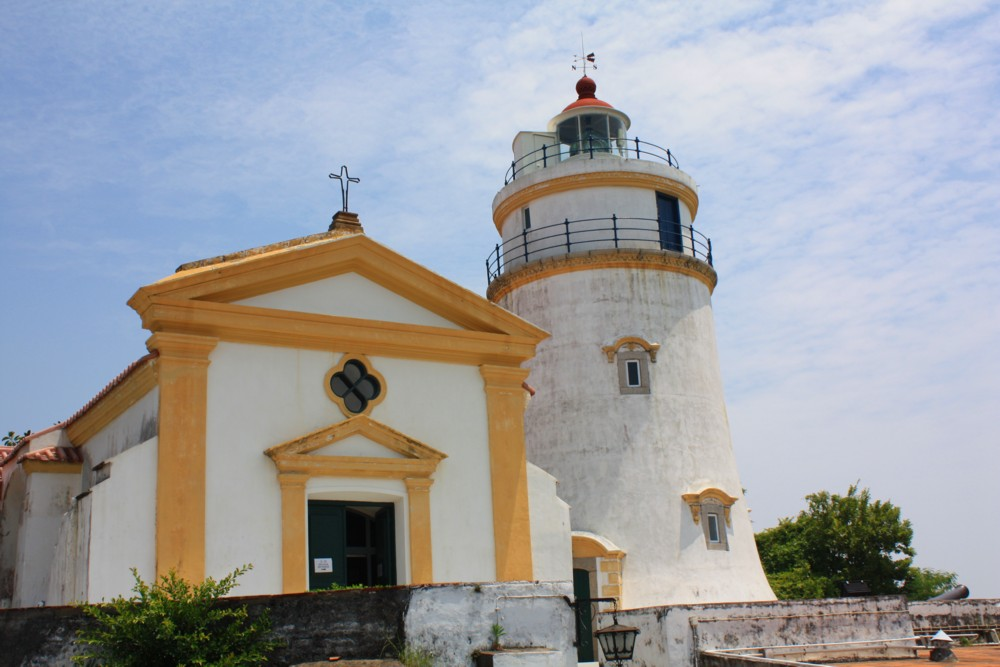
Часовня и маяк
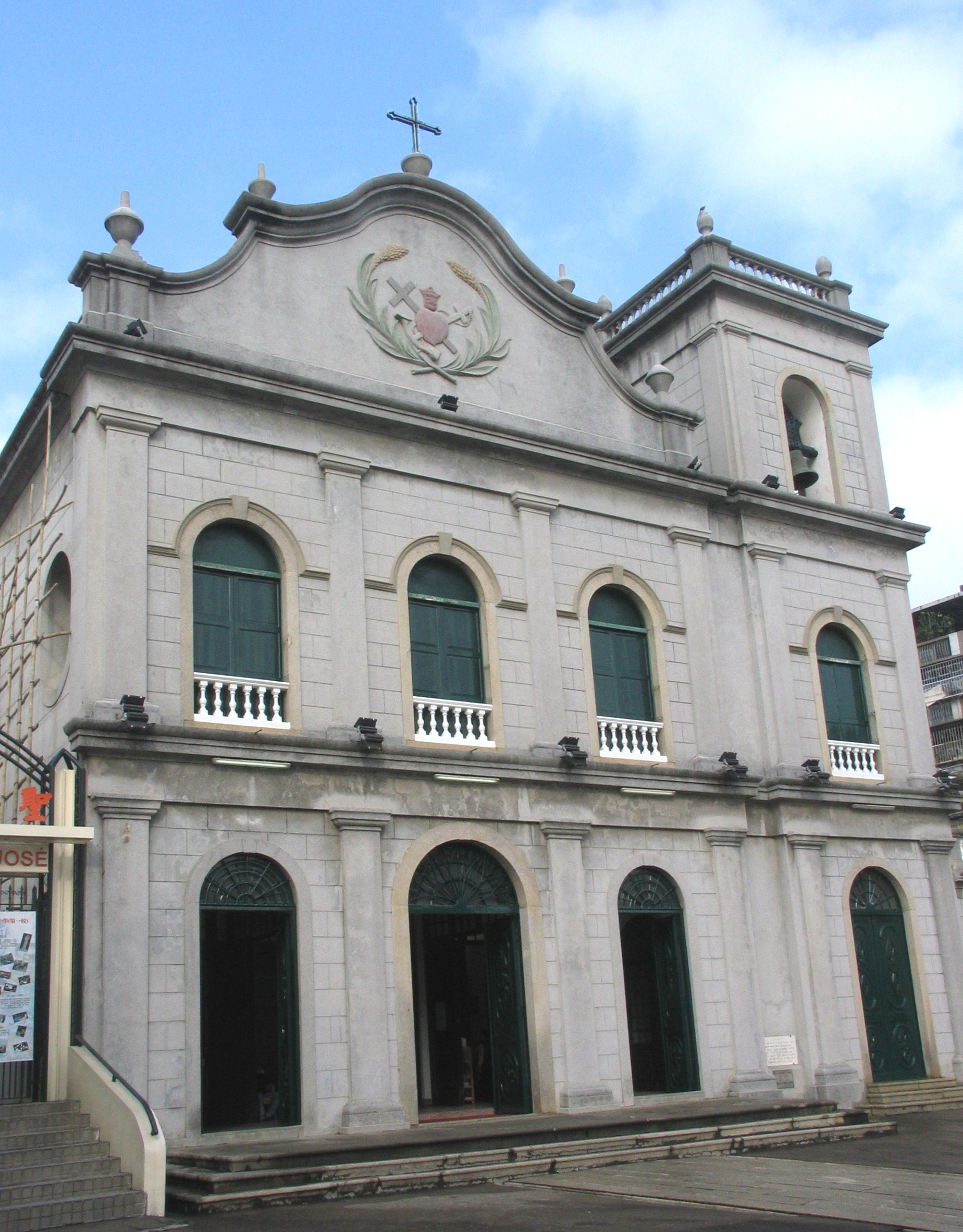
Церковь Св. Лазаря
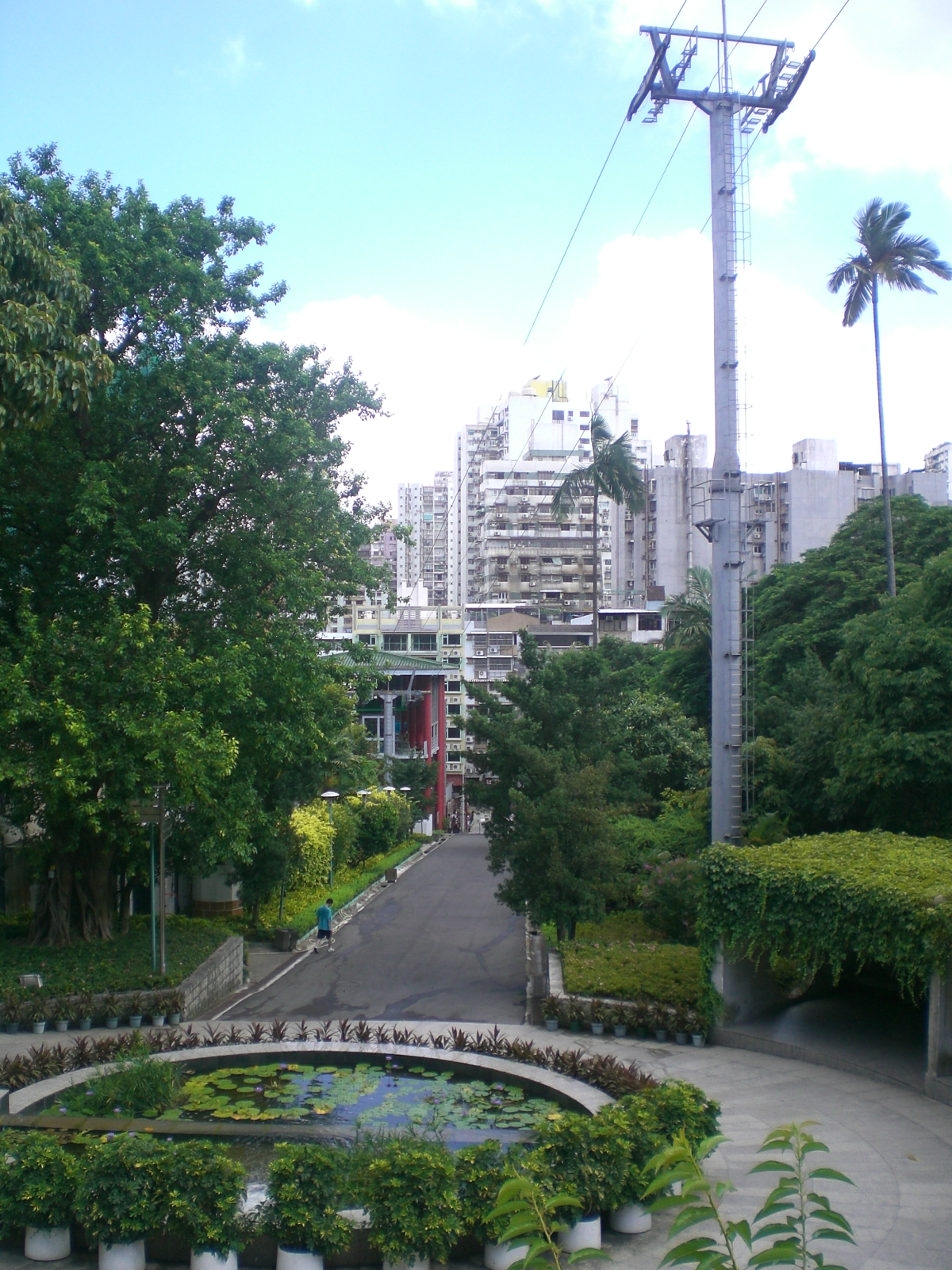
Колина-да-Гуя
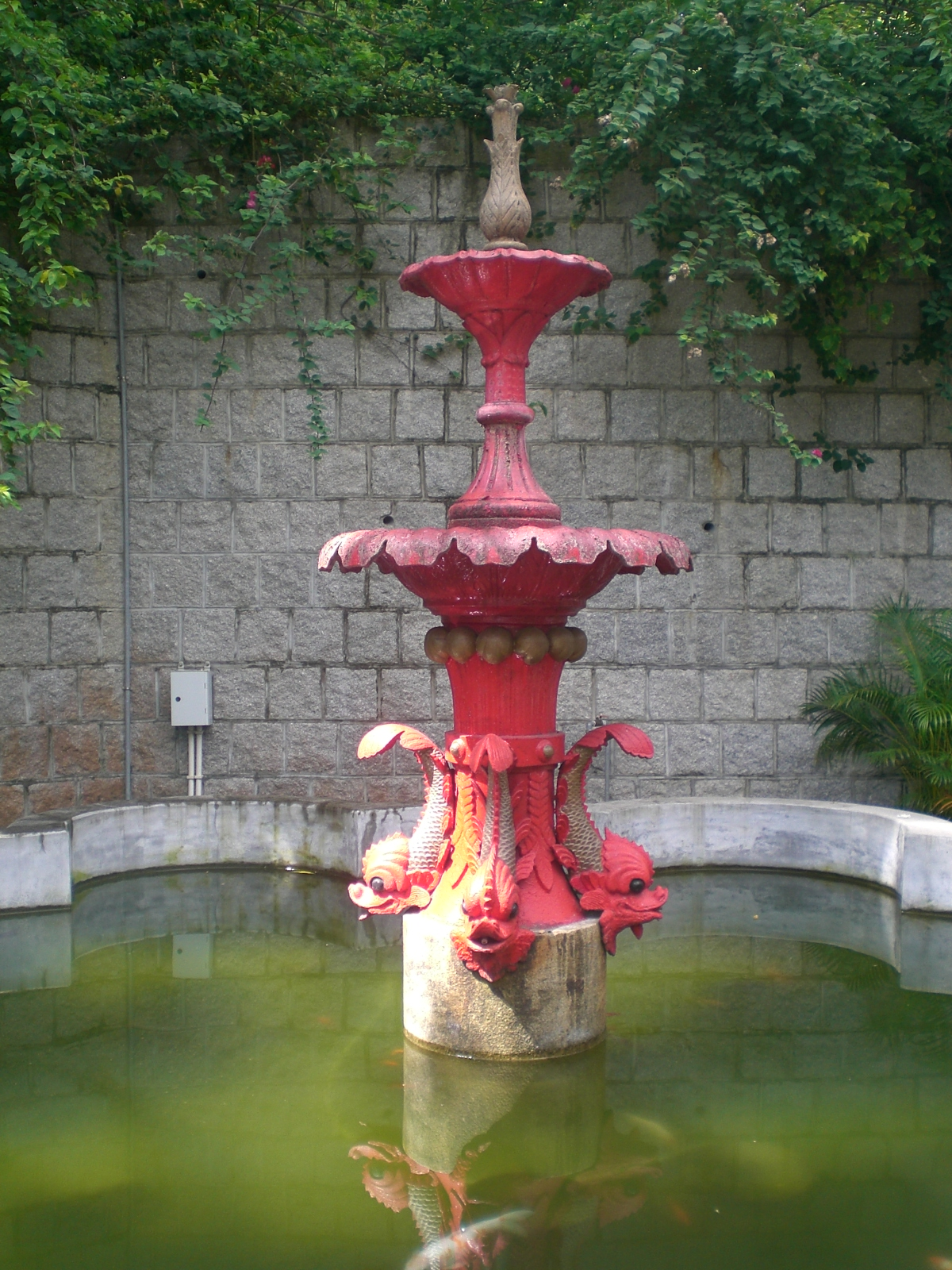
Жардим-да-Флора
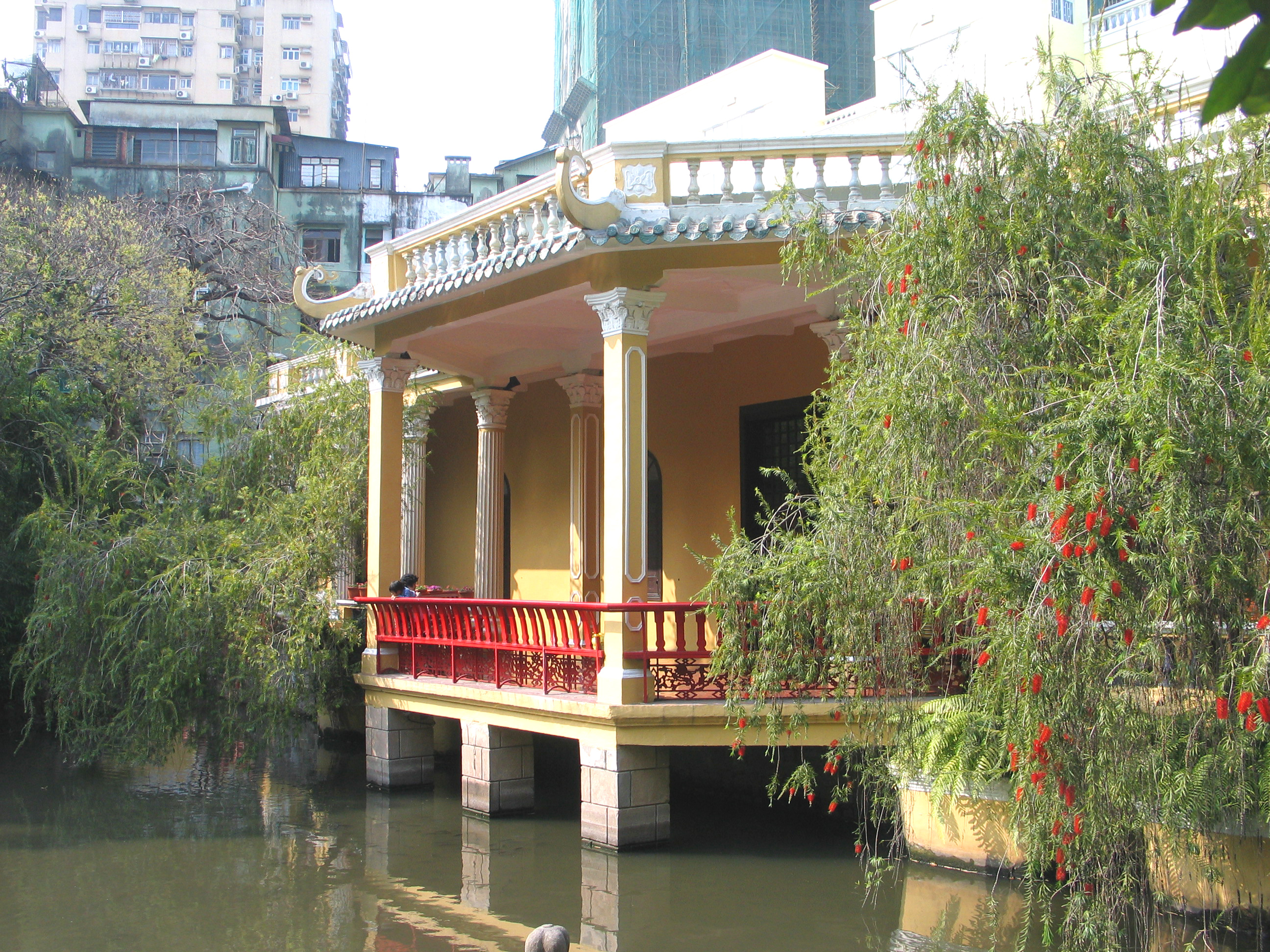
Сад Lou Lim Ieoc
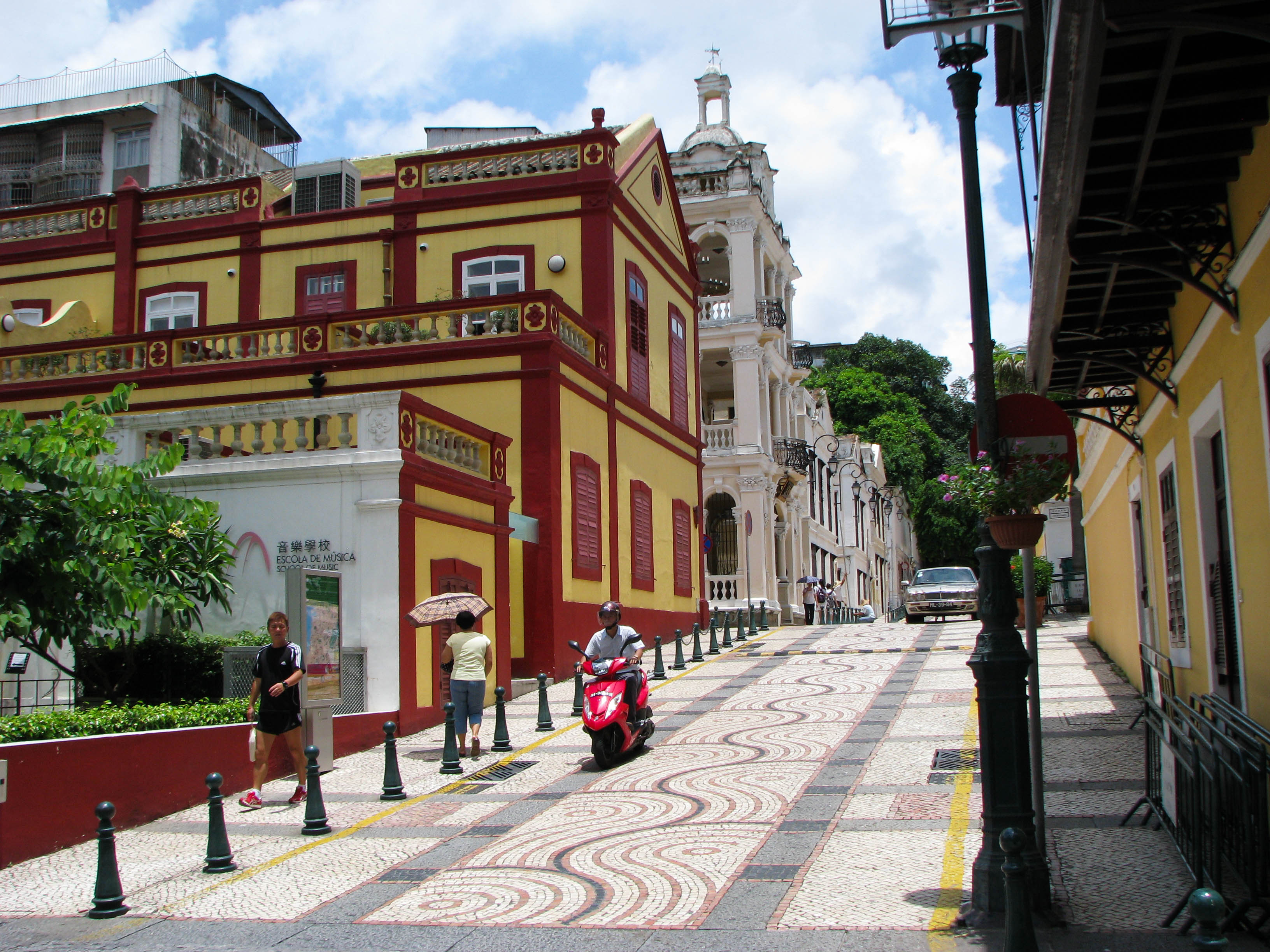
Одна из улиц района
Центральная библиотека Макао

### Приход Святого Лаврентия
Приход Святого Лаврентия (Freguesia de São Lorenço) занимает юго-западную часть полуострова Макао. Площадь — 1 кв. км, население — 46 тыс. человек (он является третьим по плотности населения районом Макао и всего Китая). На территории прихода преобладают жилые дома и административные здания, а также многочисленные магазины и офисы. В южной части расположены холмы Пенья и Барра, склоны и подножие которых заняты кварталами роскошных вилл и закрытых клубов. Главные достопримечательности:
- Даосский храм А-Ма (Templo de A-Má) — построен в 1488 году на склоне холма Барра в честь богини Мацзу (от него произошло название Макао, ведь А-Ма-Гао по-китайски означает «Бухта богини Ма»). В состав храмового комплекса входят мемориальная арка, молитвенный зал, буддийский павильон и другие культовые сооружения[38].
- Мавританские казармы (Quartel dos Mouros) — построены в 1874 году на склоне холма Барра для размещения колониального полка из Гоа.
- Гостиница Поузада-де-Сантьяго, расположенная на крайней точке полуострова и перестроенная из португальской крепости Форталеза-де-Барра XVII века.
- Дом правительства Макао или дворец Санта-Санча (1846), окруженный большим садом и ныне служащий государственной резиденцией для почетных гостей.
- Католическая часовня Богоматери Пенья (Capela de Nossa Senhora da Penha) — построена в 1622 году на вершине холма Пенья, перестроена в 1837 году, реконструирована в 1892 и 1935 годах; в большом внутреннем дворе расположено высокопочитаемое мраморное изваяние Девы Марии, повернутое лицом в сторону границы с Китаем; вокруг часовни расположены кладбище, копия грота Богоматери Лурдской и бывший Епископский дворец, ныне занятый частным религиозным музеем[39].
- Резиденция бывшего португальского губернатора Макао (1849), которая с 1999 года используется как штаб-квартира главы Исполнительного совета Макао.
- Католическая церковь Святого Лаврентия — основана в 1558 году, перестроена в 1618 году, реконструирована в 1801—1803 годах[40].
- Католическая церковь Святого Августина (Igreja de Santo Agostinho) — основана в 1586 году, перестроена в 1814 году[41], выходит на одноименную площадь, на которой каждым субботним вечером проводится красочная «Ярмарка ремесленников».
- Католическая церковь и семинария Святого Иосифа, построенные на холме Мато-Мофино — семинария основана в 1728 году и перестроена в 1742 году, ныне используется под факультет теологии частного католического Университета Святого Иосифа; церковь построена в 1758 году[42][43].
- Здание Сената, где при португальском правлении размещались Законодательная ассамблея и Муниципальный совет — построено в 1784 году, реконструировано в 1940 году, сейчас в нём располагается Институт гражданских и муниципальных дел, а также Публичная библиотека[44][45].
- Библиотека имени сэра Роберта Хотхуна — размещается в здании 1894 года и окружена садом (после постройки в 2005 году нового корпуса стала крупнейшей публичной библиотекой Макао).
- Колоритная площадь Лилау, на которой в 1994 году был построен небольшой фонтан (он символизирует то, что эта площадь в колониальный период служила главным поставщиком питьевой воды; вокруг площади раскинулся старый «христианский квартал»).
- Площадь Барра, также окруженная старинными домами в колониальном стиле.
- Жилой комплекс «Дом Мандарина» (1881).
- Театр короля Педру V (1860).
- Морской музей, освещающий историю мореплавания начиная со II века до н. э. и до наших дней (открыт в 1987 году, в 1990 году переехал в нынешнее здание, от стен музея отходят катера, совершающие экскурсию по Внутренней гавани).
- Музей сувениров.

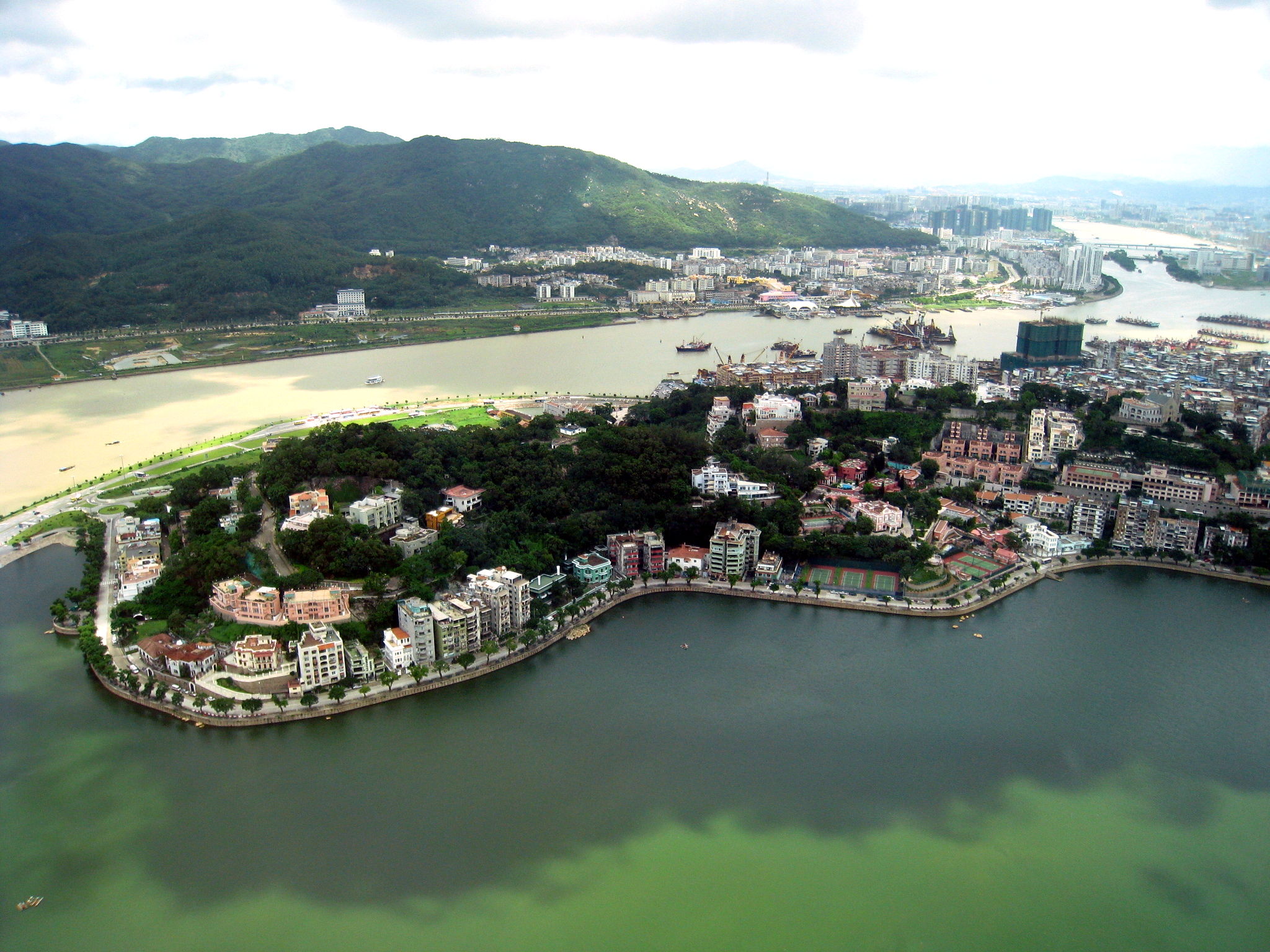
Холм Пенья
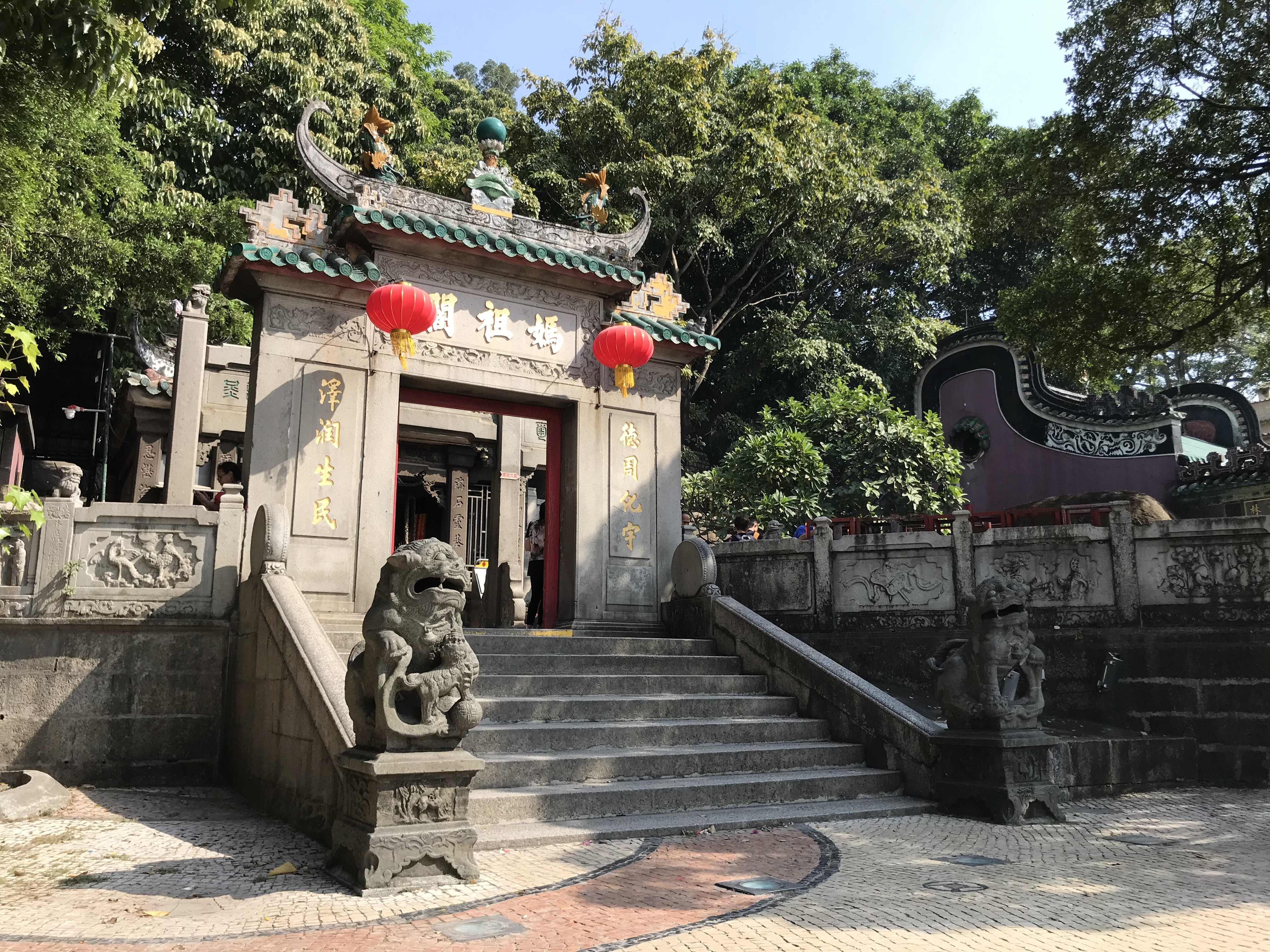
Храм А-Ма
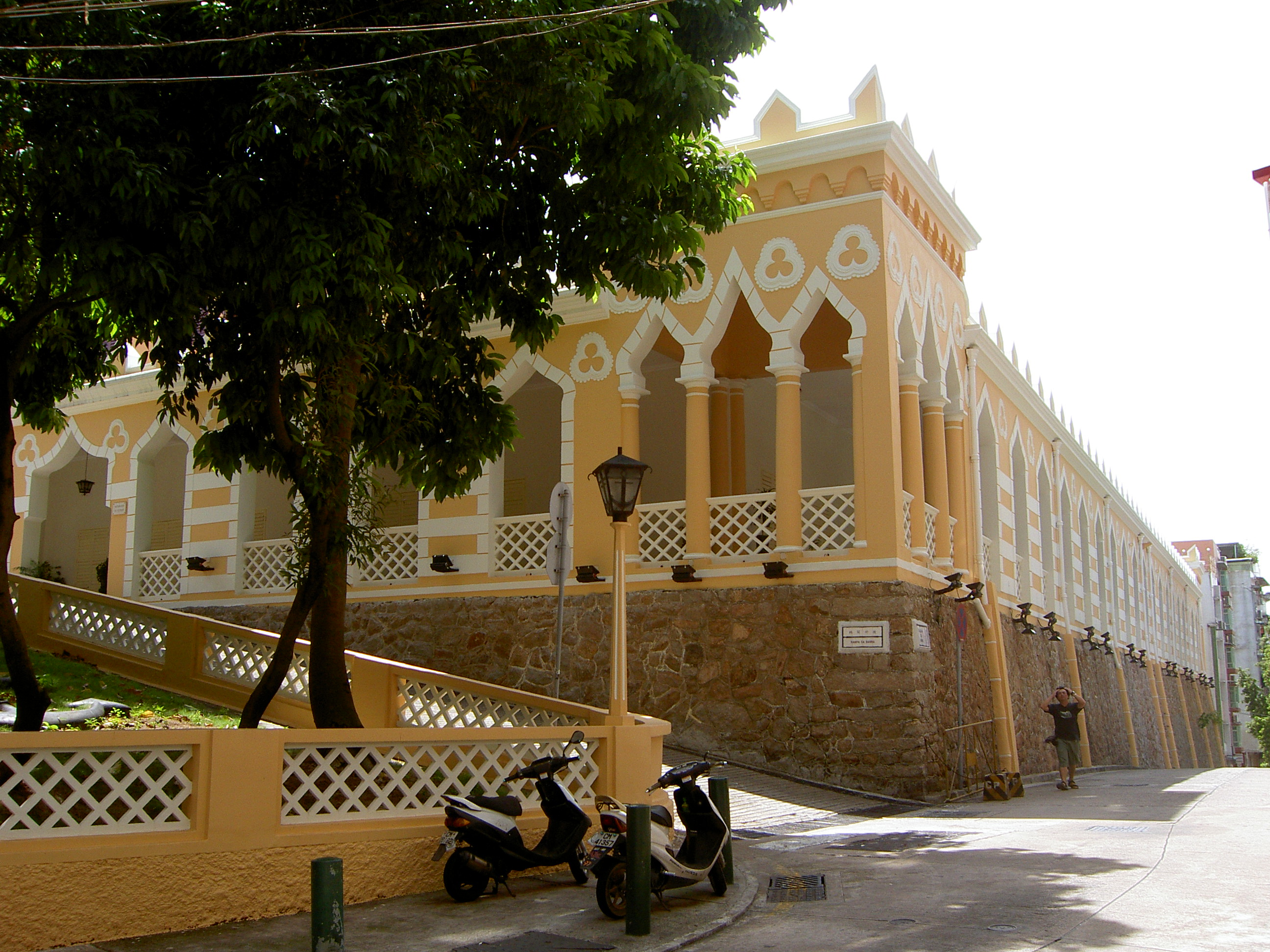
Мавританские казармы
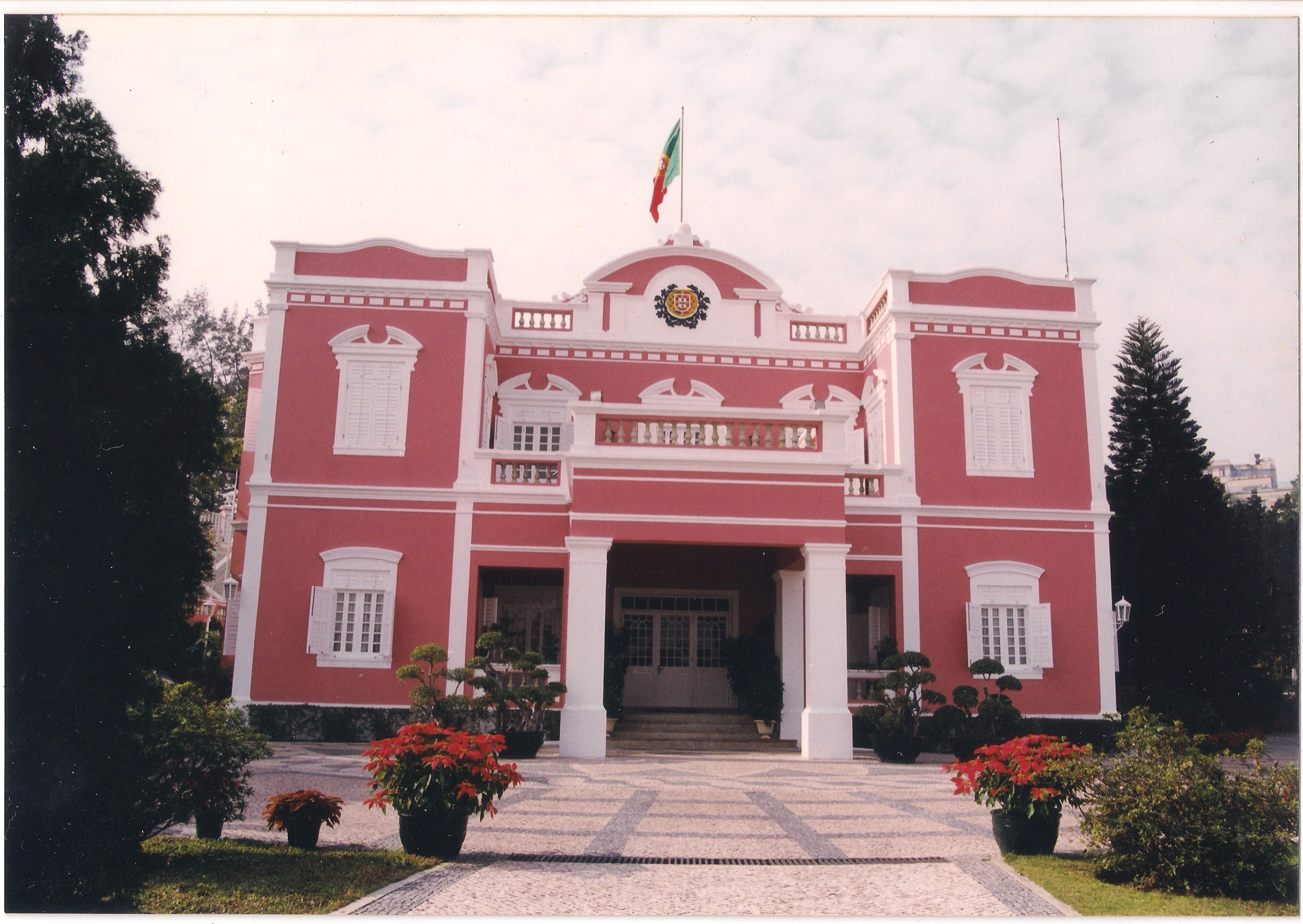
Дворец Санта-Санча
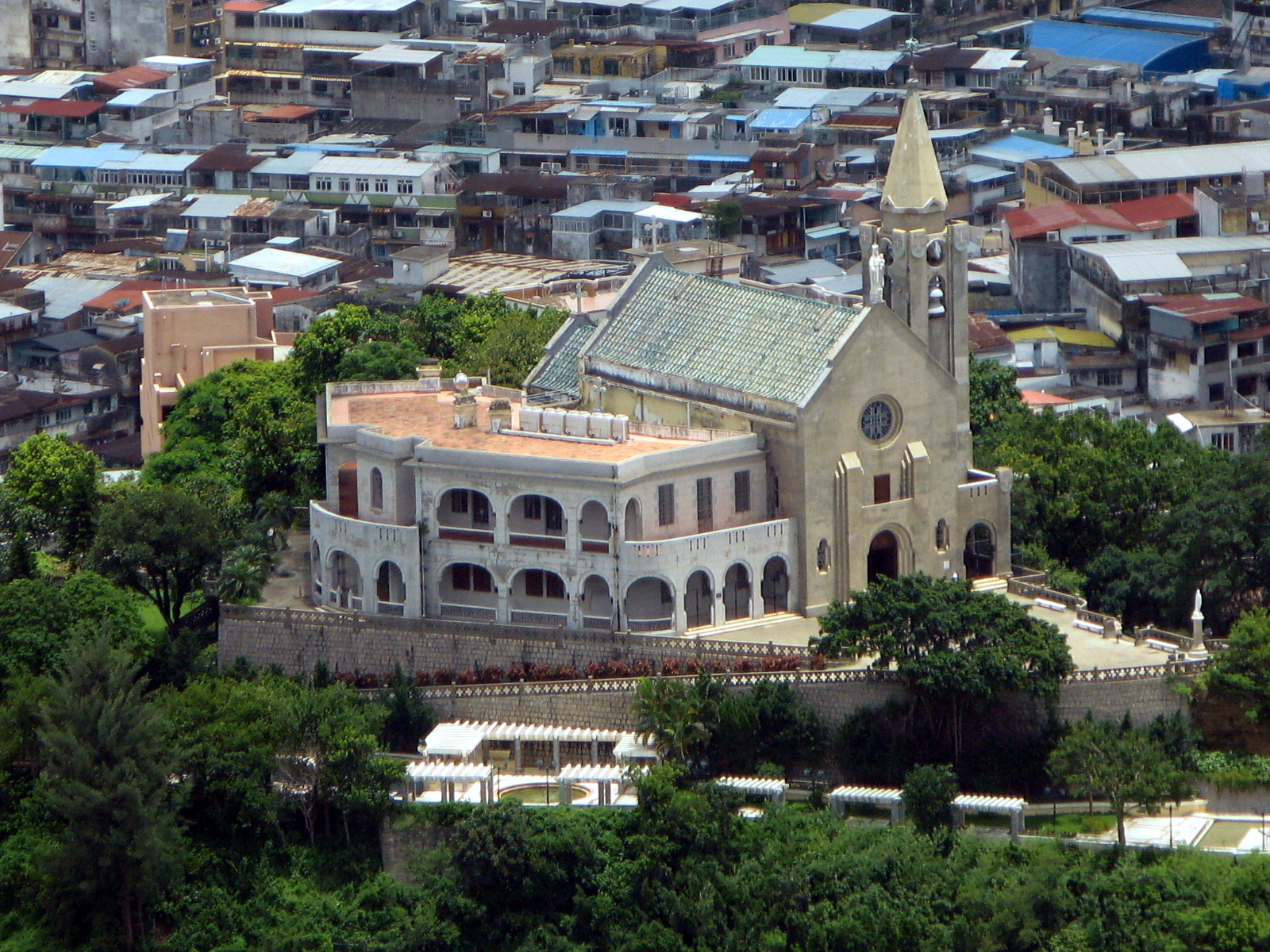
Часовня Богоматери Пенья
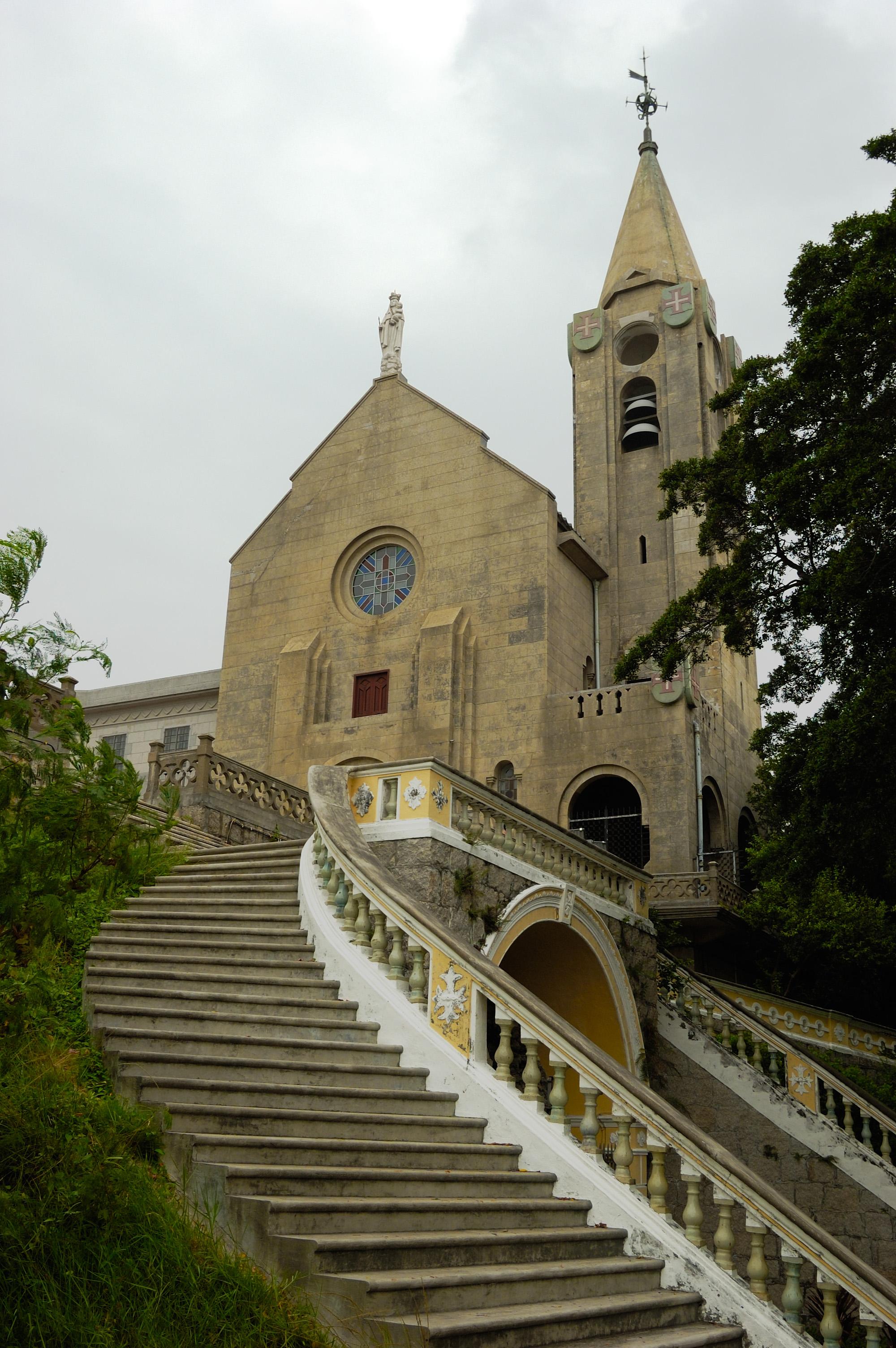
Часовня Богоматери Пенья
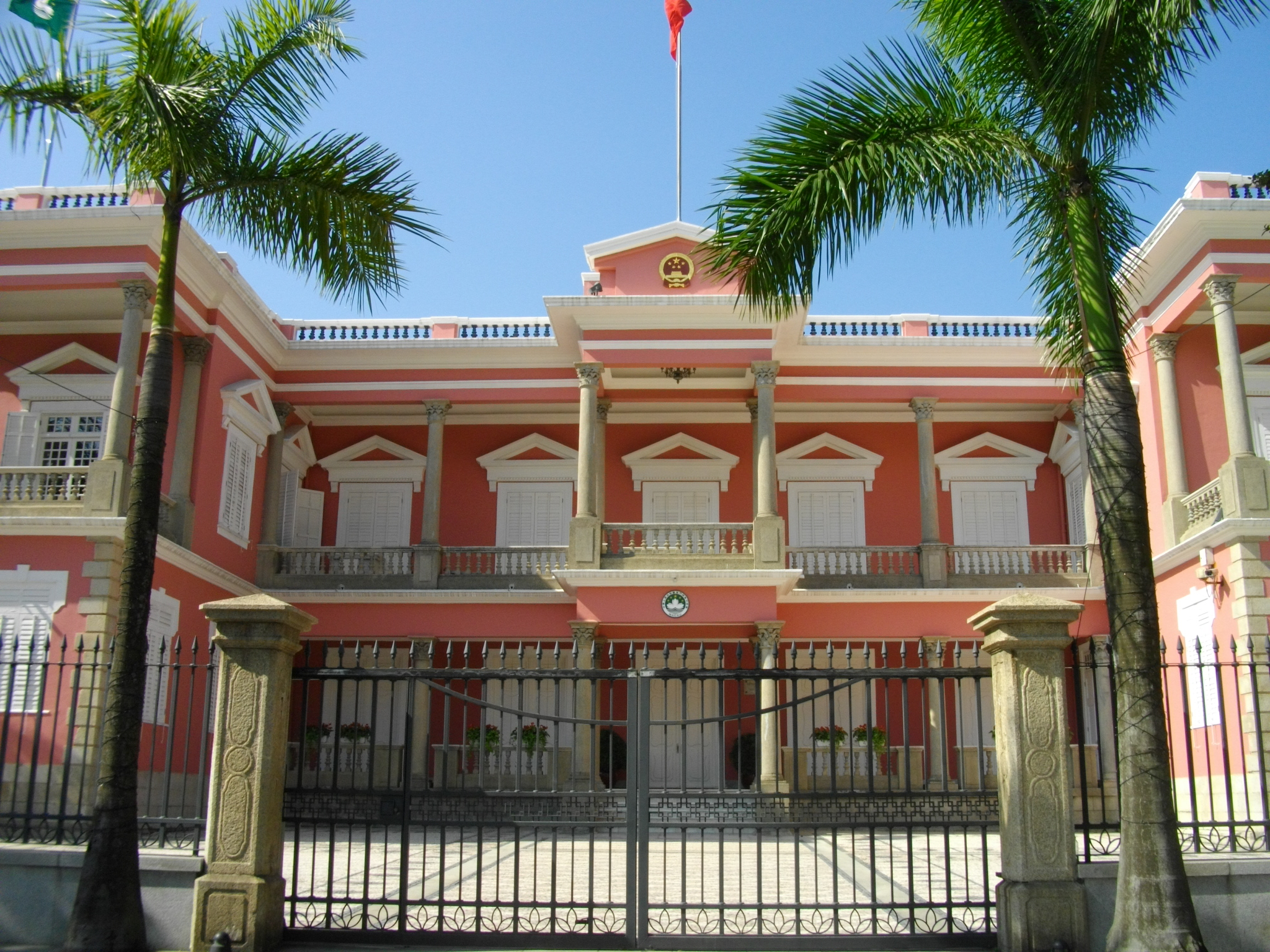
Губернаторский дворец
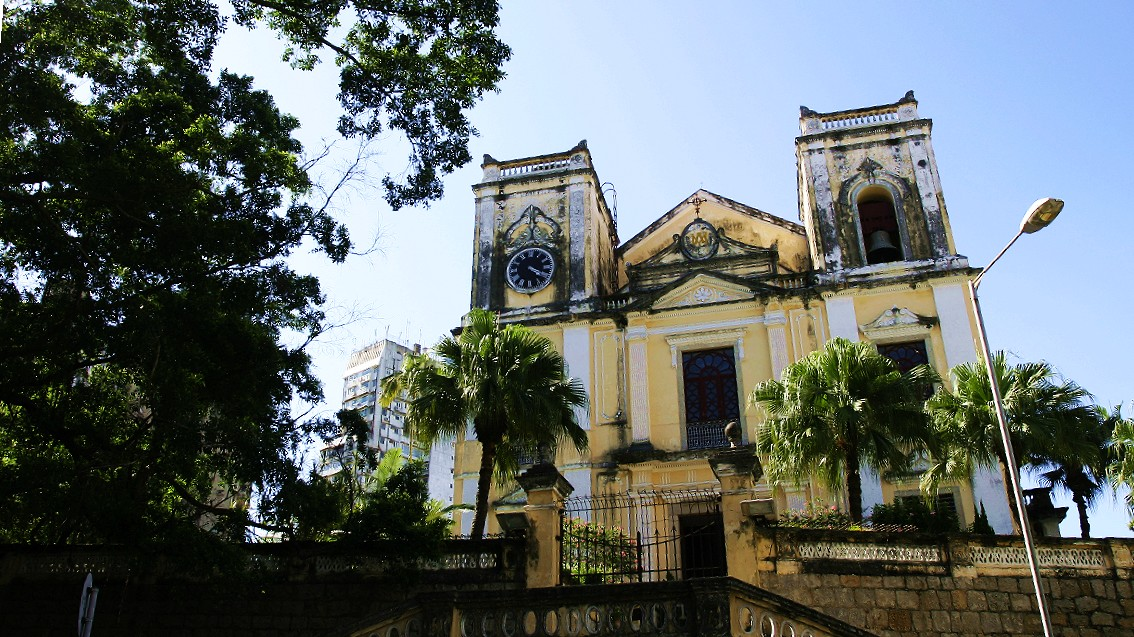
Церковь Св. Лаврентия
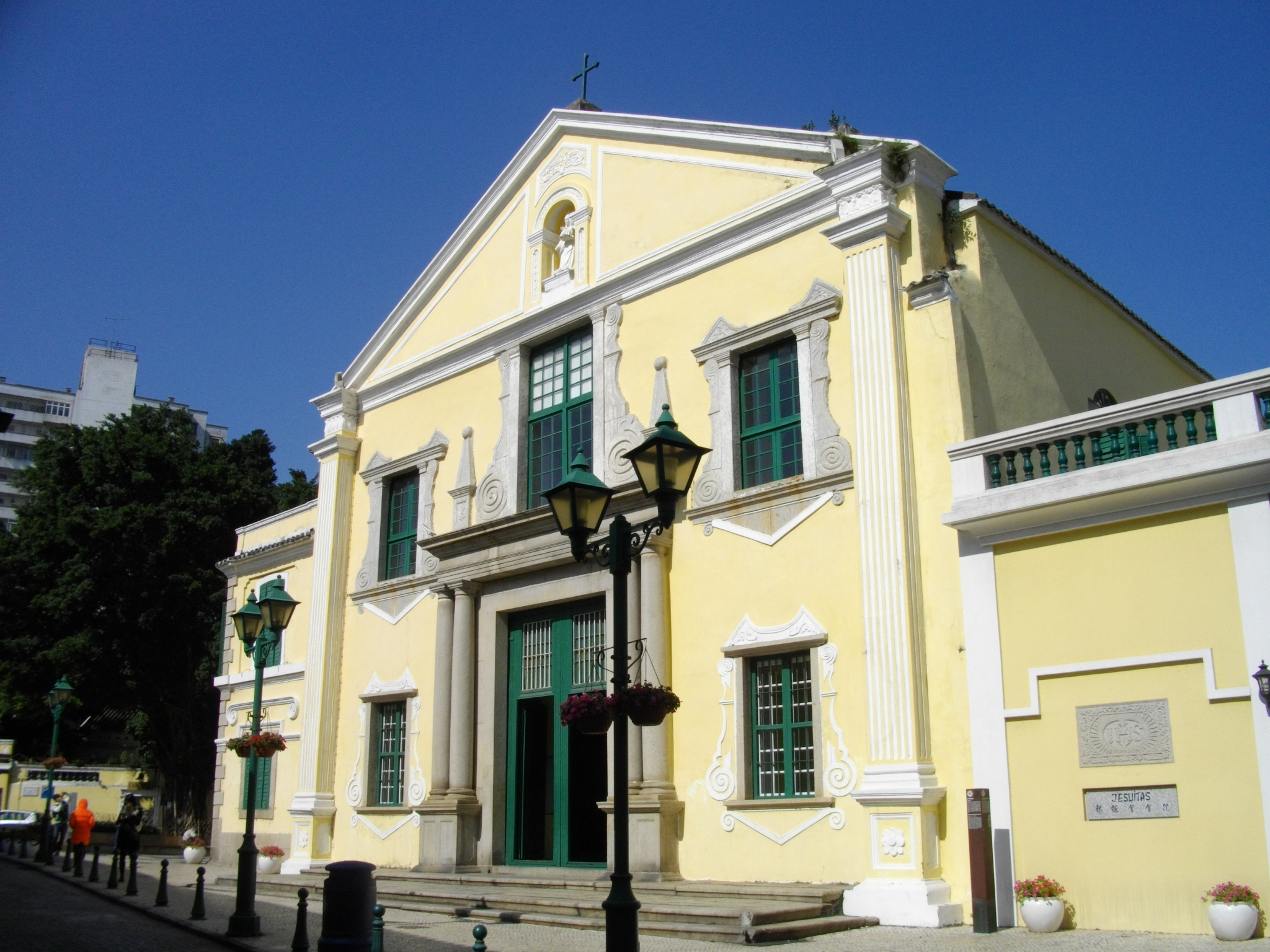
Церковь Св. Августина
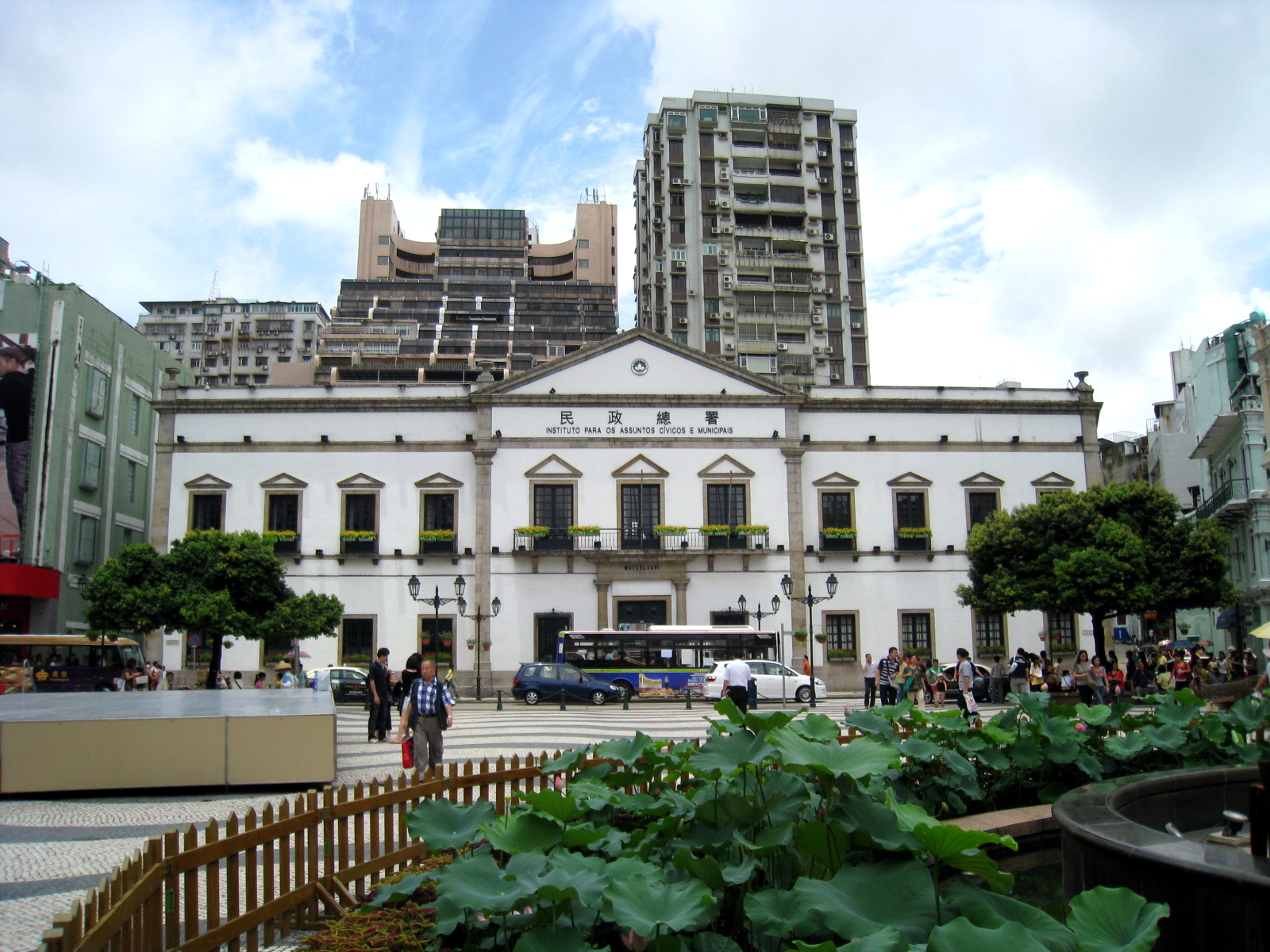
Здание Сената
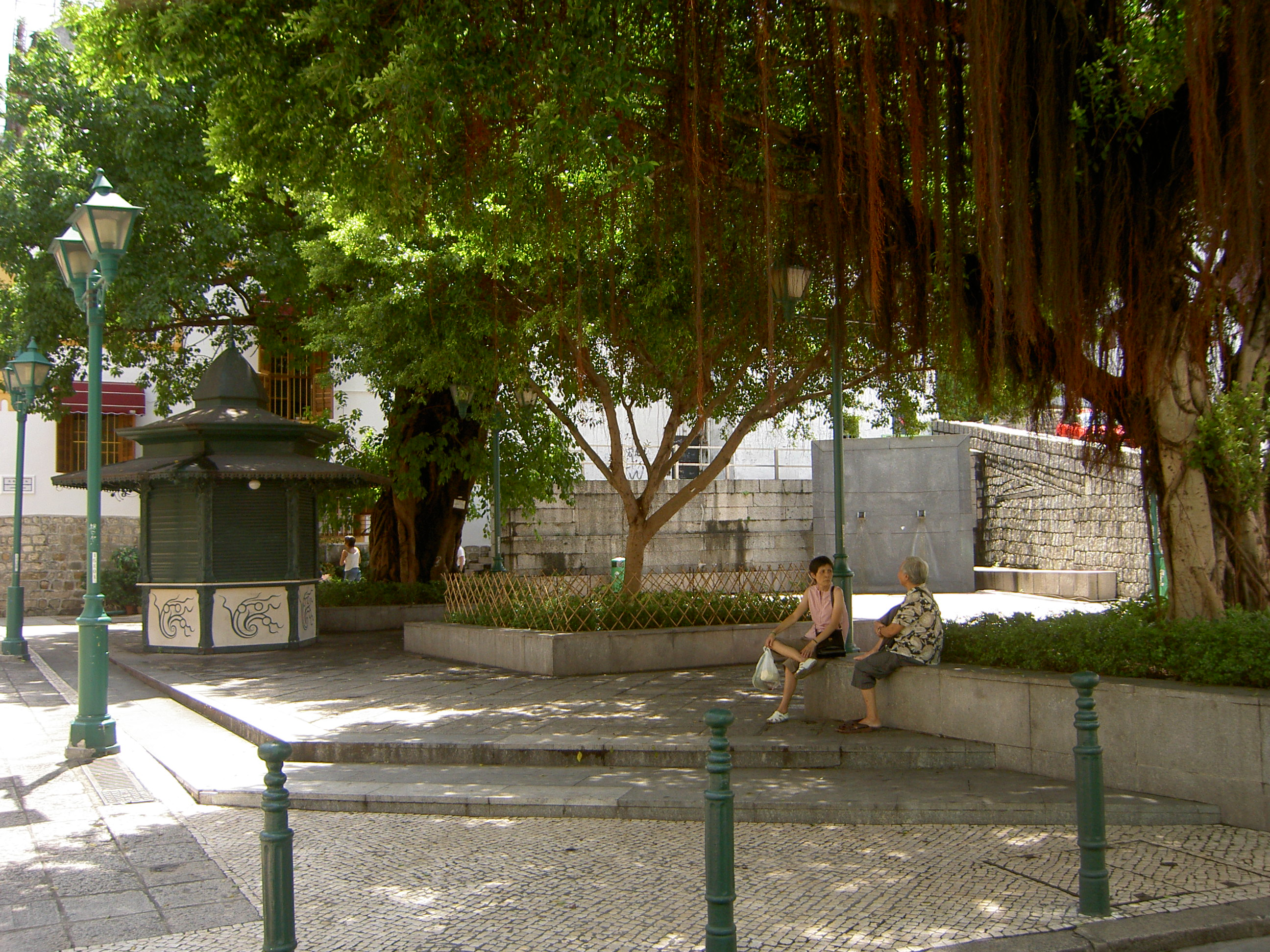
Площадь Лилау
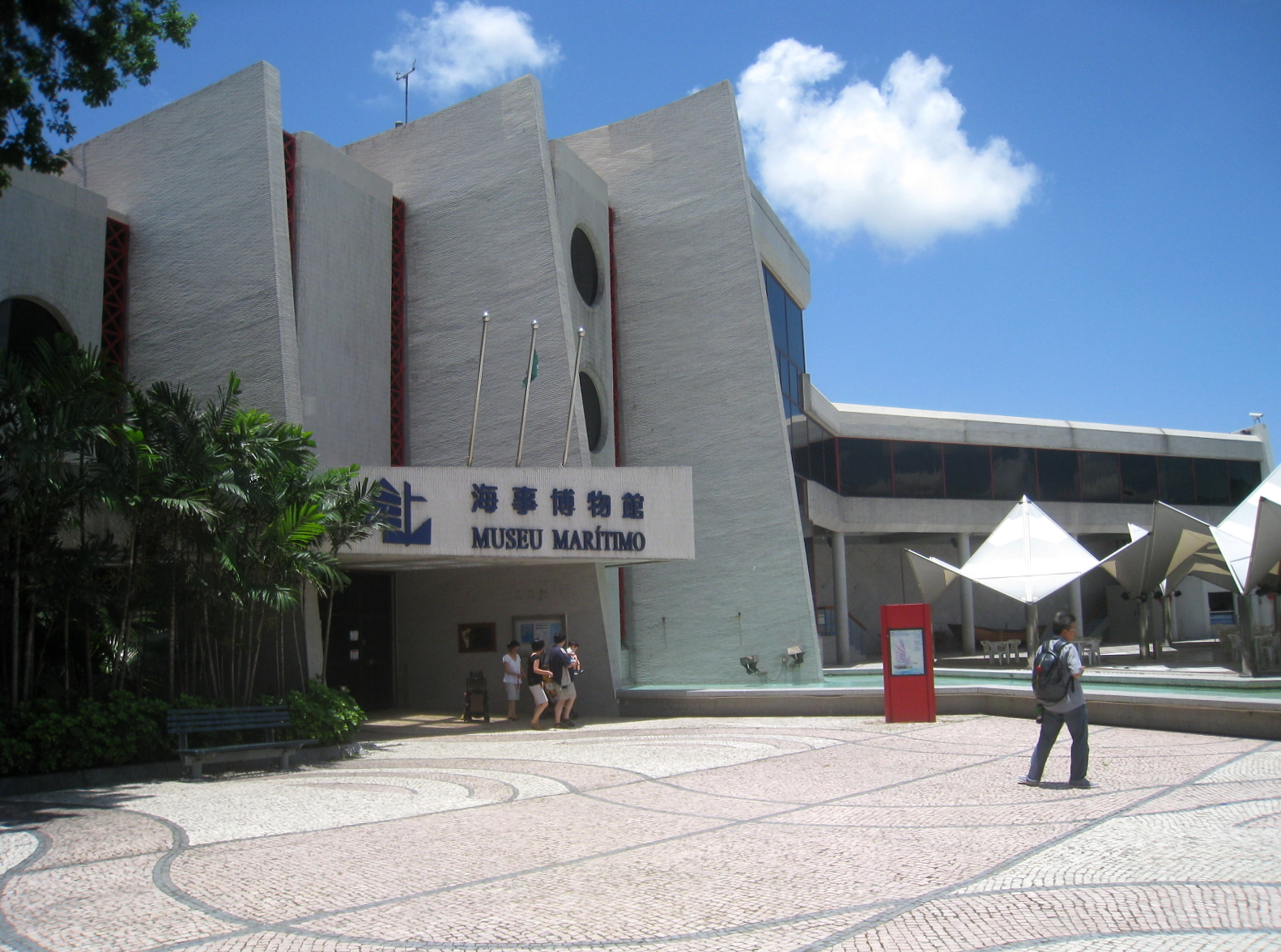
Морской музей

### Кафедральный приход
Кафедральный приход (Freguesia da Sé) занимает юго-восточную часть полуострова Макао. Площадь — 3,4 кв. км, население — 29 тыс. человек. На территории прихода сконцентрированы офисы банков и компаний, шикарные отели, рестораны и магазины. В западной части, вокруг Сенатской площади, расположен исторический центр Макао, в южной части — главный деловой район Прая-Гранди, в восточной части, отвоеванной у моря — массив высотных зданий и паромный терминал. Главные достопримечательности:
- Сенатская площадь (Largo do Senado), всемирно известная своей волнистой мозаикой и являющаяся центром Старого Макао; её украшают фонтан и фасады Сената, Главпочтамта,  Святого Дома Милосердия (бывшая больница и приют для вдов моряков, основанный в 1569 году благотворительным обществом Santa Casa da Misericórdia; сегодня здесь размещается музей с обширной коллекцией исторических предметов) и католической церкви Святого Доминика (основана в 1587 году орденом доминиканцев, реконструирована в 1997 году и отдана под Музей сакрального искусства)[46].
- Кафедральная площадь, на которую выходит Кафедральный собор Igreja da Sé — основан в 1623 году, перестроен в 1850 году, реконструирован в 1874 и 1937 годах, до 1999 года здесь посвящали новых португальских губернаторов[47][48].
- Буддийский храм Сам-Кай-Вуи-Кун (или Кун-Тай; Templo de Sam Kai Vui Kun) — расположен возле рынка Святого Доминика, точной даты постройки неизвестно, был восстановлен в 1792 году; является главным храмом китайских коммерсантов и входит в комплекс сооружений самой старой купеческой гильдии Макао — Сам-Кай или «Три улицы».
- Сад Святого Франциска и комплекс бывших бараков Святого Франциска.
- Отель-казино Lisboa — 19-этажный корпус построен в 1970 году, реконструирован в 1991 году; является одним из самых известных игорных заведений города.
- Отель-казино Grand Lisboa — самое высокое 52-этажное здание Макао (261 м); казино и рестораны открылись в 2007 году, отель — в 2008 году[49][50].
- Отель-казино L'Arc Macau — 56-этажная башня (217 м) была построена в 2009 году[51].
- Отель-казино и торговый комплекс Wynn Macau — в 2006 году открылся 22-этажный отель Wynn Macau; в 2010 году рядом открылся отель Encore at Wynn Macau[52][53][54].
- Отель-казино Galaxy Starworld — 33-этажная башня (148 м) открылась в 2006 году[55][56].
- Отель-казино MGM Macau — 28-этажная башня (154 м) открылась в 2007 году[57][58].
- Отель Mandarin Oriental и фешенебельный торговый центр One Central — комплекс открылся в 2010 году[59].
- Отель-казино Sands Macao — казино открылось в 2004 году, отель — в 2007 году[60].
- Macau Fisherman’s Wharf — первый тематический парк Макао, официально открытый в конце 2006 года; в состав комплекса входят аттракционы, магазины, рестораны, отели, казино, ночные клубы, амфитеатр и выставочный центр[61].
- Офисное здание Bank of China — 38-этажная башня (163 м) была построена в 1991 году[62].
- Офисное здание World Trade Center — 19-этажный комплекс был построен в 1996 году[63][64].

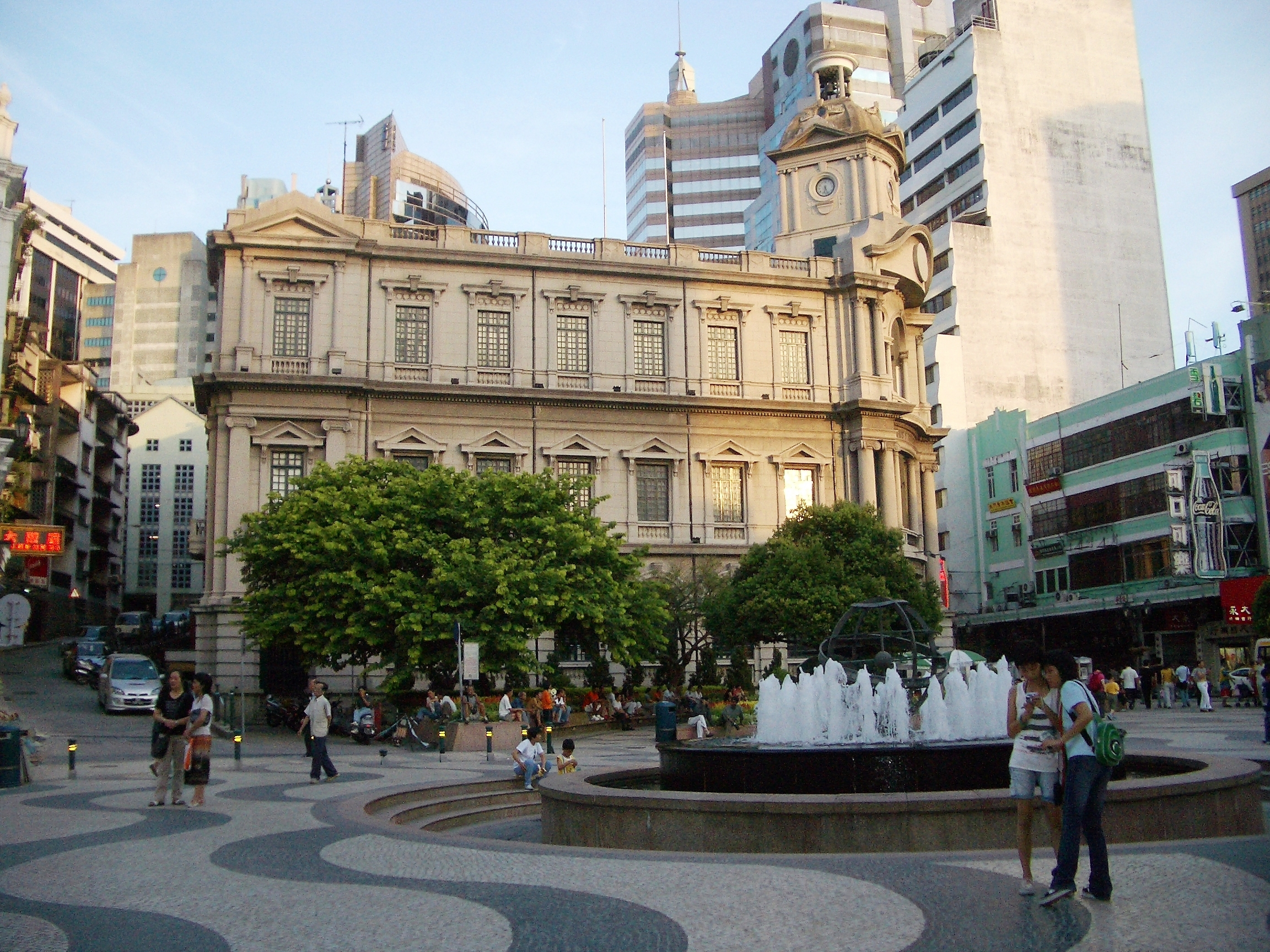
Главпочтамт
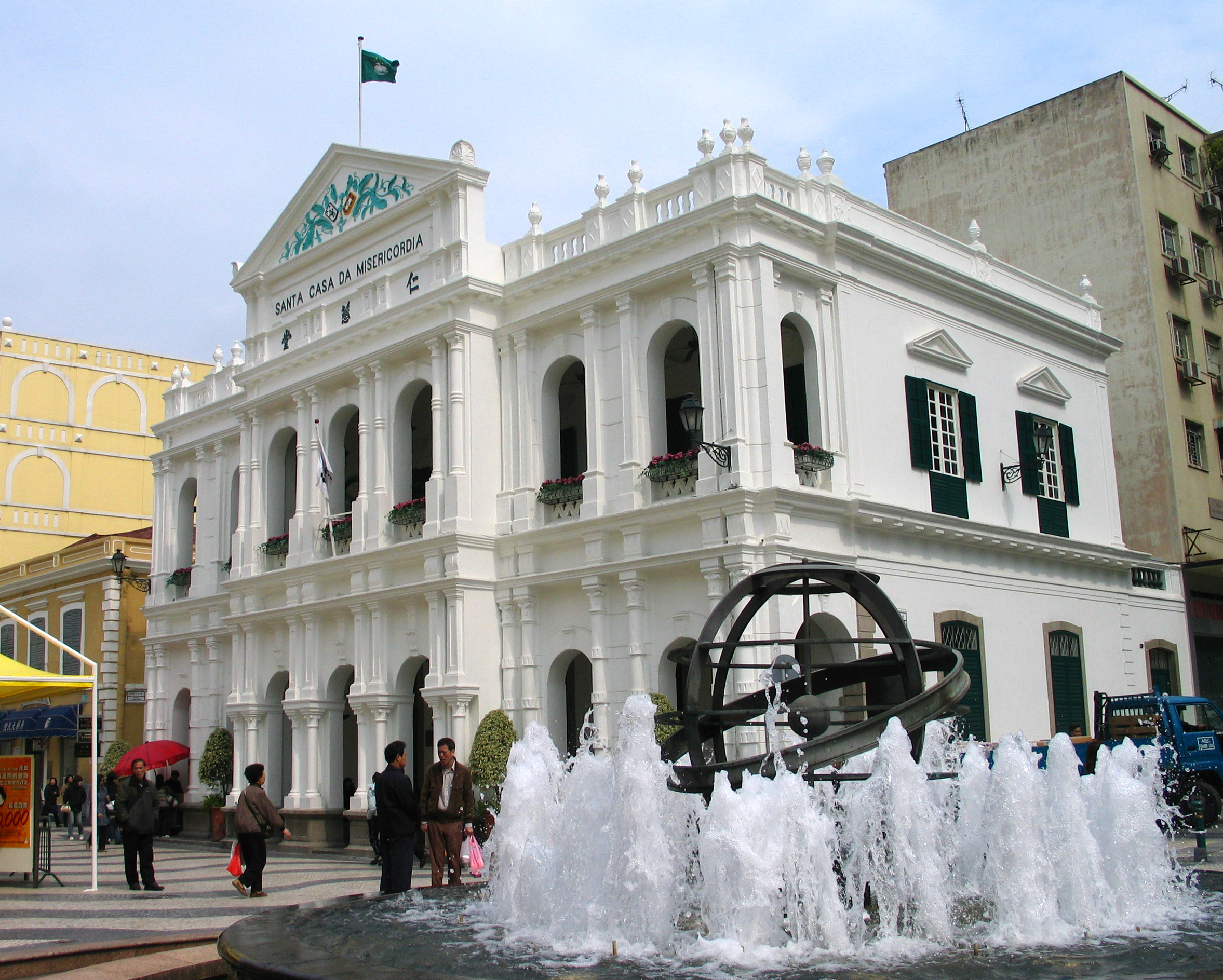
Святой Дом Милосердия
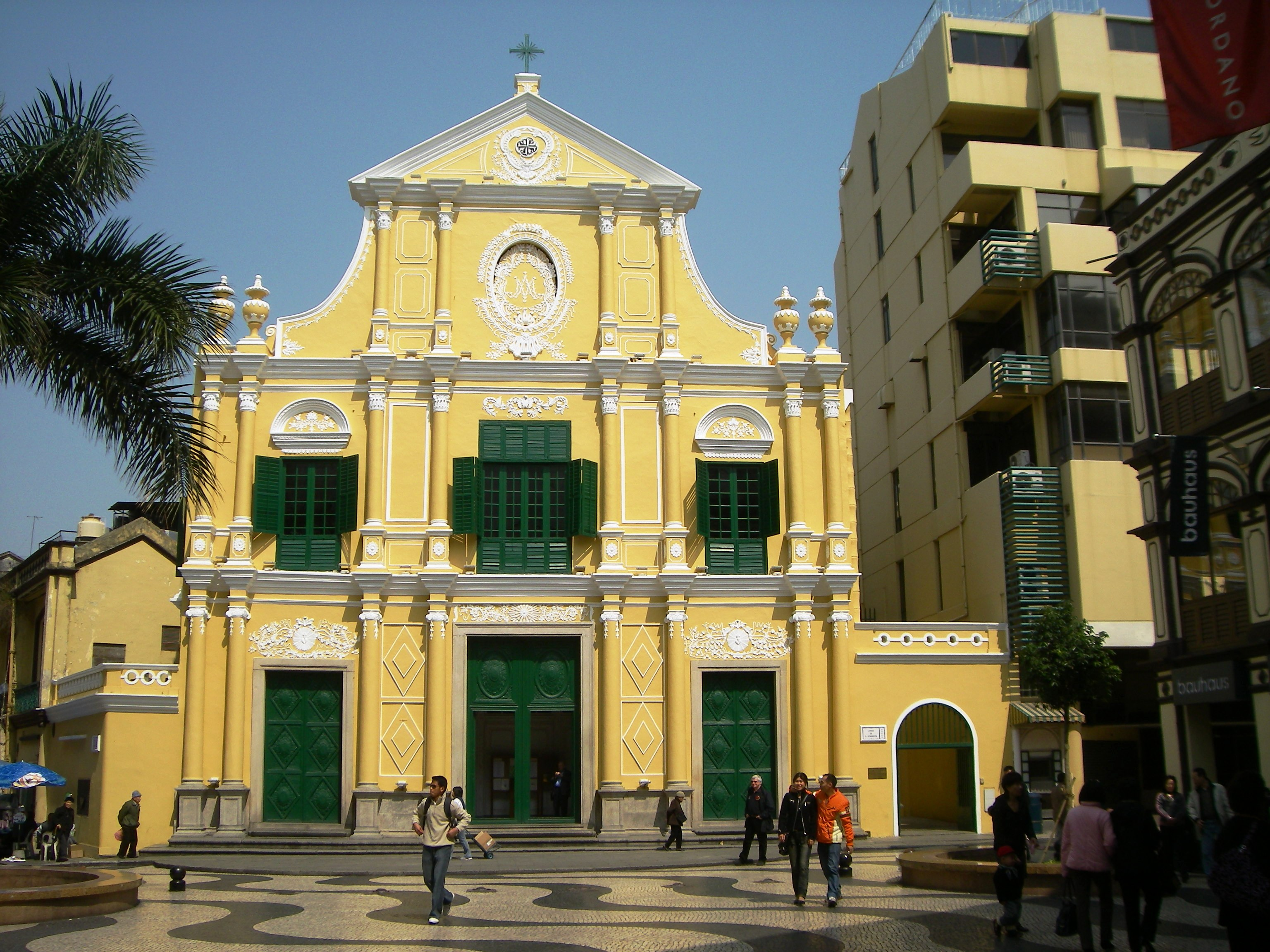
Церковь Св. Доминика
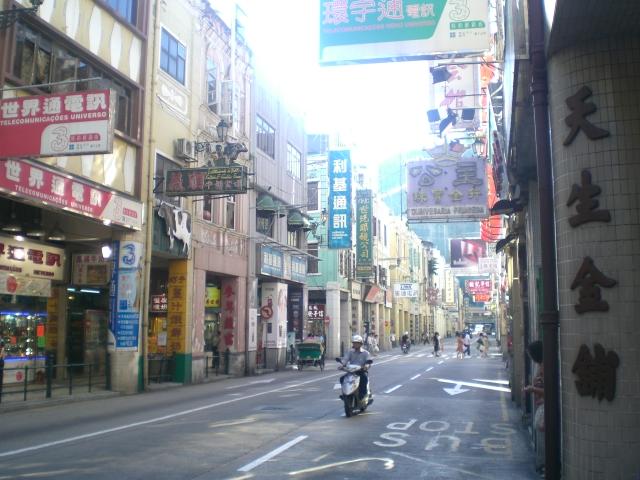
Авенида де Алмейда Рибейру
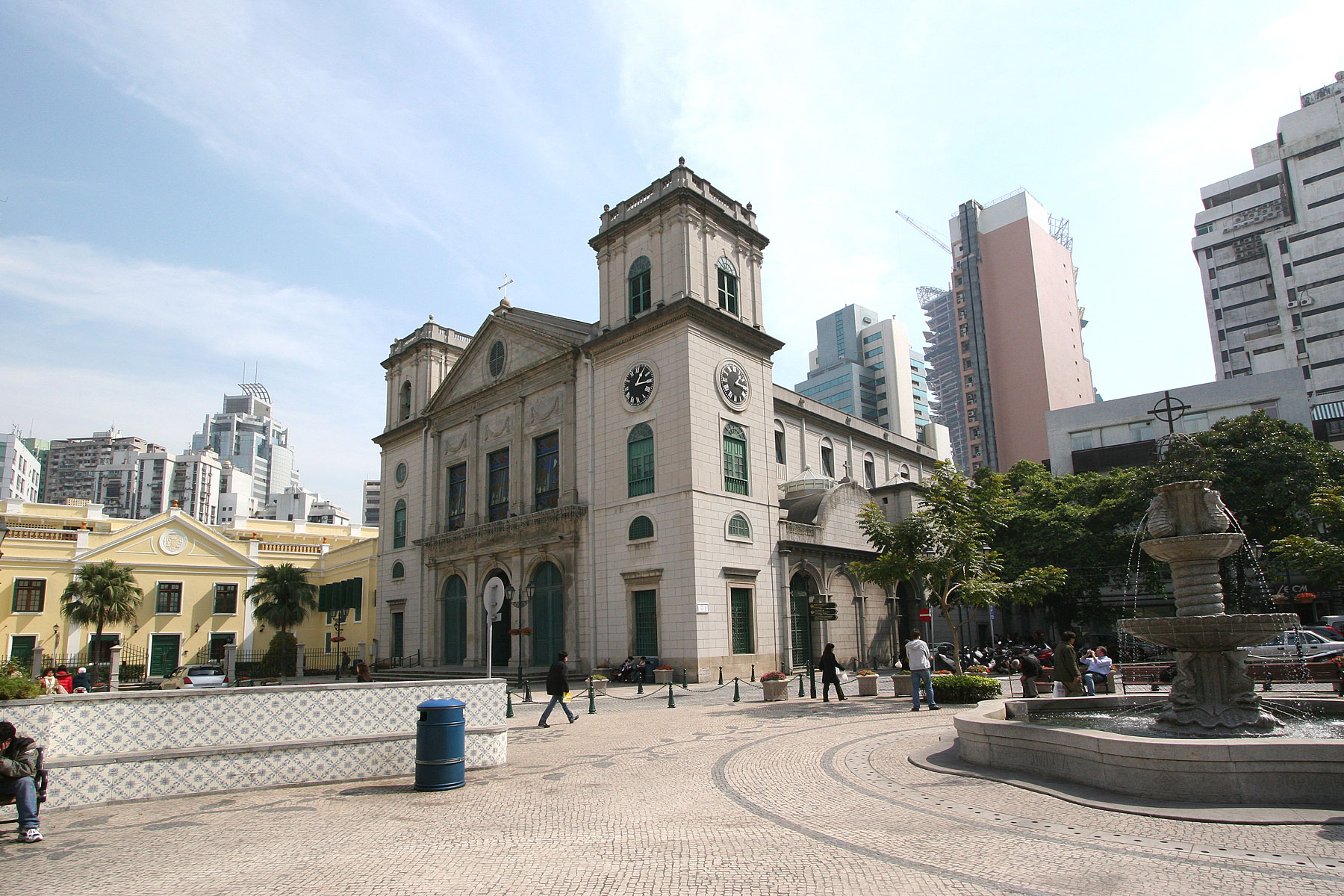
Кафедральный собор
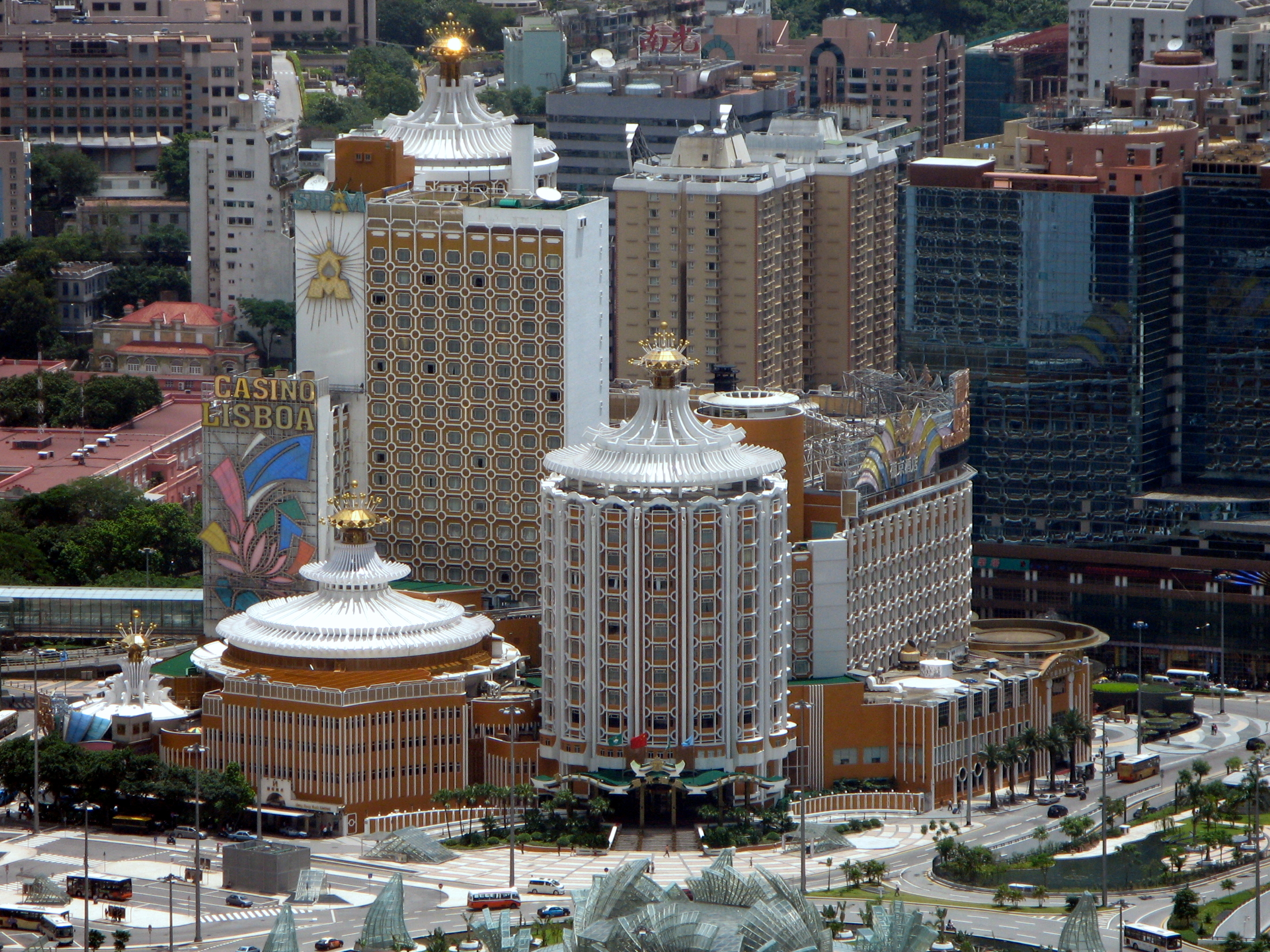
Отель Lisboa
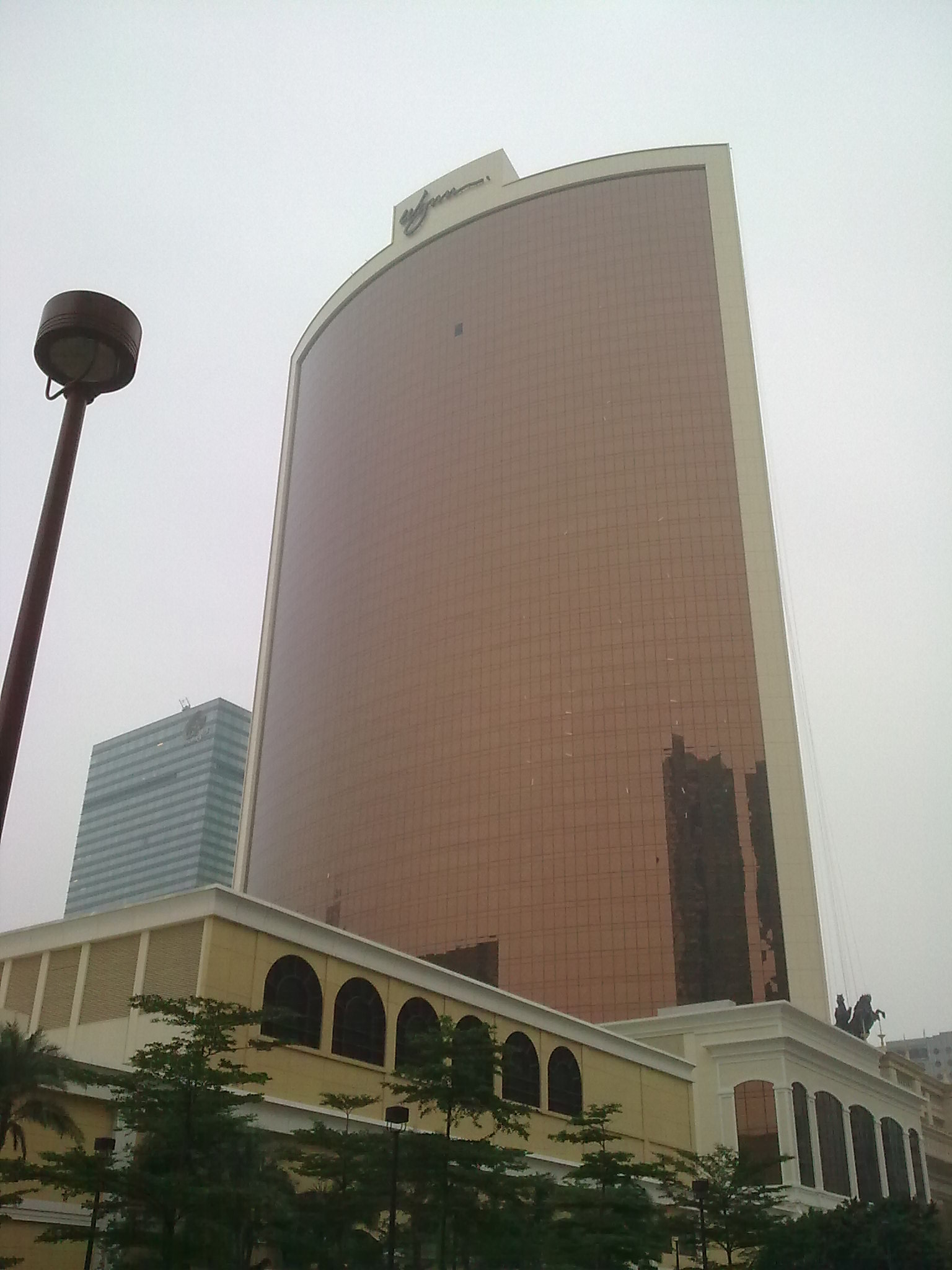
Отель Wynn Encore
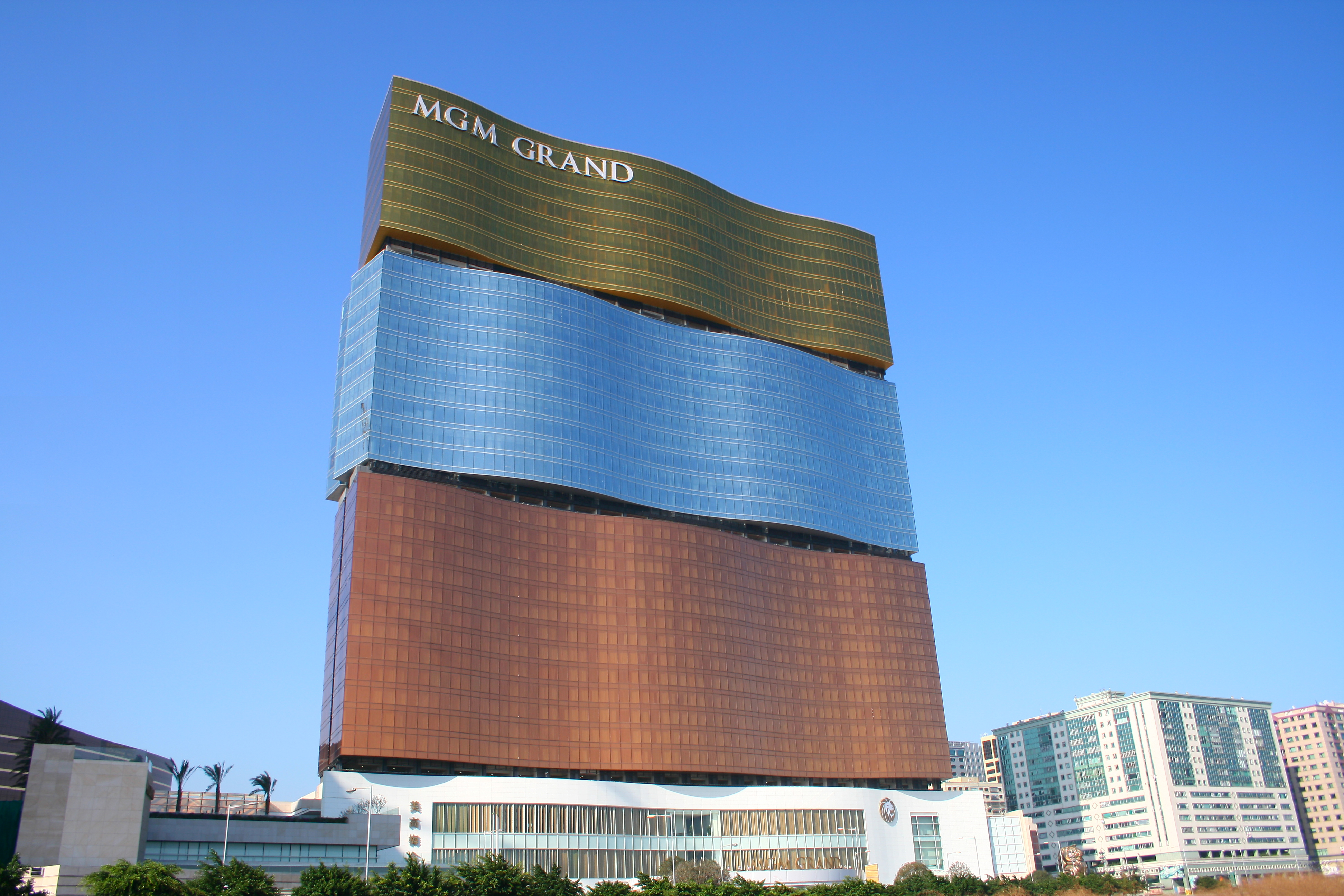
Отель MGM Macau
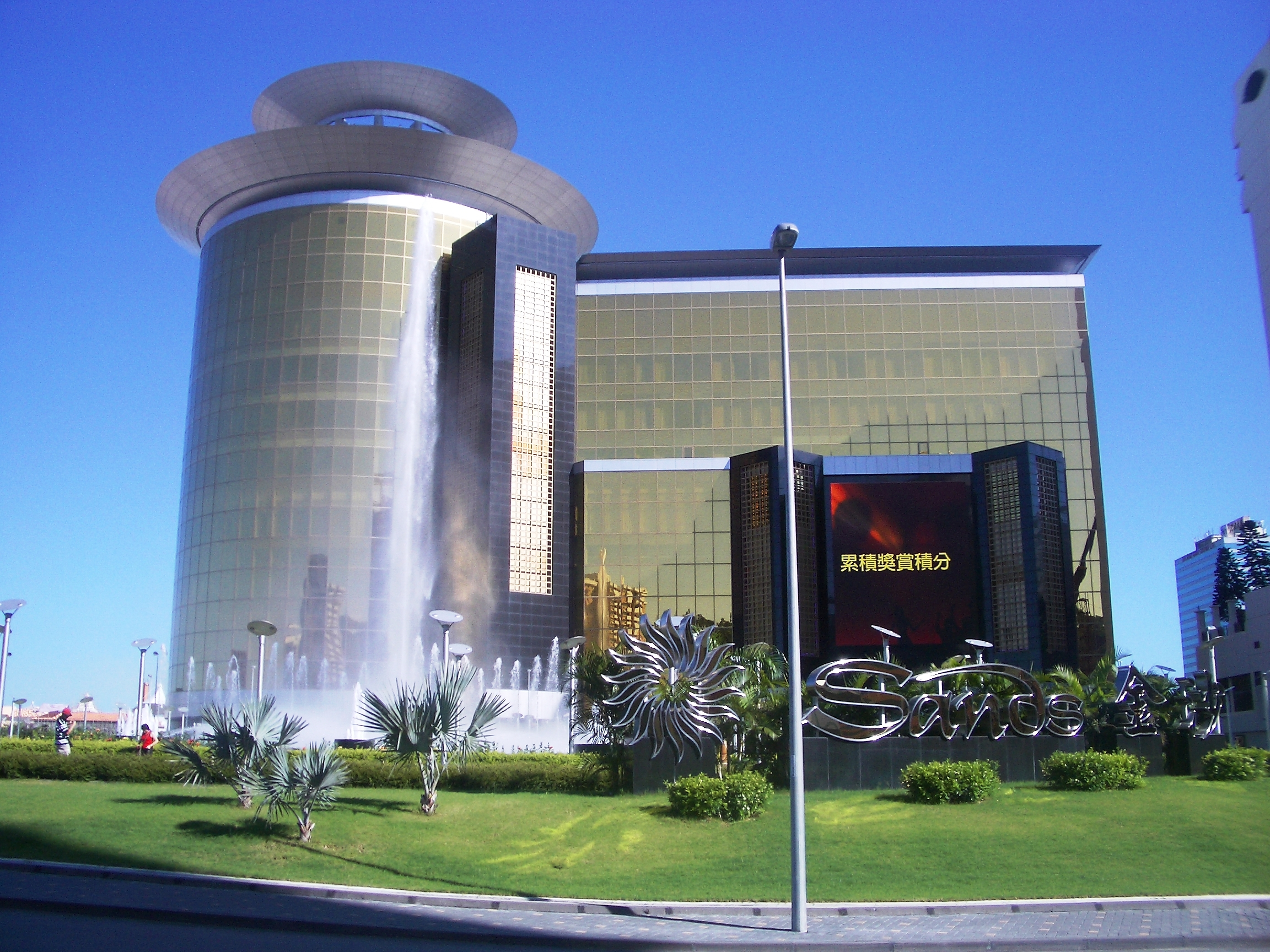
Отель Sands Macao
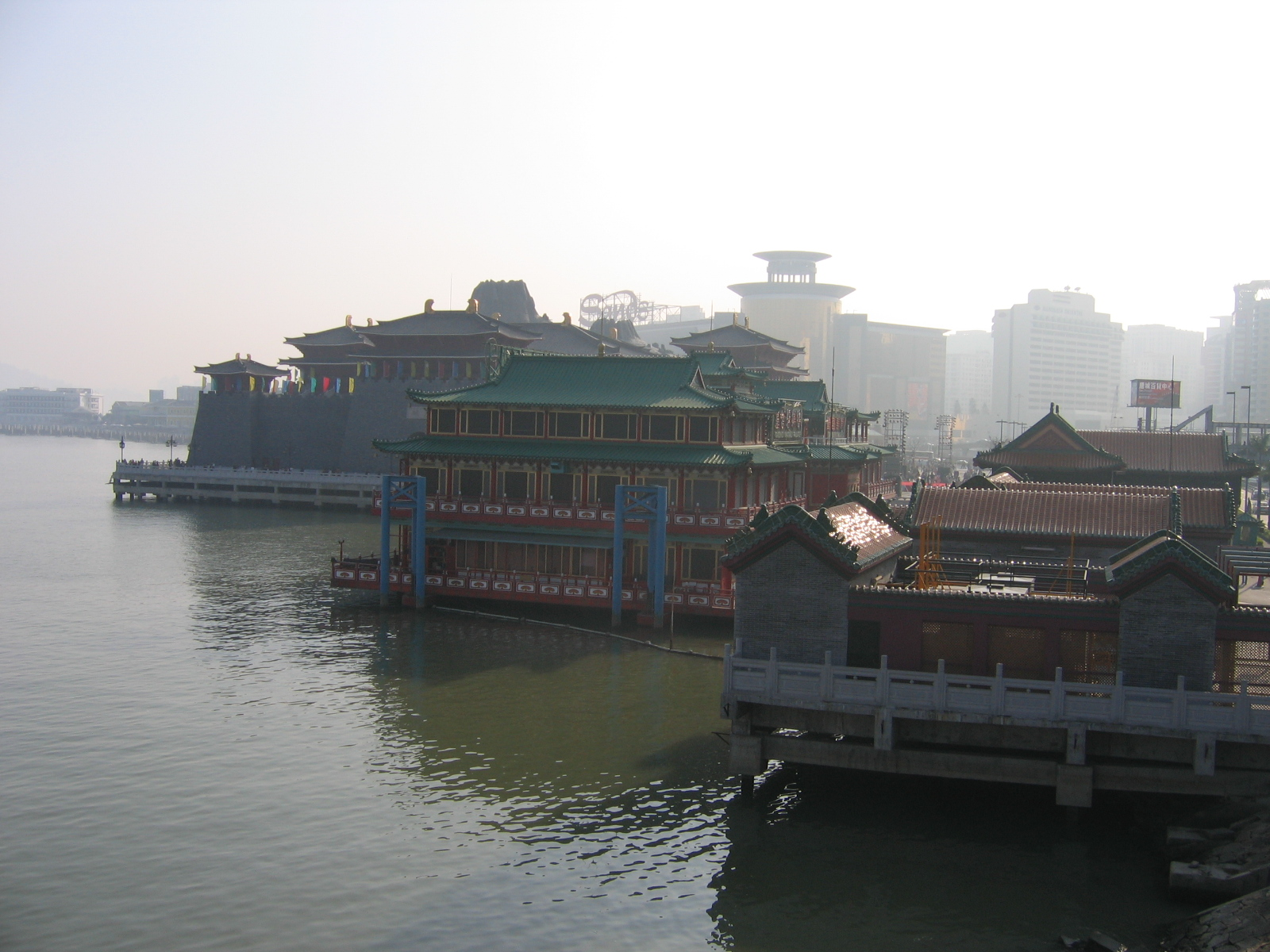
Macau Fisherman's Wharf
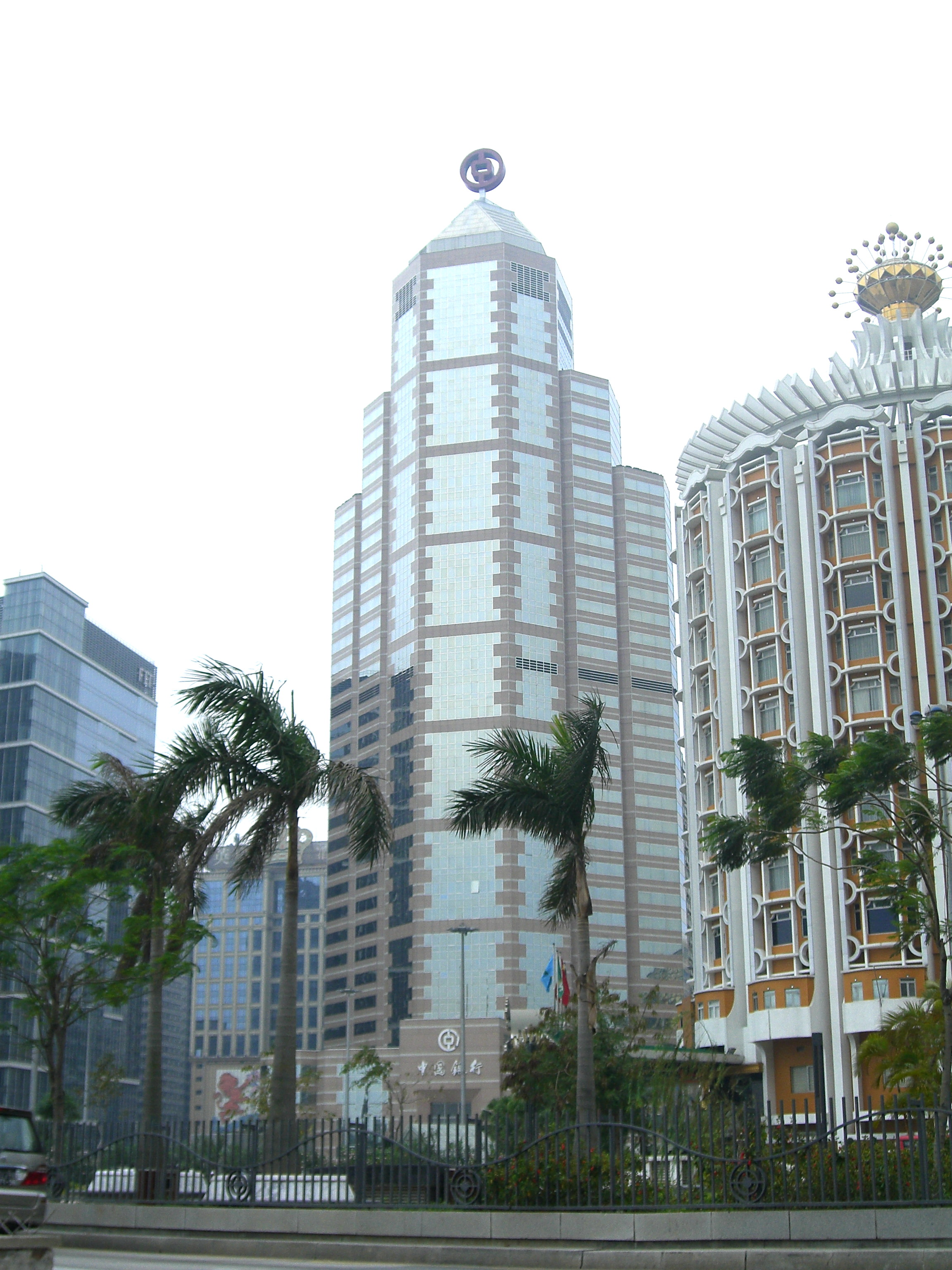
Здание Bank of China

- Телебашня Macau Tower (338 м) была построена в 2001 году; комплекс включает в себя смотровую площадку, аттракционы, рестораны, конференц-зал, театр и торговый центр[65][66]. На высоте 233 м имеется одна из самых высоких в мире площадок для банджи-джампинга[67].
- Искусственное озеро Сай-Ван, созданное в 1990-х годах методом мелиорации залива (отделено от соседнего озера Нам-Ван дамбой, по которой проходит авенида Стэнли Хо).
- Искусственное озеро Нам-Ван, созданное в 1990-х годах методом мелиорации залива; в районе озера расположены здания Законодательной ассамблеи (1999) и Верховного суда Макао (1999), а также деловой район Прая-Гранди[68]. Вокруг озера проложена широкая набережная с многочисленными кафе, аттракционами и зонами отдыха.
- Паромный терминал Гонконг — Макао (или Паромный терминал Внешней гавани) перенесен на нынешнее место в 1993 году, а в 2007 году обзавёлся новым зданием; комплекс терминала включает в себя 12 причалов для судов на подводных крыльях, 2 причала для паромов, вертолетную площадку, магазины, офисы, остановку автобусов и такси.
- Площадь Лотоса (Площадь Золотого Лотоса), украшенная скульптурой цветущего лотоса из позолоченной бронзы высотой 6 метров (памятник был установлен в 1999 году в честь передачи суверенитета над Макао от Португалии к Китаю).
- Культурный центр Макао, в состав которого входят Музей искусств (1999) и Музей подарков, врученных властям Макао. В красивом сквере находится бронзовая статуя композитора Сянь Синхая.
- Музей Гран-при Макао и Музей вина.
- Научный центр Макао (2009), в состав которого входят планетарий, выставочный центр и центр конференций[69][70].
- Сад Comendador Ho Yin, на территории которого расположены игровые площадки, шахматные столы и кафе.
- Скульптурный парк китайских народов.
- Сад искусств, на территории которого расположены цветники, фонтаны и статуи.
- Парк Dr. Carlos d’Assumpção, на территории которого расположены 120-метровая бронзовая статуя богини милосердия Кун-Ям, возведенная на маленьком искусственном островке, связанном с набережной коротким мостом, игровые площадки, фонтаны, пруды и красивая набережная вдоль Внешней гавани.
- Буддийские храмы Хон-Кун и Кун-Лам.
- Особняк Лоу-Кау (1889).
- Музей ломбардов и менял.
- Автодром Guia Circuit, на котором проходят гонки этапа FIA WTCC и Формулы-3.
- Многофункциональный комплекс Macau Forum, в котором проводят различные выставки, спортивные и культурные мероприятия.

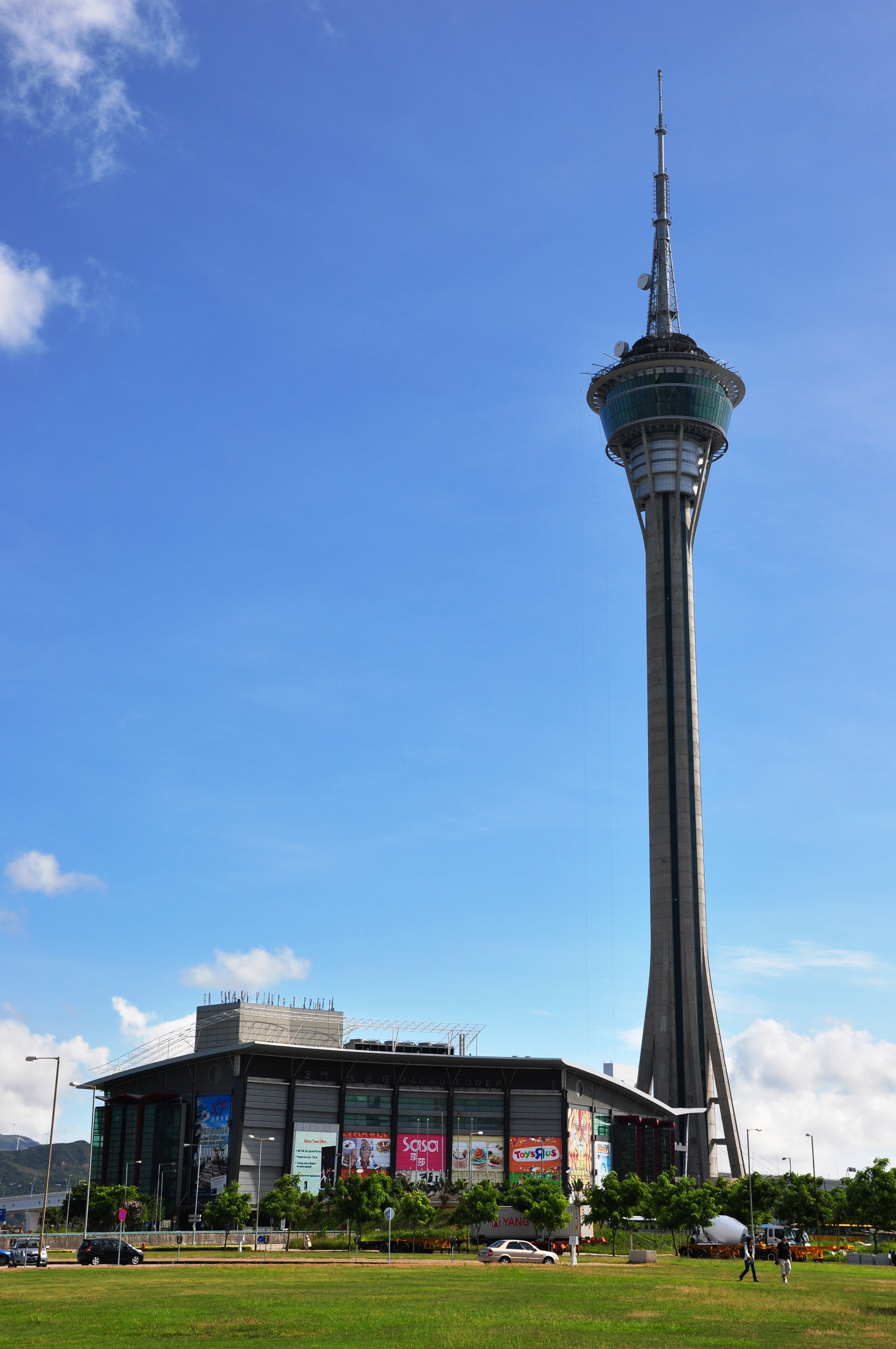
Macau Tower
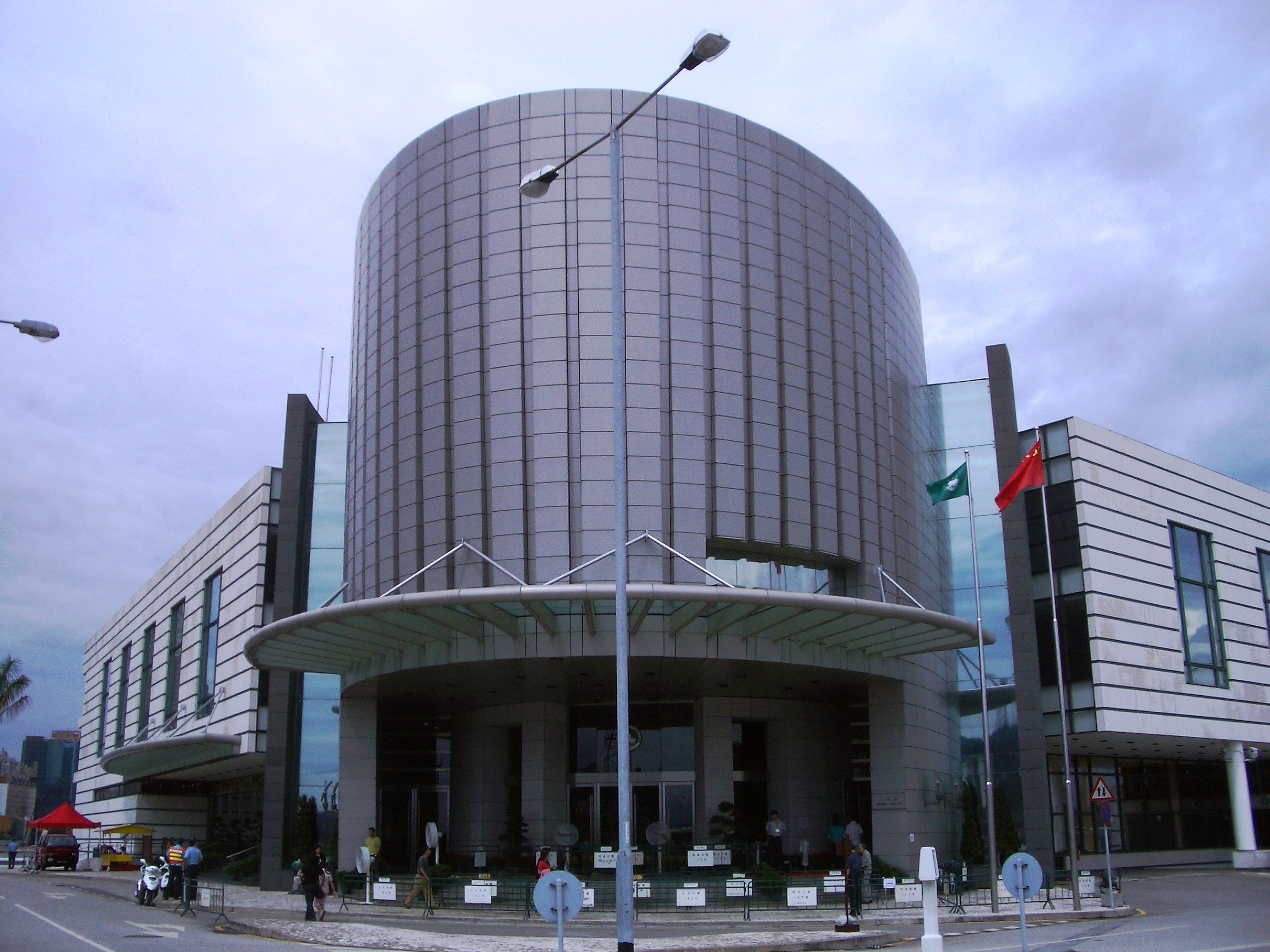
Законодательная ассамблея
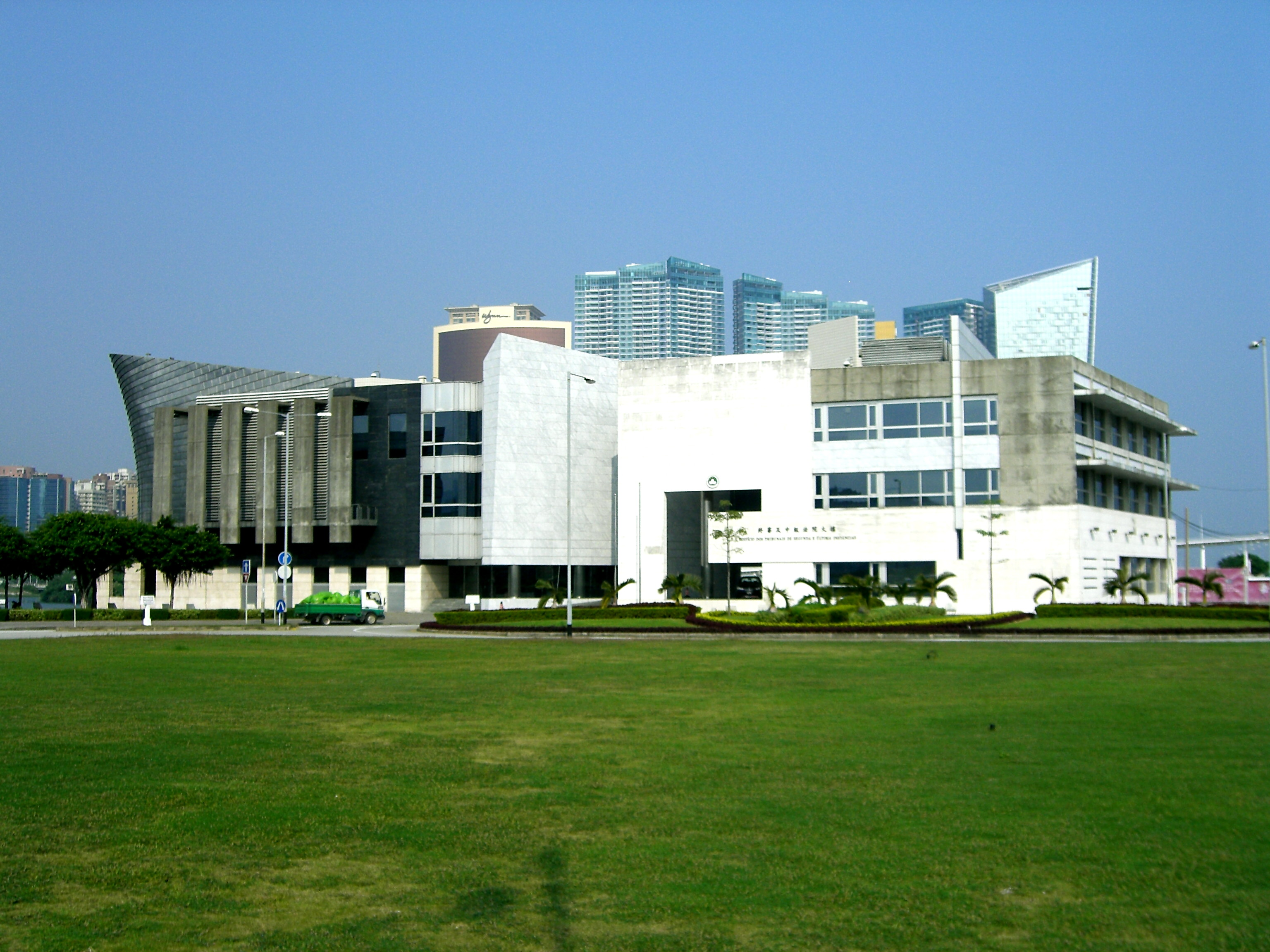
Верховный суд
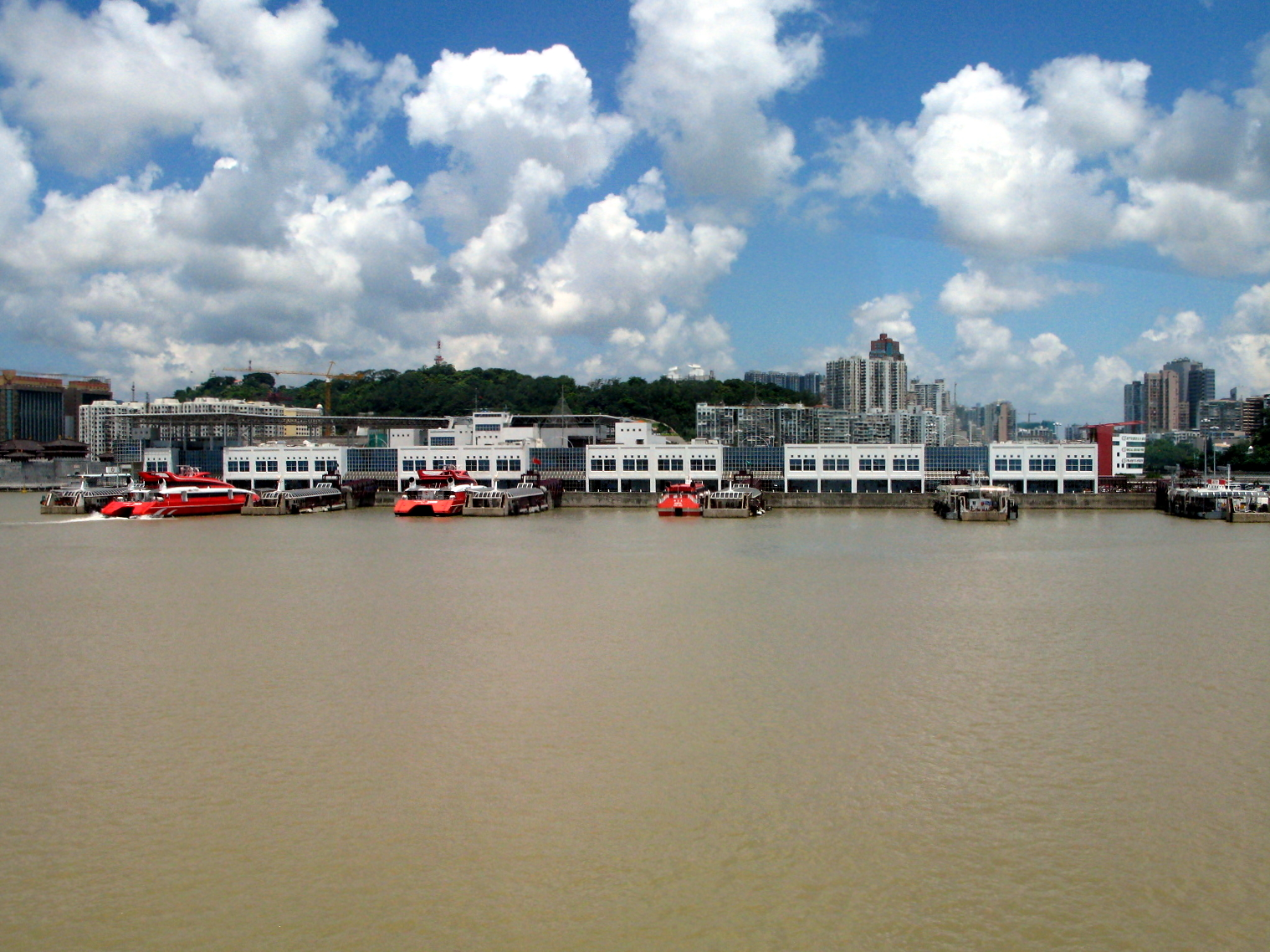
Паромный терминал
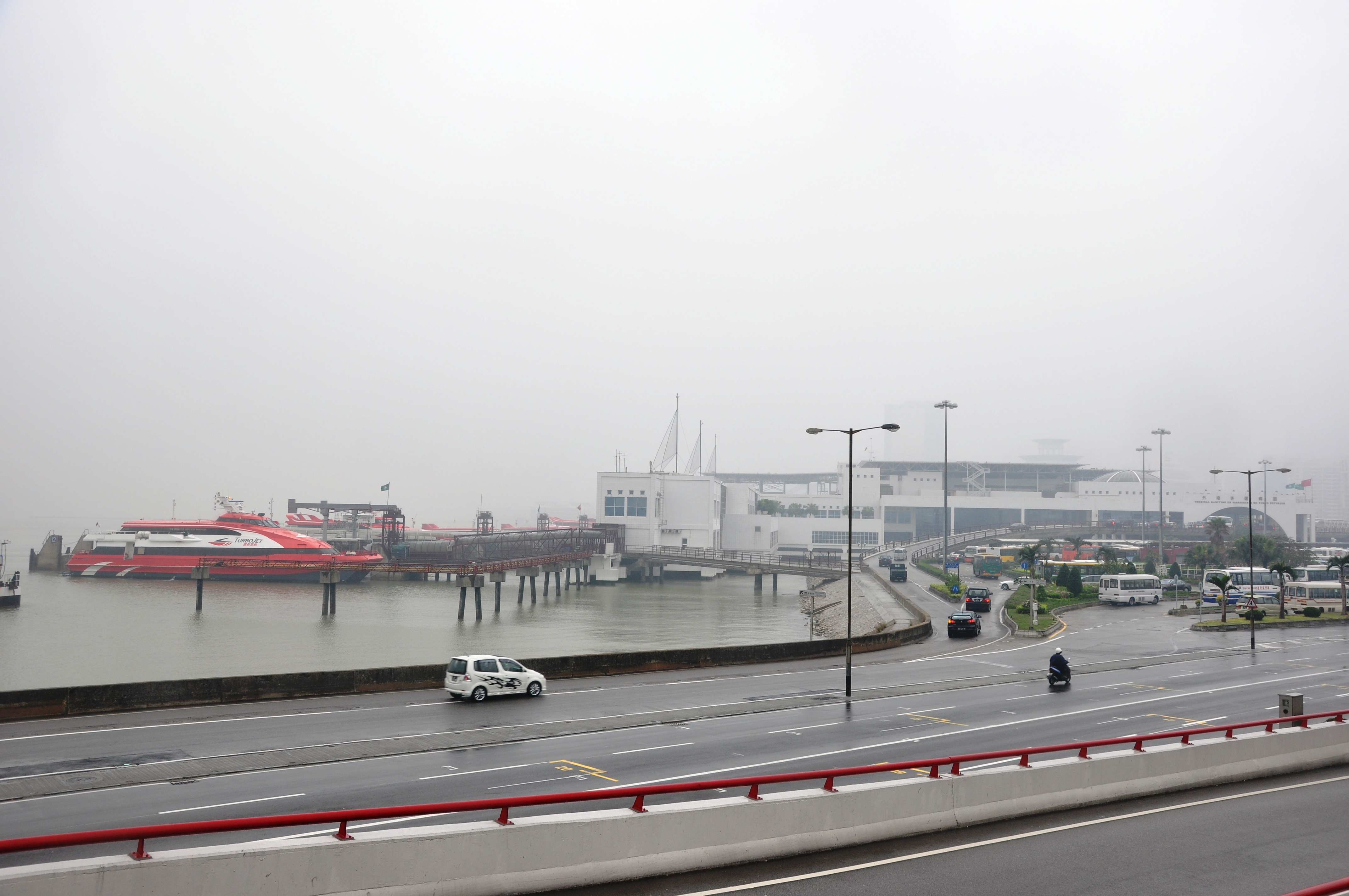
Паромный терминал
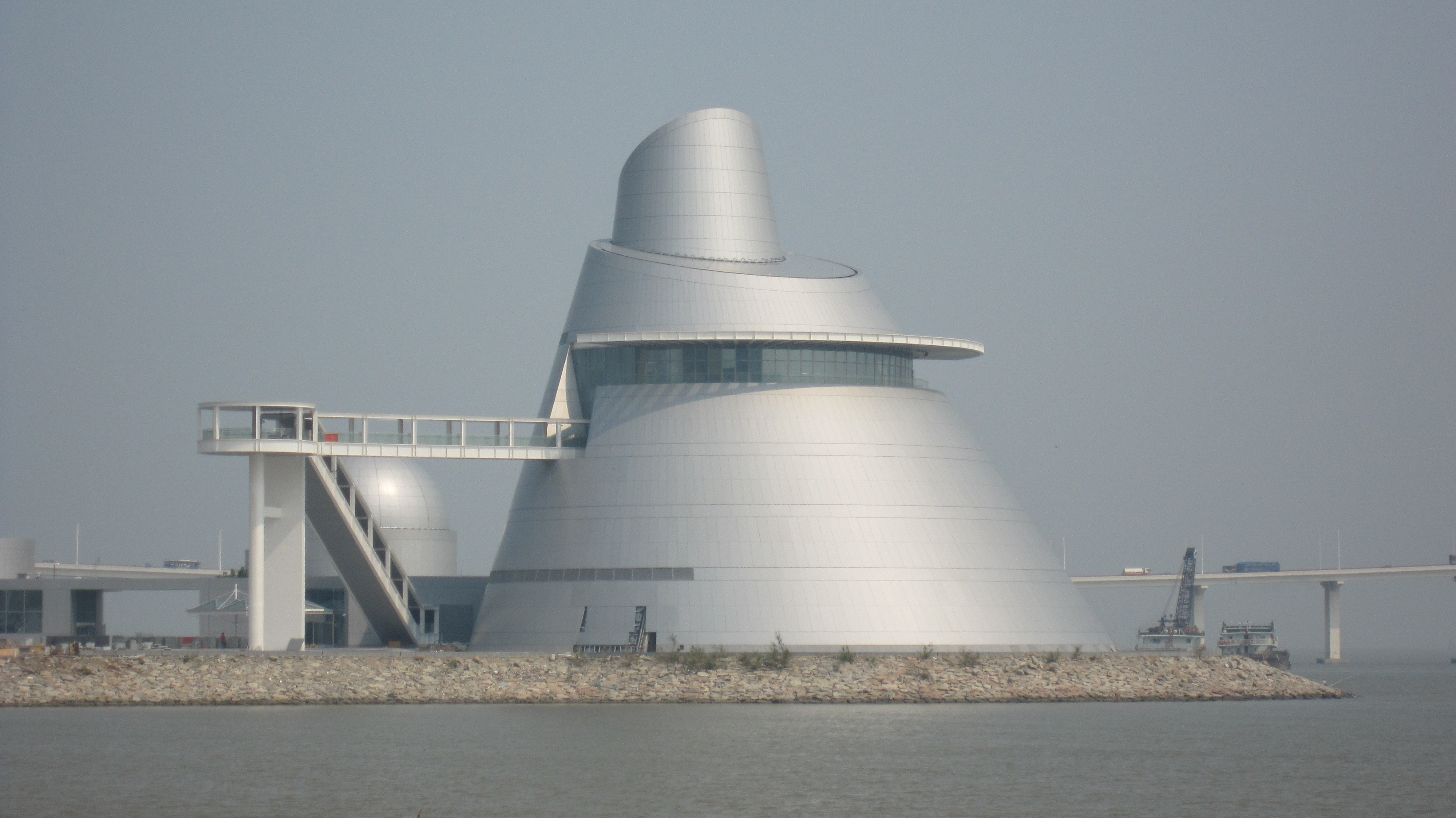
Научный центр Макао
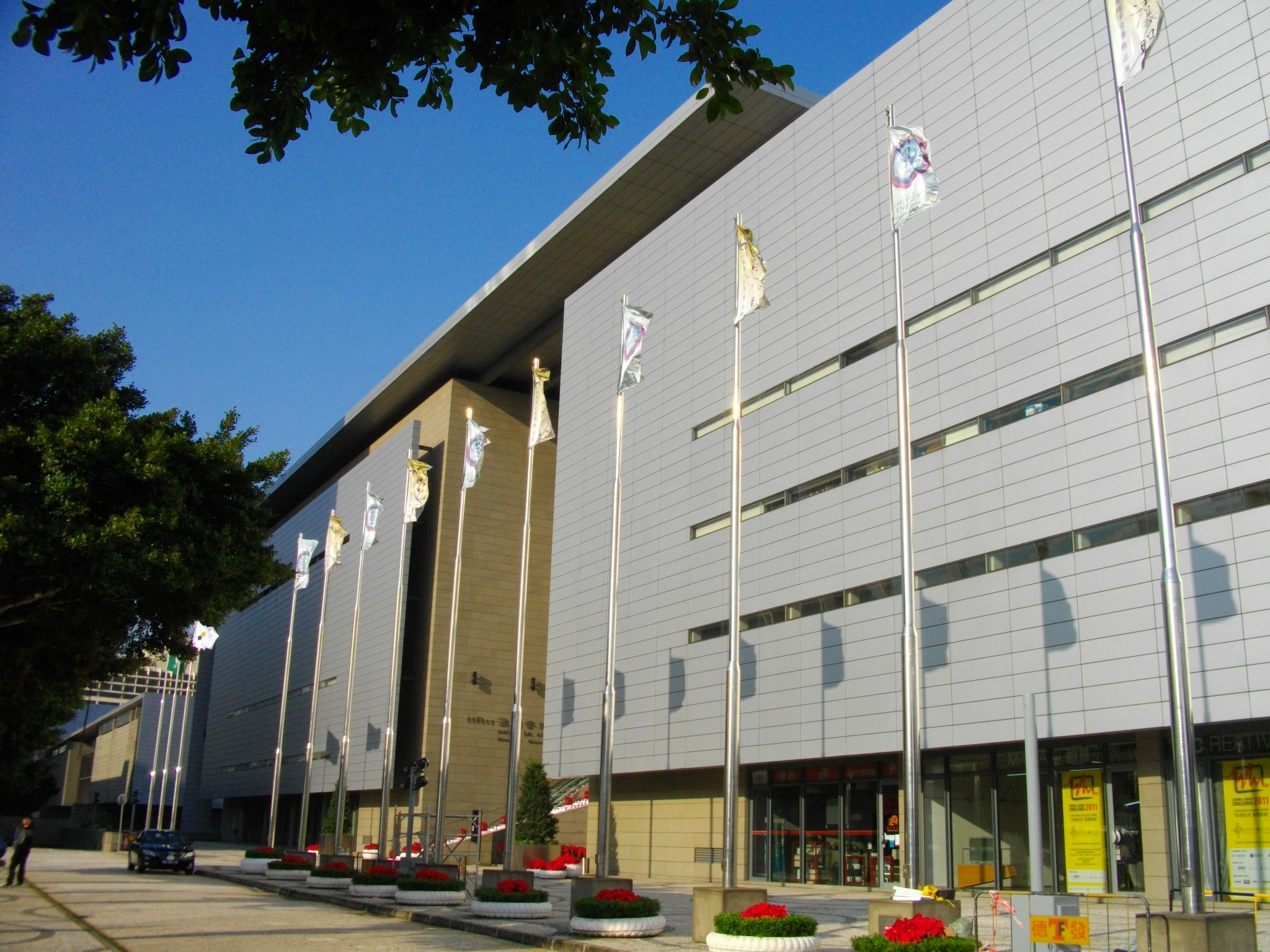
Музей искусств
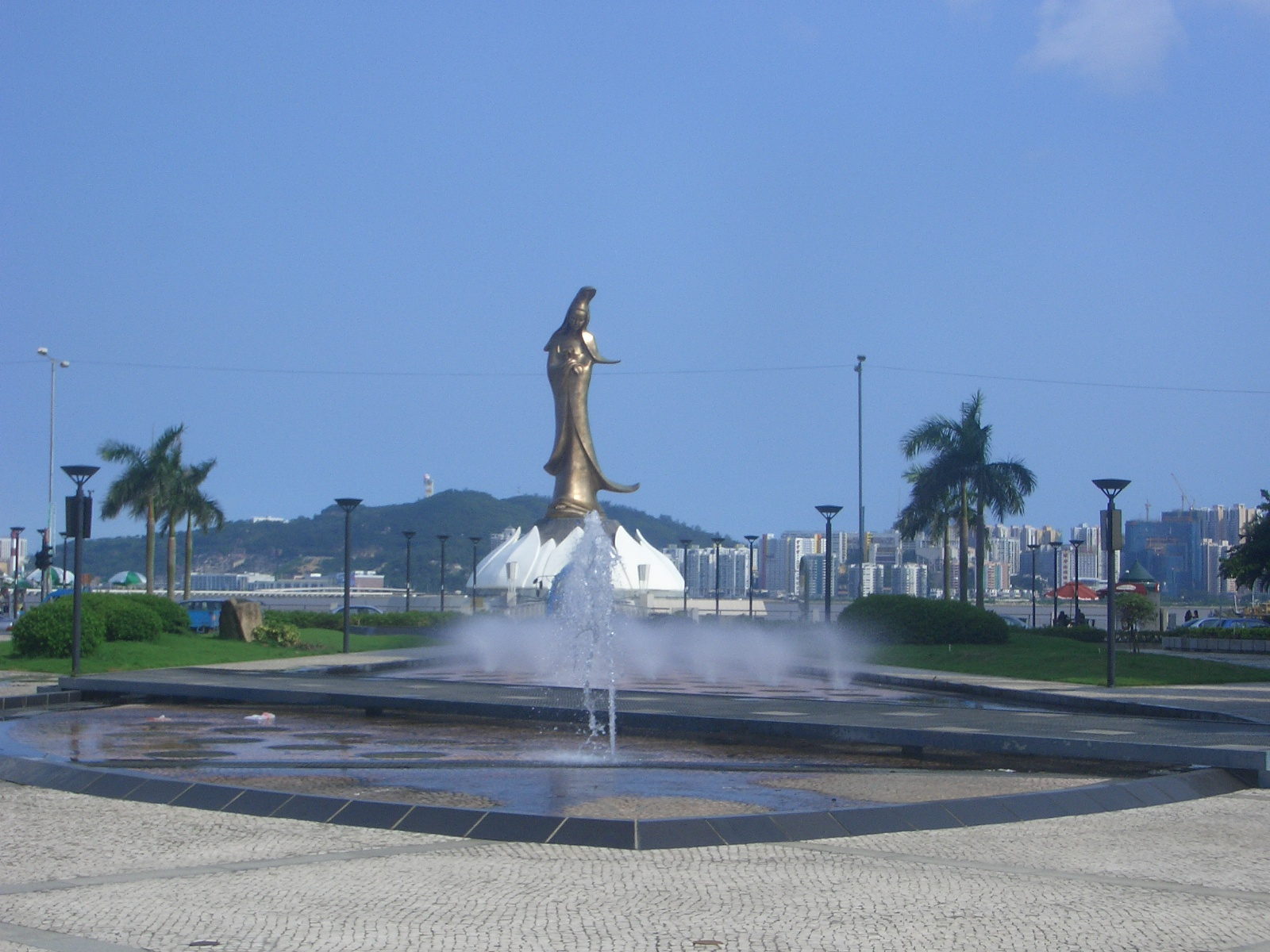
Парк Dr. Carlos d'Assumpcao
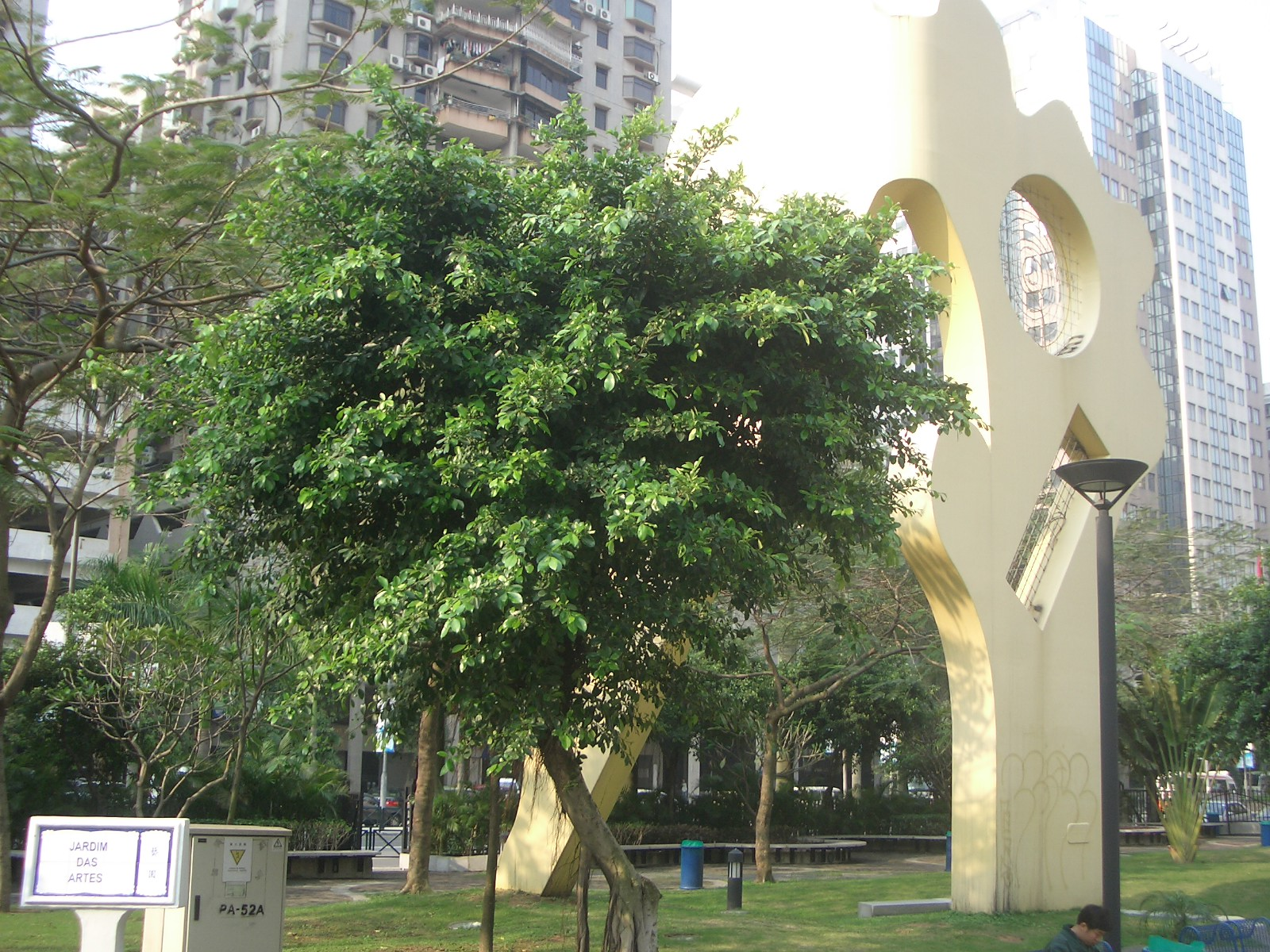
Сад искусств
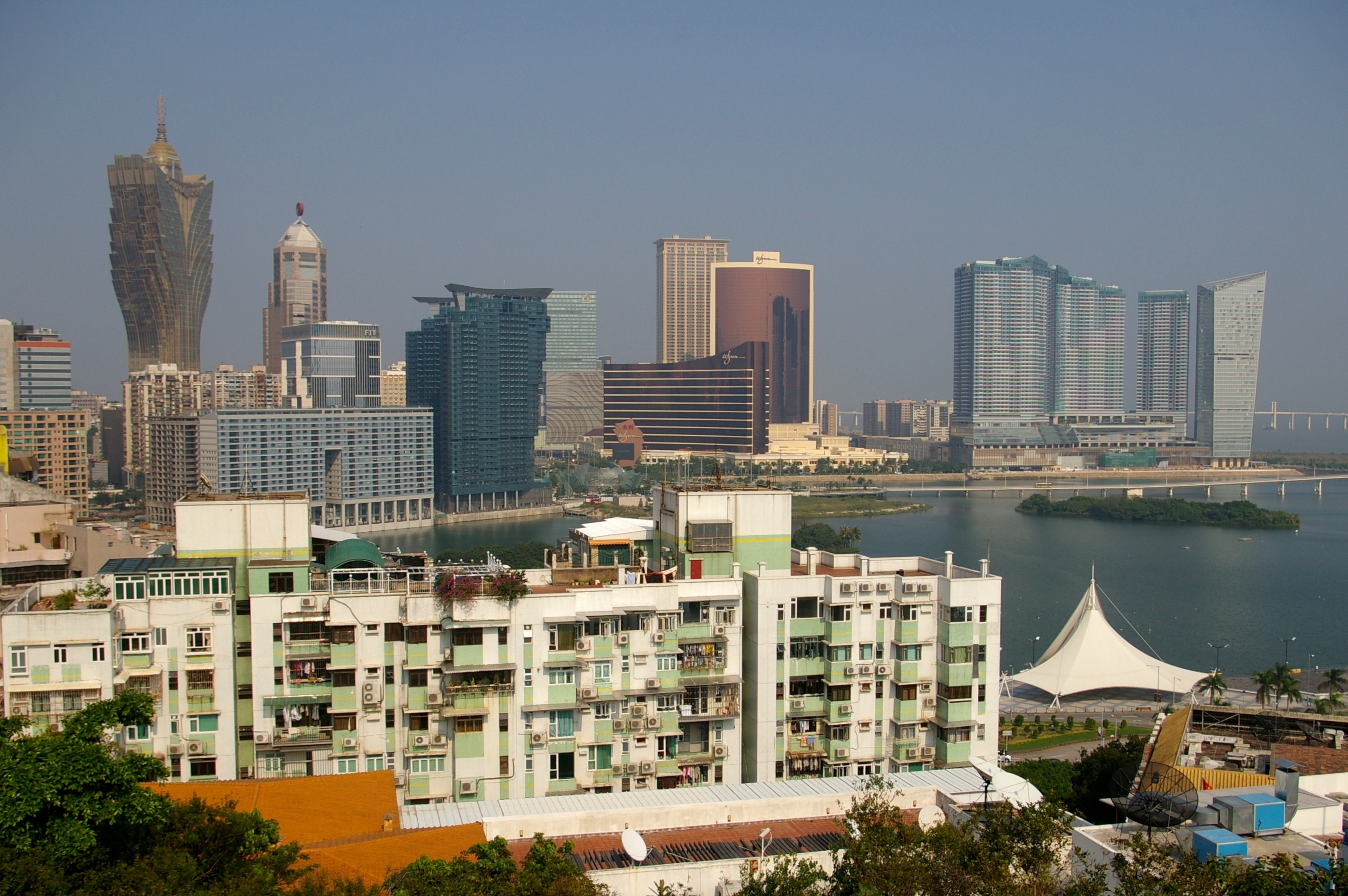
Кафедральный приход
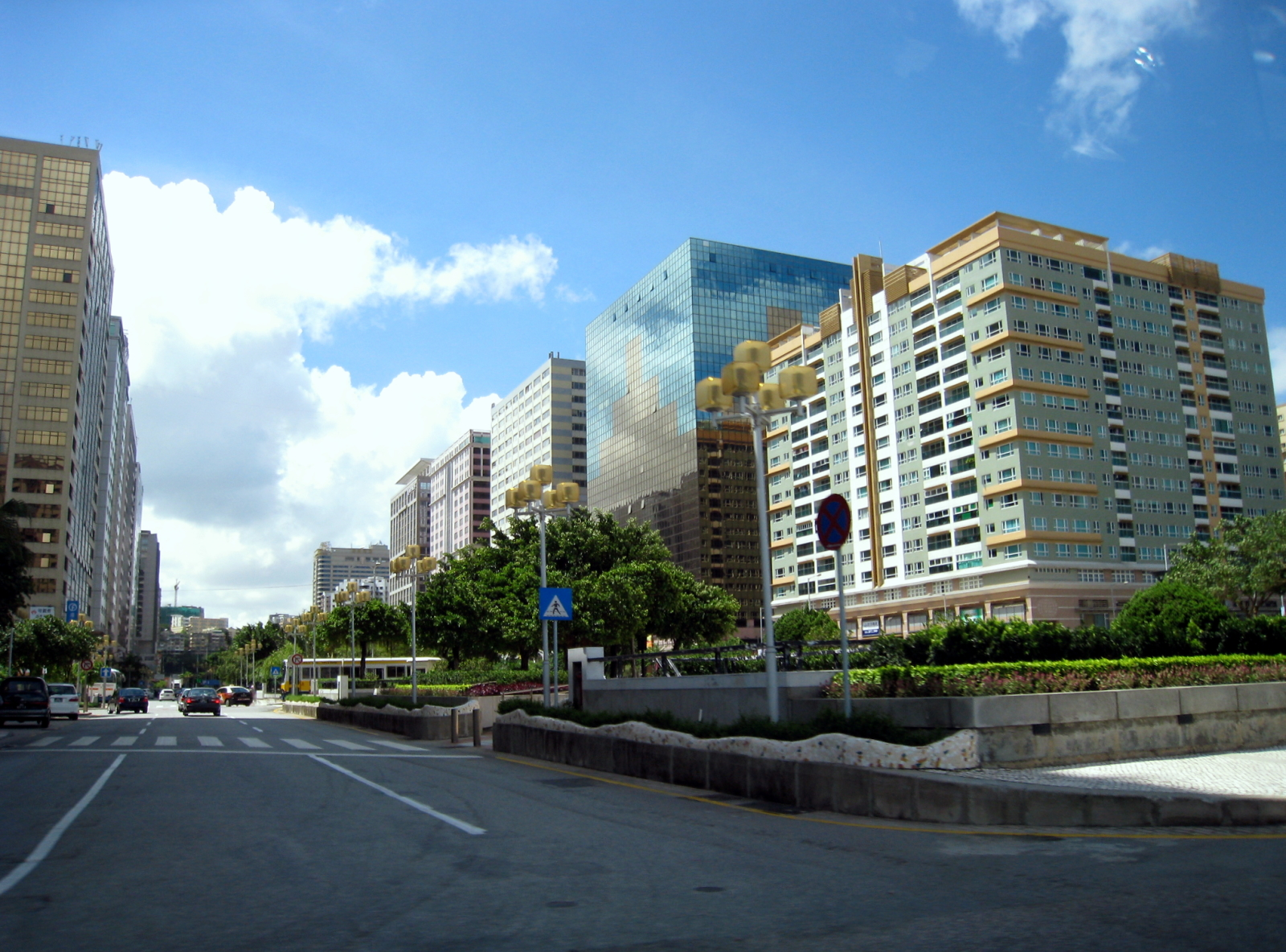
Район Внешней гавани
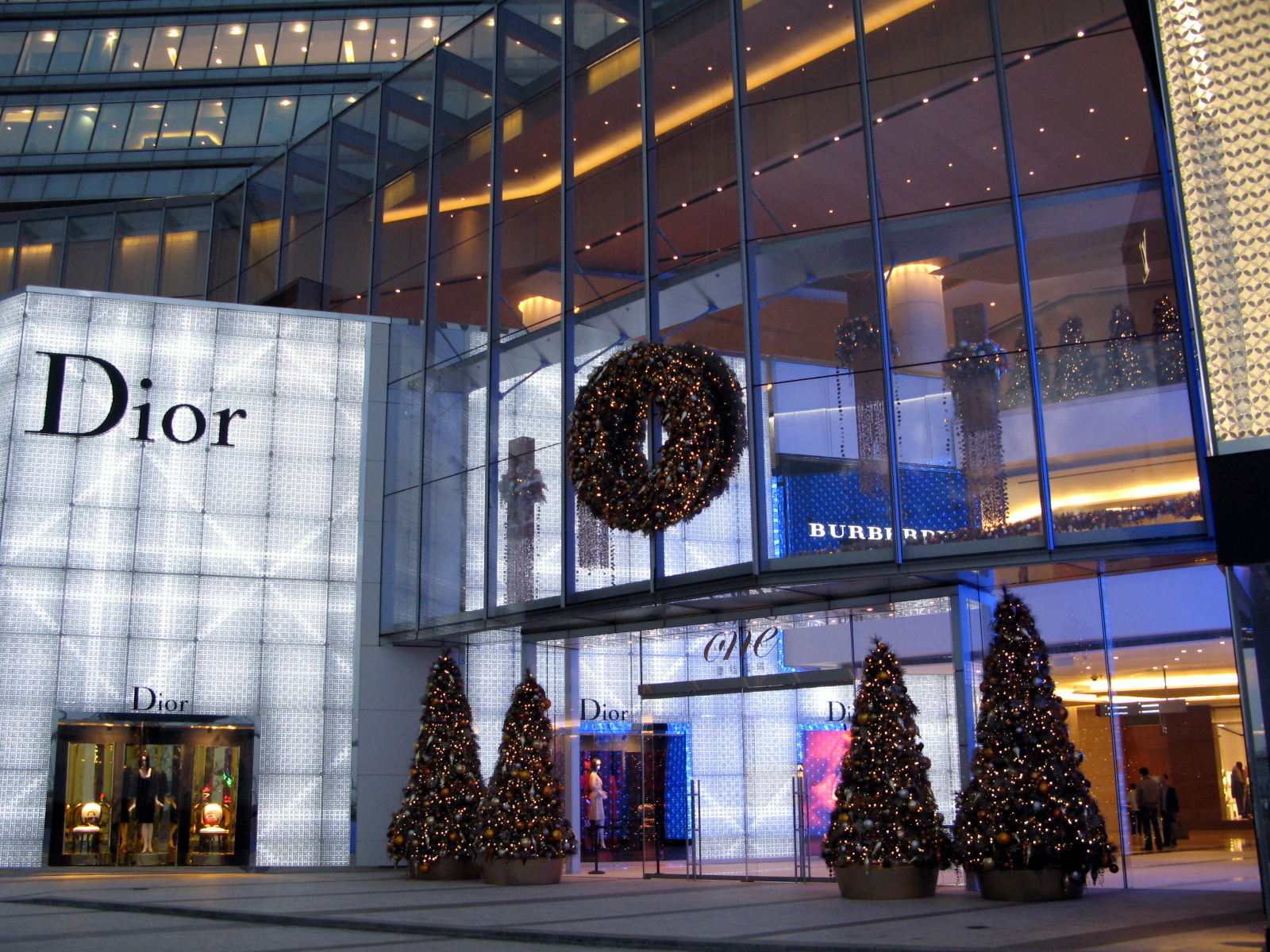
One Central

Островной муниципалитет (Concelho das Ilhas) занимает острова Тайпа и Колоан, а также насыпную территорию между ними — Котай.
Тайпа соединена с полуостровом Макао тремя мостами:
- Ponte Governador Nobre de Carvalho (Мост губернатора Нобре де Карвальо или Старый мост) — открыт в 1974 году, длина — более 2,5 км[72].
- Ponte de Amizade (Мост дружбы или Новый мост) — открыт в 1994 году, длина — 4,7 км.
- Ponte de Sai Van (Мост Сай-Ван) — открыт в 2004 году, длина — 2,2 км.

Котай соединен с Чжухаем мостом Ponte Flor de Lótus (Мост Лотоса) — открыт в 2000 году, длина — почти 1,8 км.

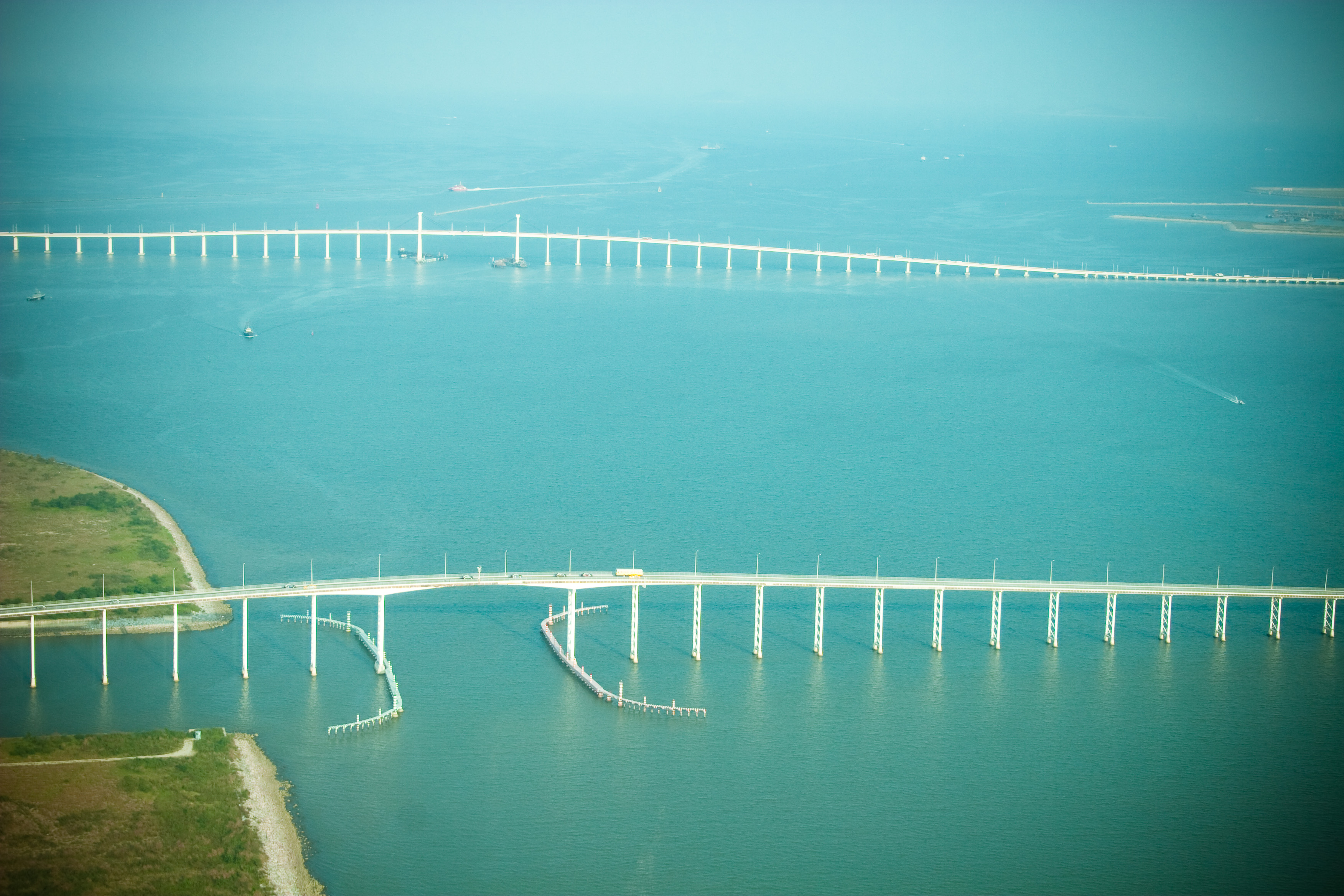
Мосты Макао
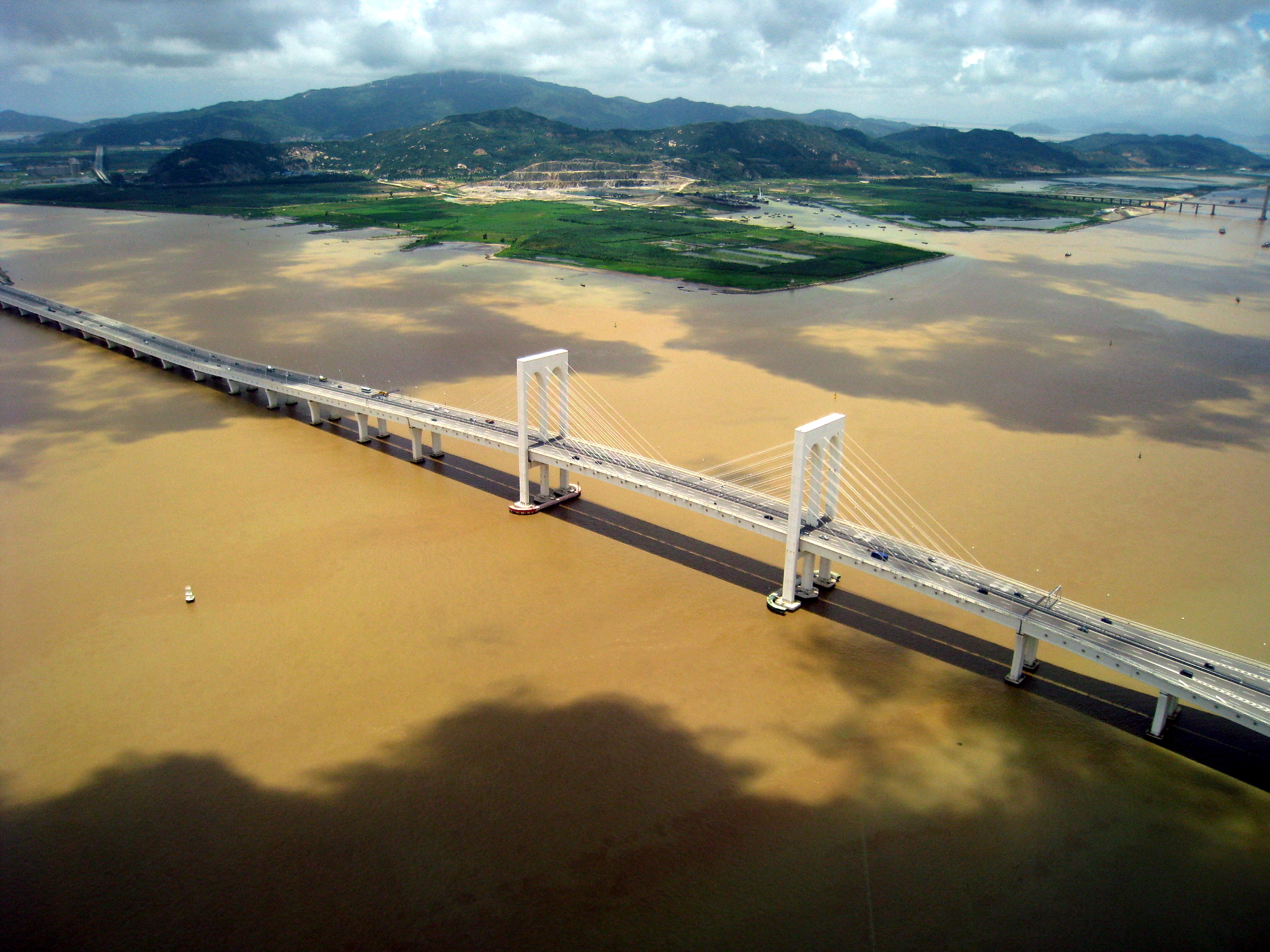
Ponte de Sai Van
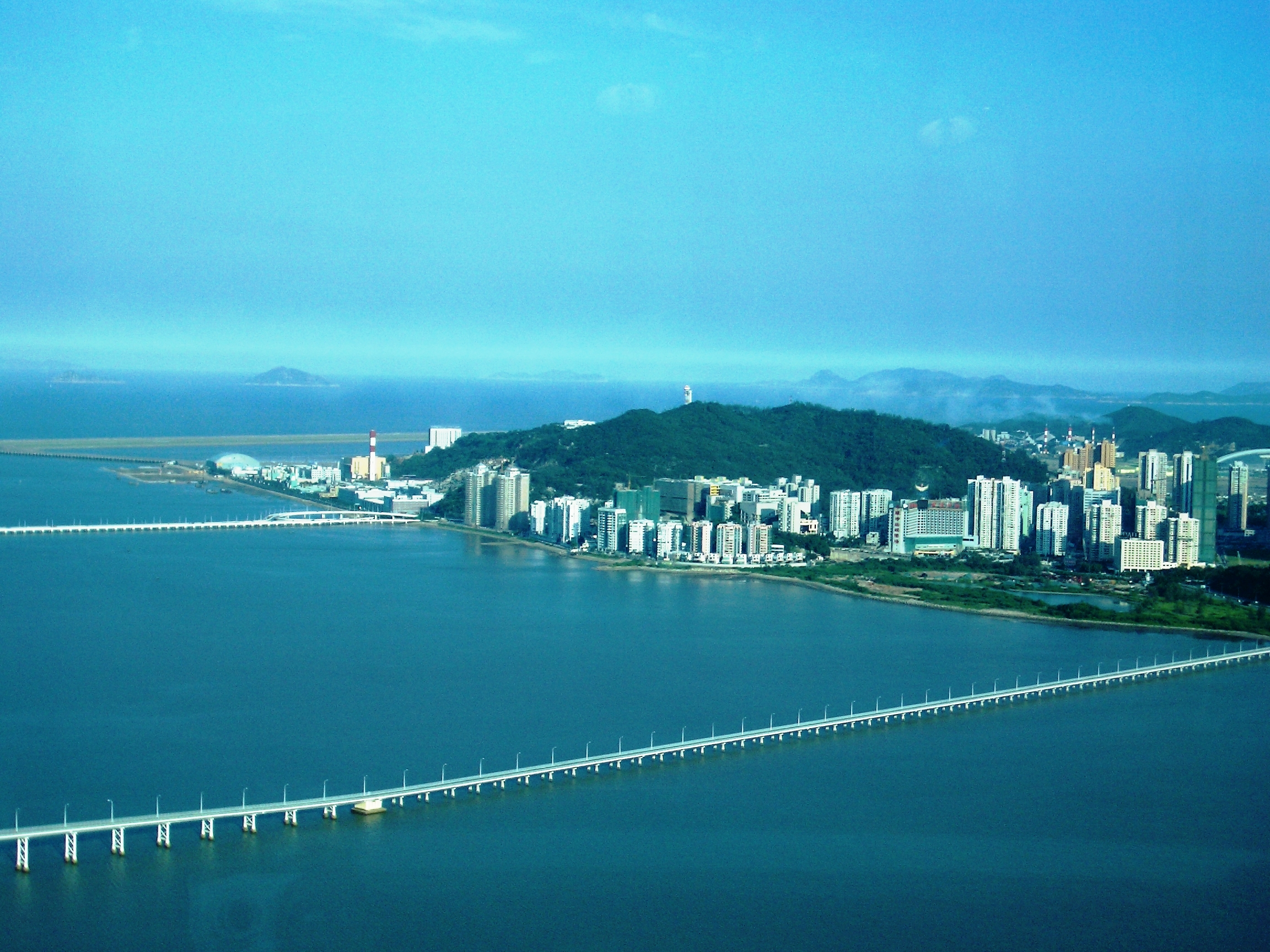
Мосты Макао
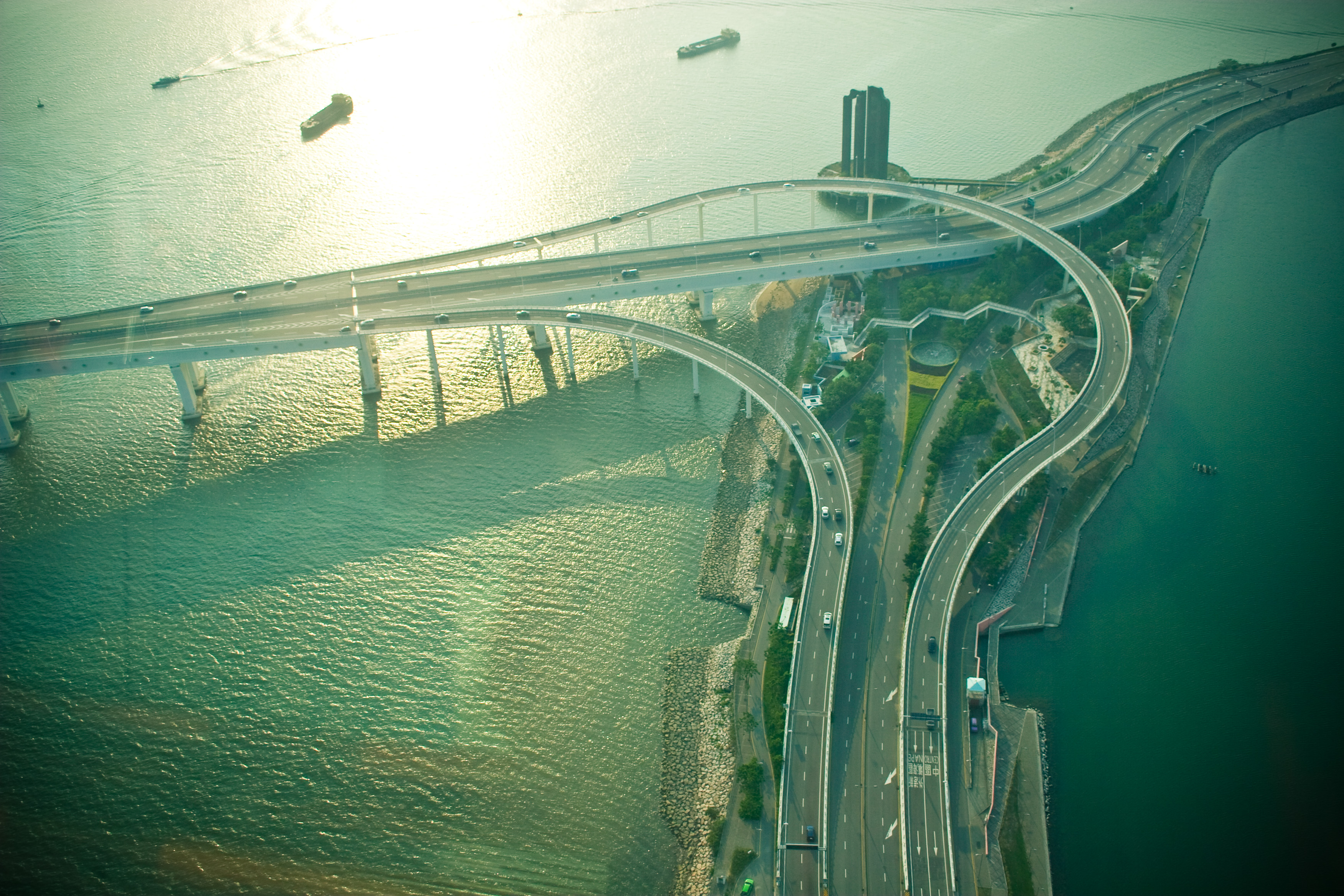
Мосты Макао
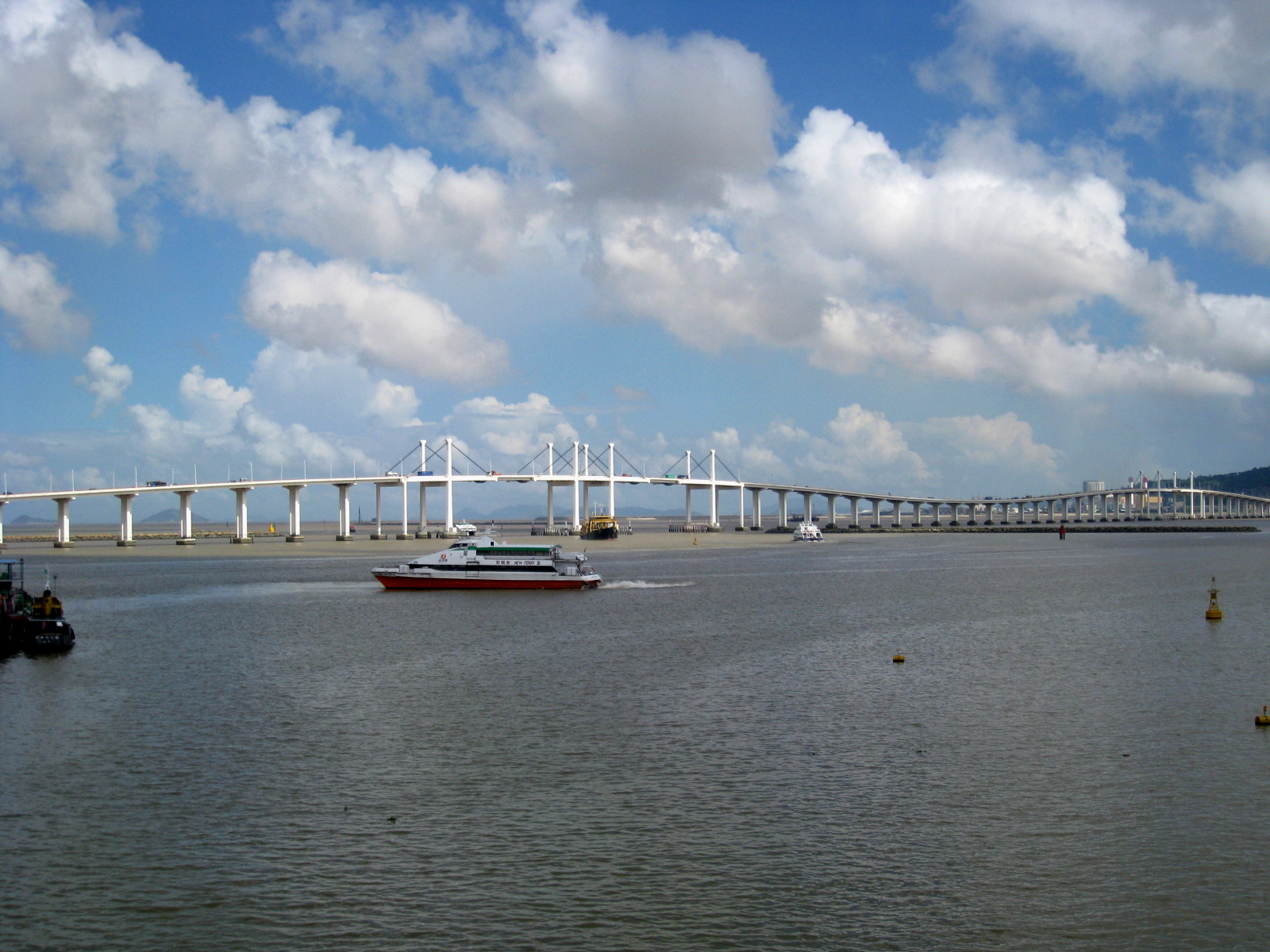
Ponte de Amizade
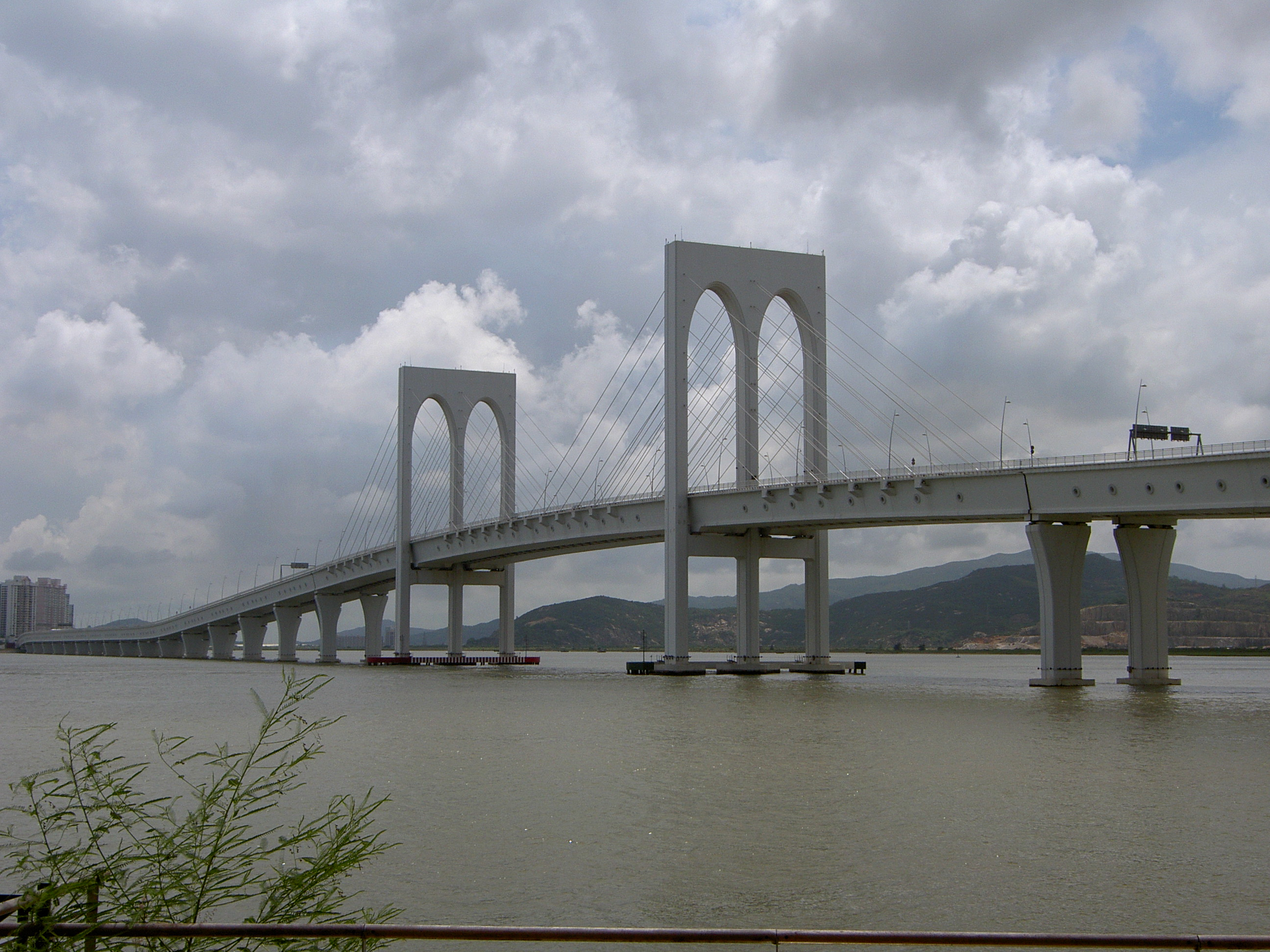
Ponte de Sai Van

### Приход Богоматери Кармель
Приход Богоматери Кармель (Freguesia de Nossa Senhora do Carmo) занимает остров Тайпа. До XVIII века Тайпа представляла собой два острова, разделенных каналом, который впоследствии заилился и был засыпан крестьянами. Площадь — 7,4 кв. км, население — 77 тыс. человек. Сегодня Тайпа — растущий жилой район преимущественно высотной застройки (среди нескольких небольших предприятий выделяется мусороперерабатывающий завод). В восточной части находится построенный в 1995 году на отвоеванной у моря территории Международный аэропорт Макао (в комплекс аэропорта входят отели, магазины, рестораны, почтовые и банковские отделения, а также расположенный рядом паромный терминал Тайпы). Главные достопримечательности:
- Ипподром Macau Jockey Club[74].
- Олимпийский комплекс Макао — крупнейший спорткомплекс города, включающий два стадиона, комплекс бассейнов, хоккейный центр и теннисные корты (построен в 1995 году, реконструирован в 2005 году)[75].
- Музей домов Тайпы, состоящий из пяти старинных особняков в колониальном стиле (открыт в 1999 году)[76][77][78].
- Музей истории Тайпы и Колоана, открывшийся в 2006 году.
- 38-этажный отель-казино Altira Macau, открывшийся в 2007 году — самое высокое здание Тайпы (160 м)[79].
- Отель-казино New Century Hotel.
- Буддийские храмы Поу-Тай-Ун, Тин-Хау, Сам-По, Кун-Ям-Тонг и Кун-Ям.
- Статуя четырехликого Будды, привезенная из Таиланда в 1995 году.
- Даосский храм Пак-Тай.
- Католическая церковь Богоматери Кармель, построенная в 1885 году на вершине небольшого холма[80].
- Пешеходная торговая улица Rua do Cunha в старом центре Тайпы (Vila da Taipa) — застроена магазинами традиционных пищевых продуктов и сувениров, а также многочисленными ресторанами[81].
- Городской университет Макао — крупнейший вуз города, основанный в 1981 году[82].
- Форт Тайпы.
- Объединённое китайское кладбище.
- Холм Тайпа-Гранде, на вершину которого ведёт фуникулёр.
- Центральный парк Тайпы.

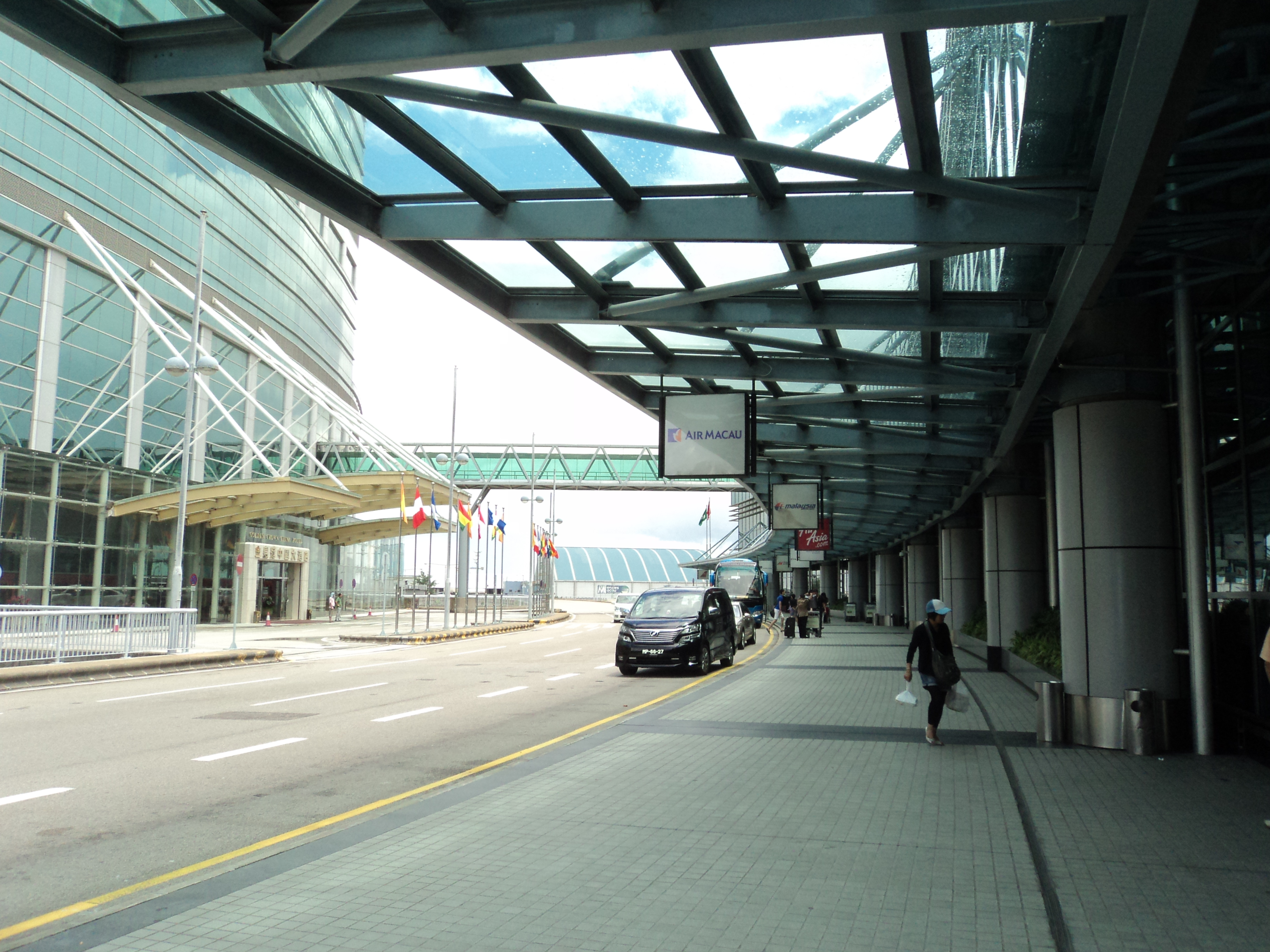
Аэропорт
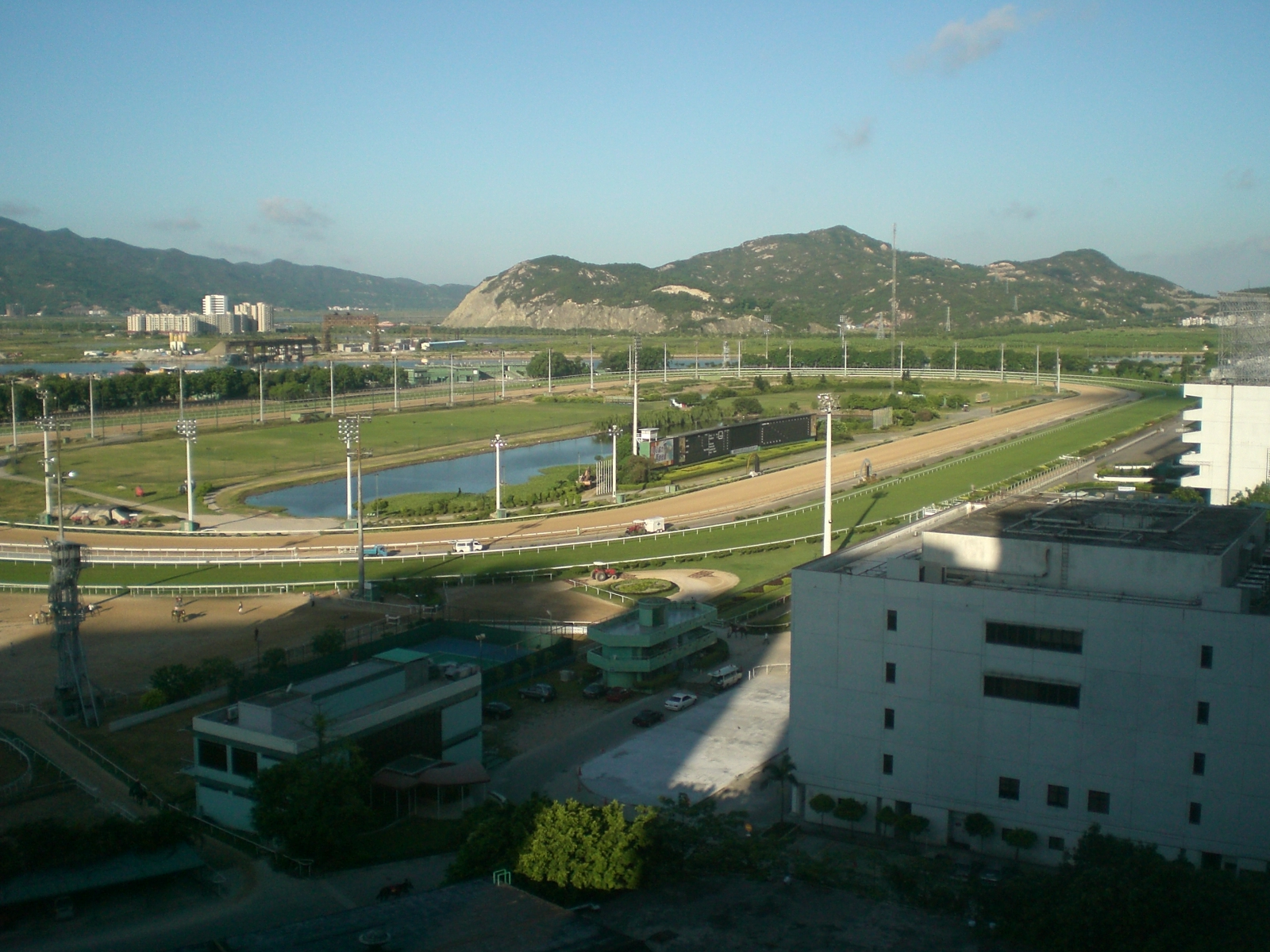
Macau Jockey Club
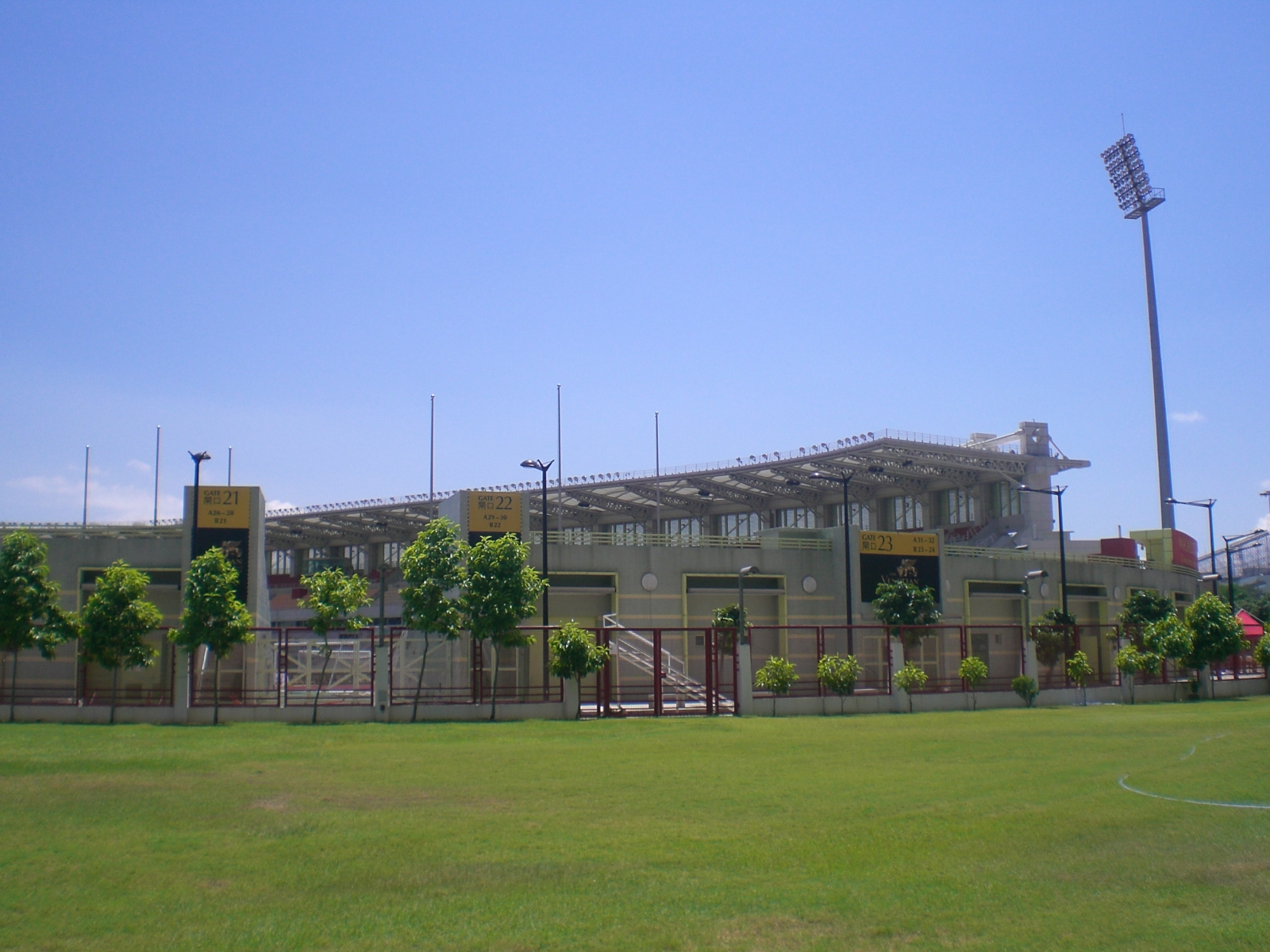
Олимпийский комплекс Макао
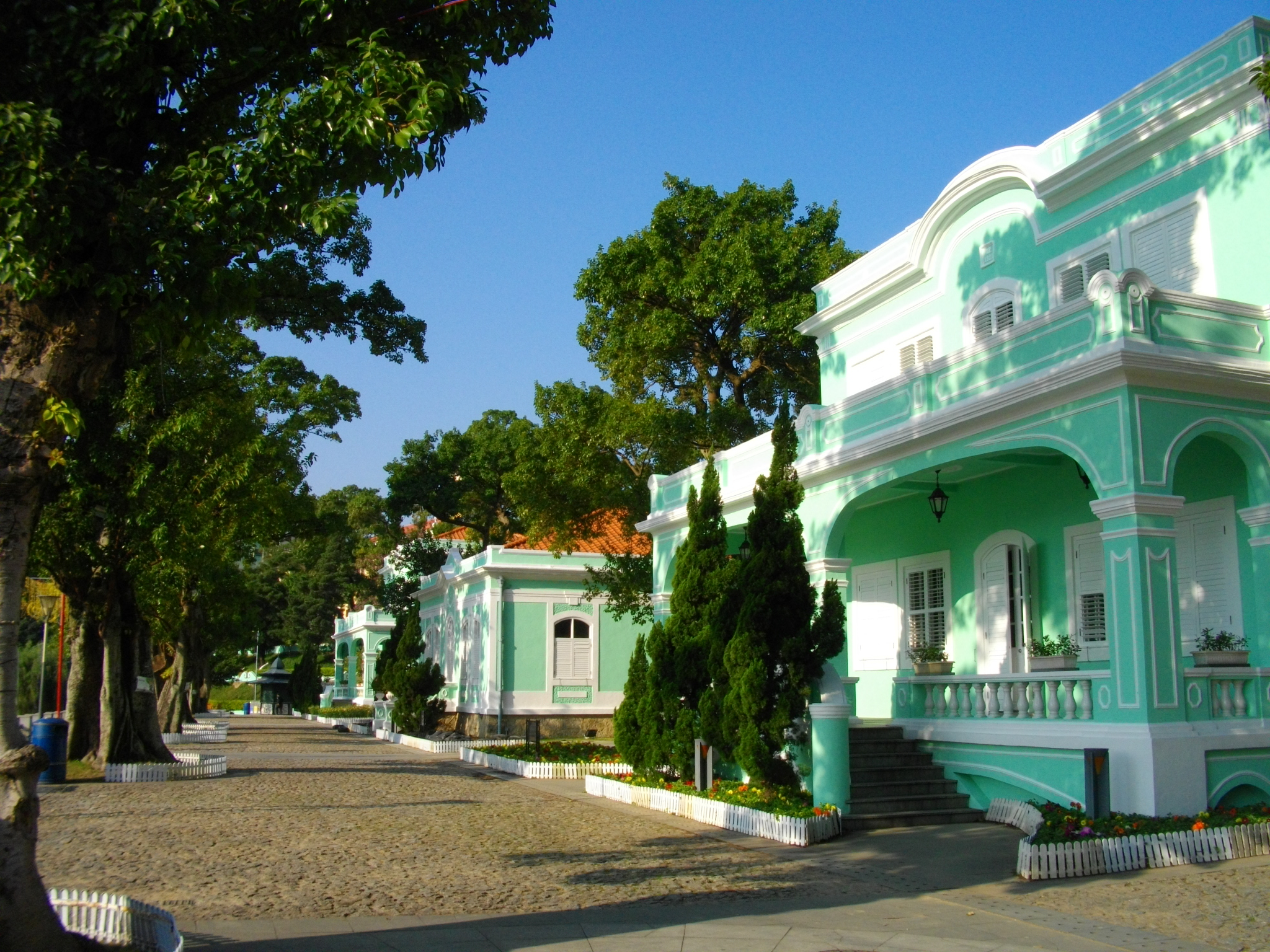
Музей домов
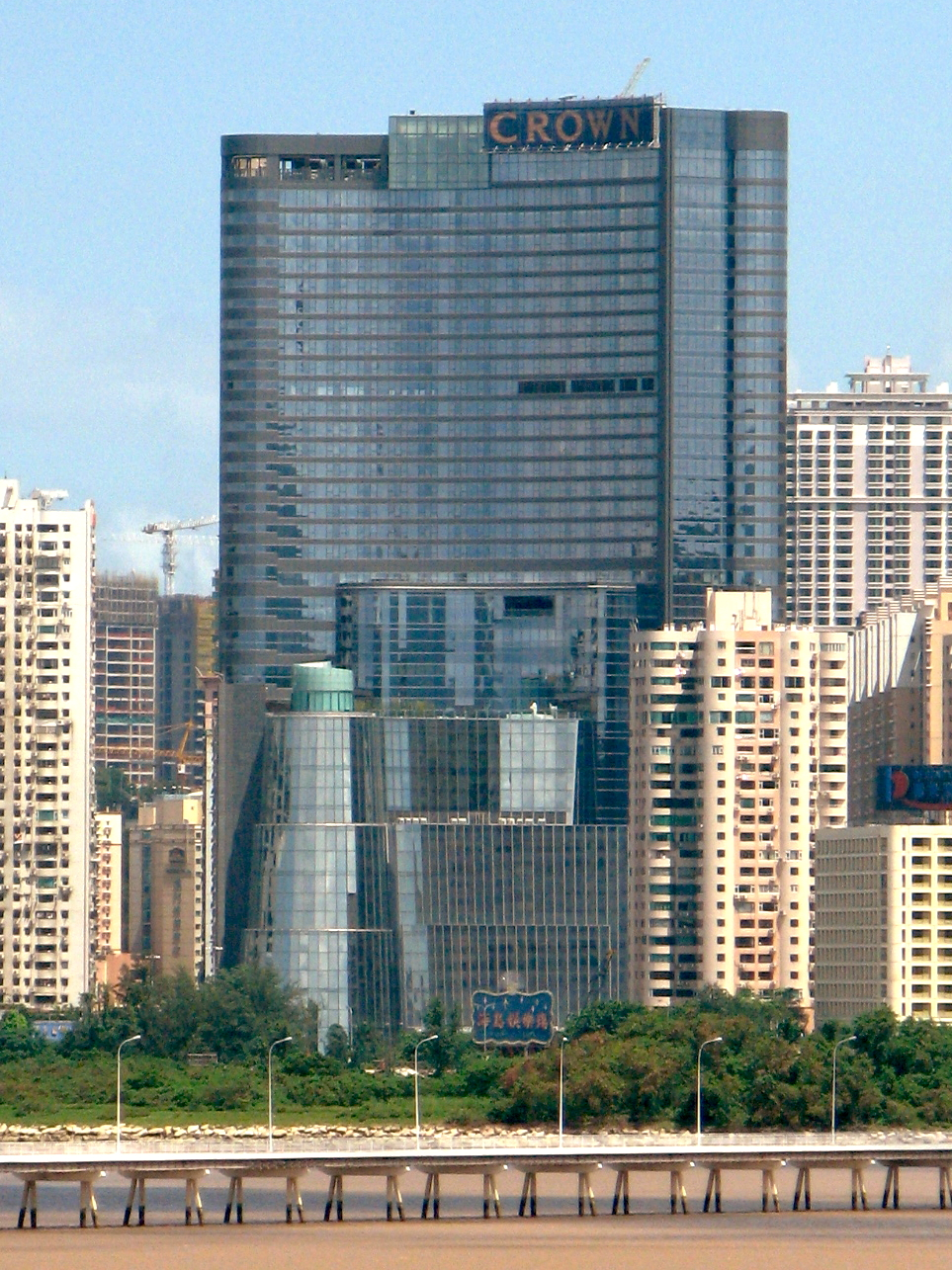
Altira Macau
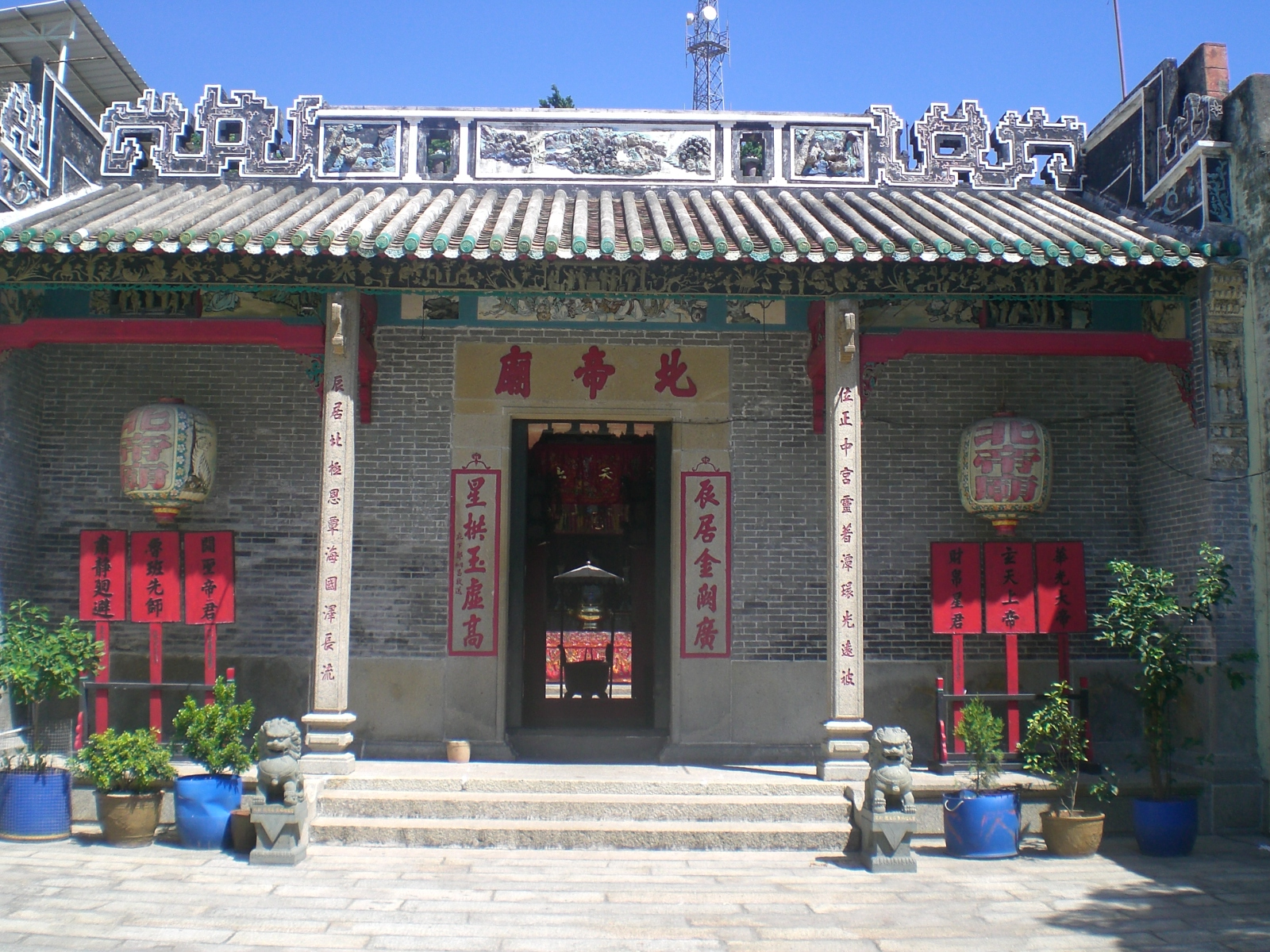
Храм Пак-Тай
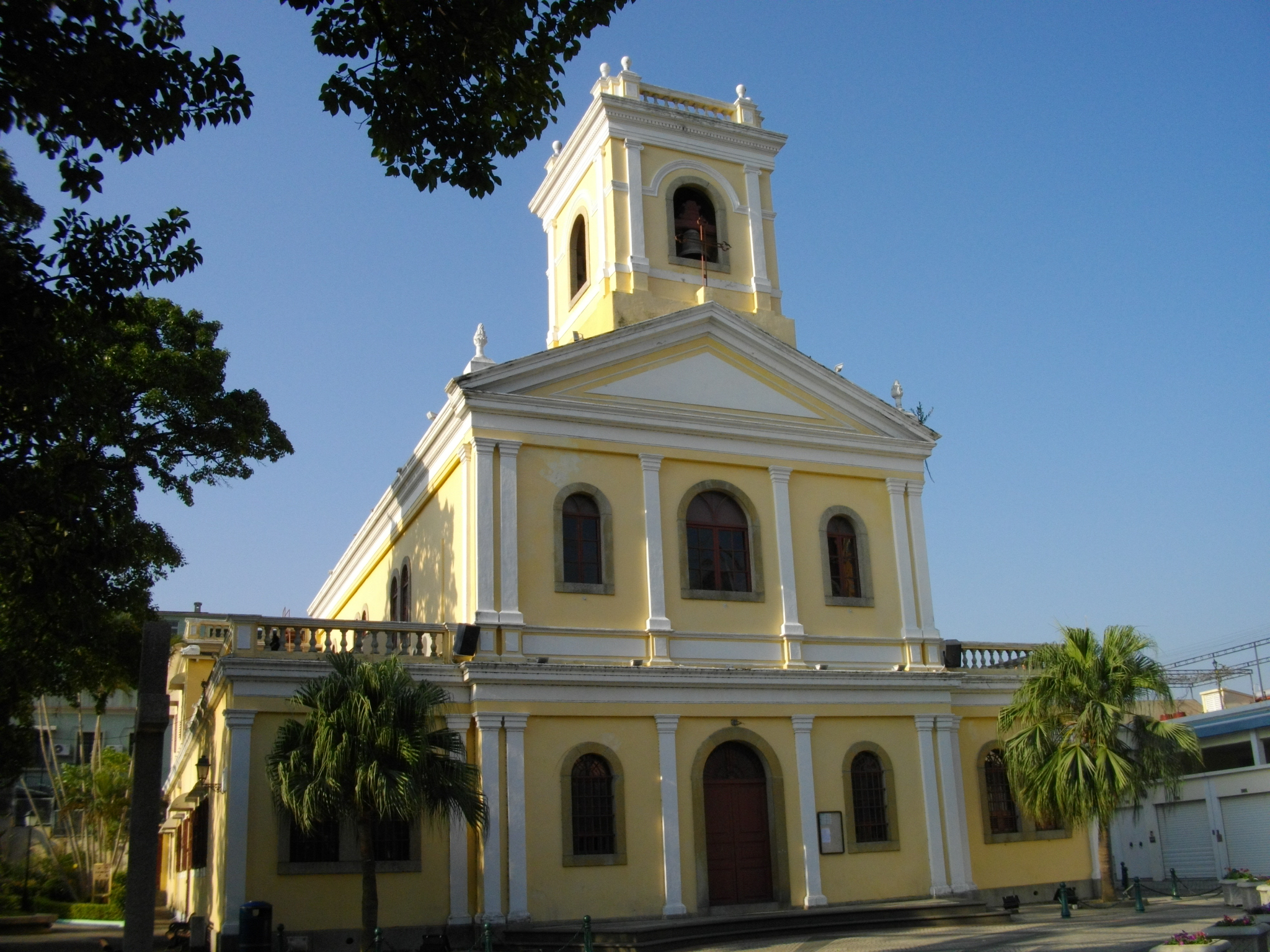
Церковь Богоматери Кармель
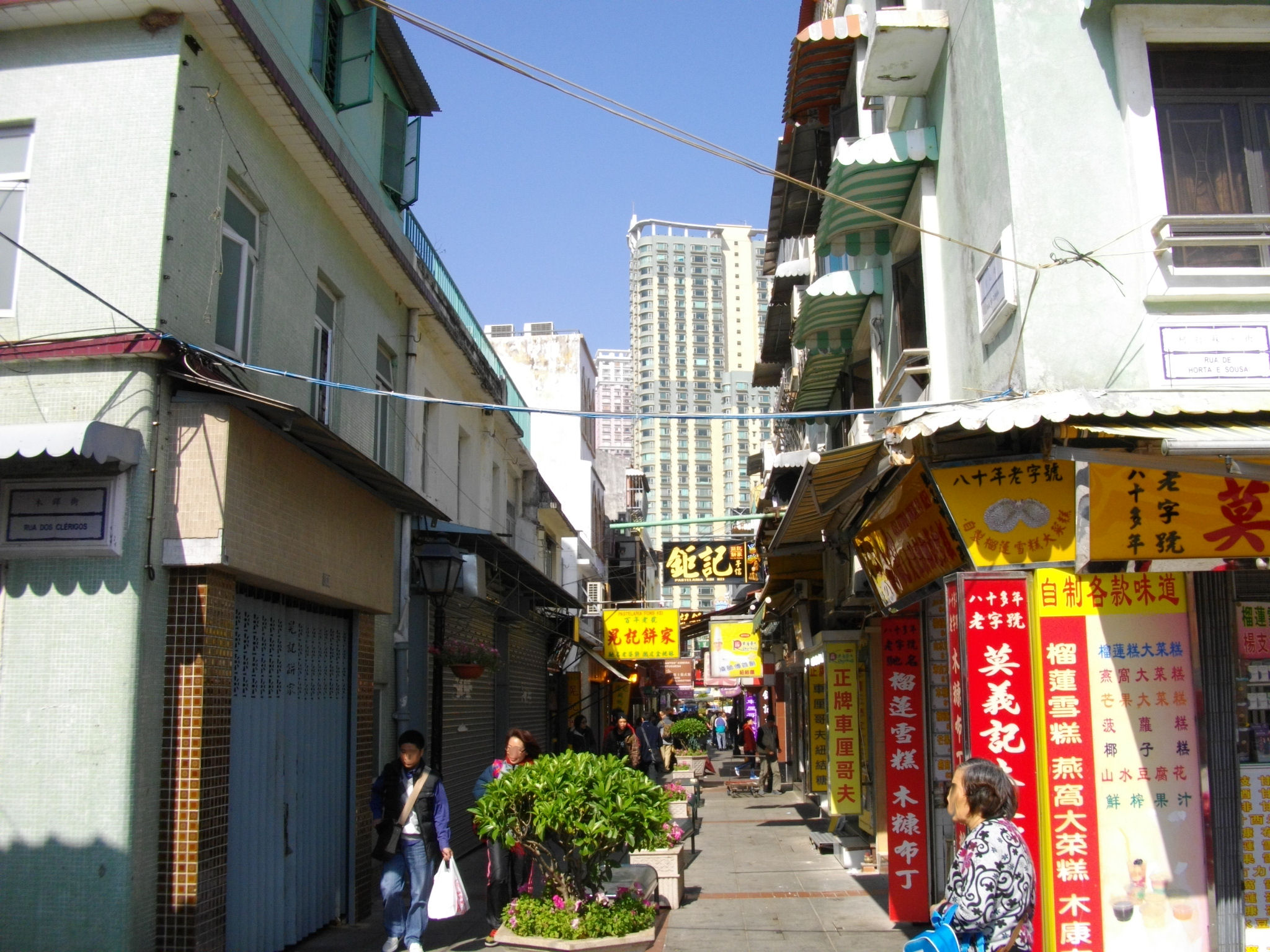
Rua do Cunha
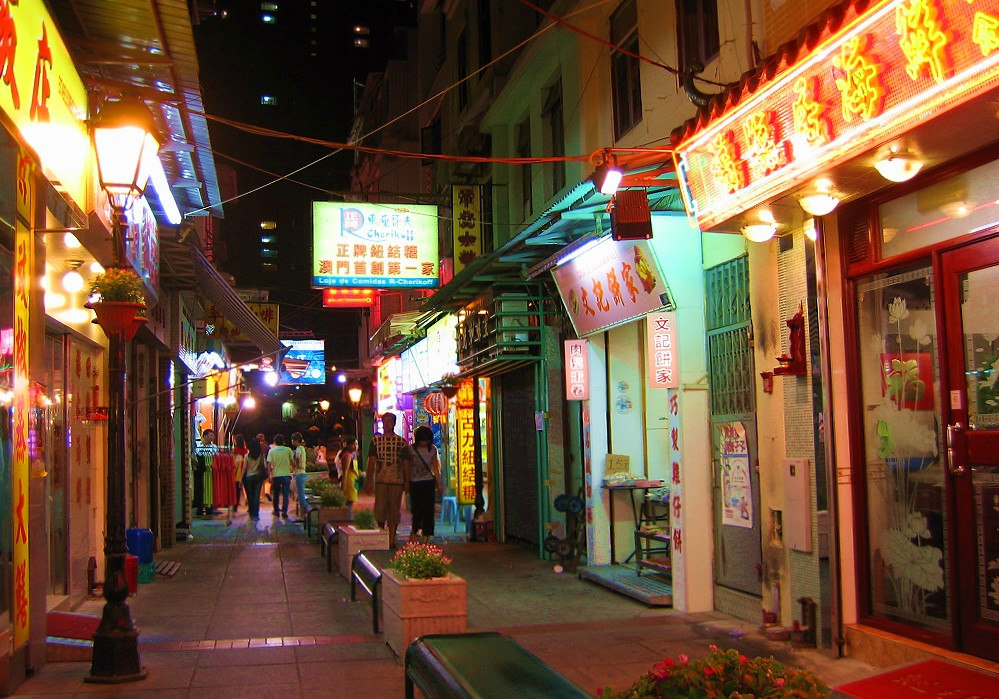
Rua do Cunha
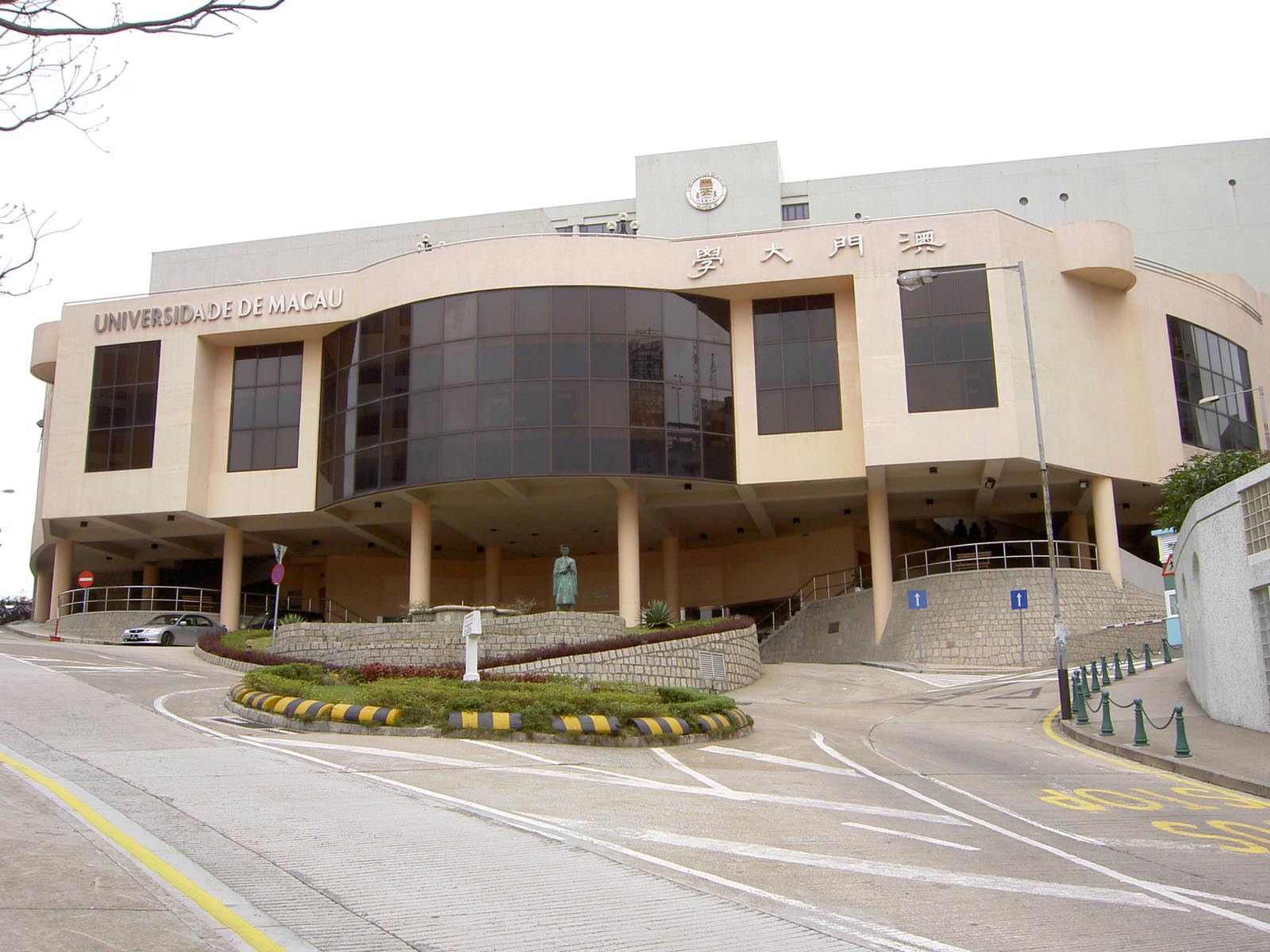
Университет Макао
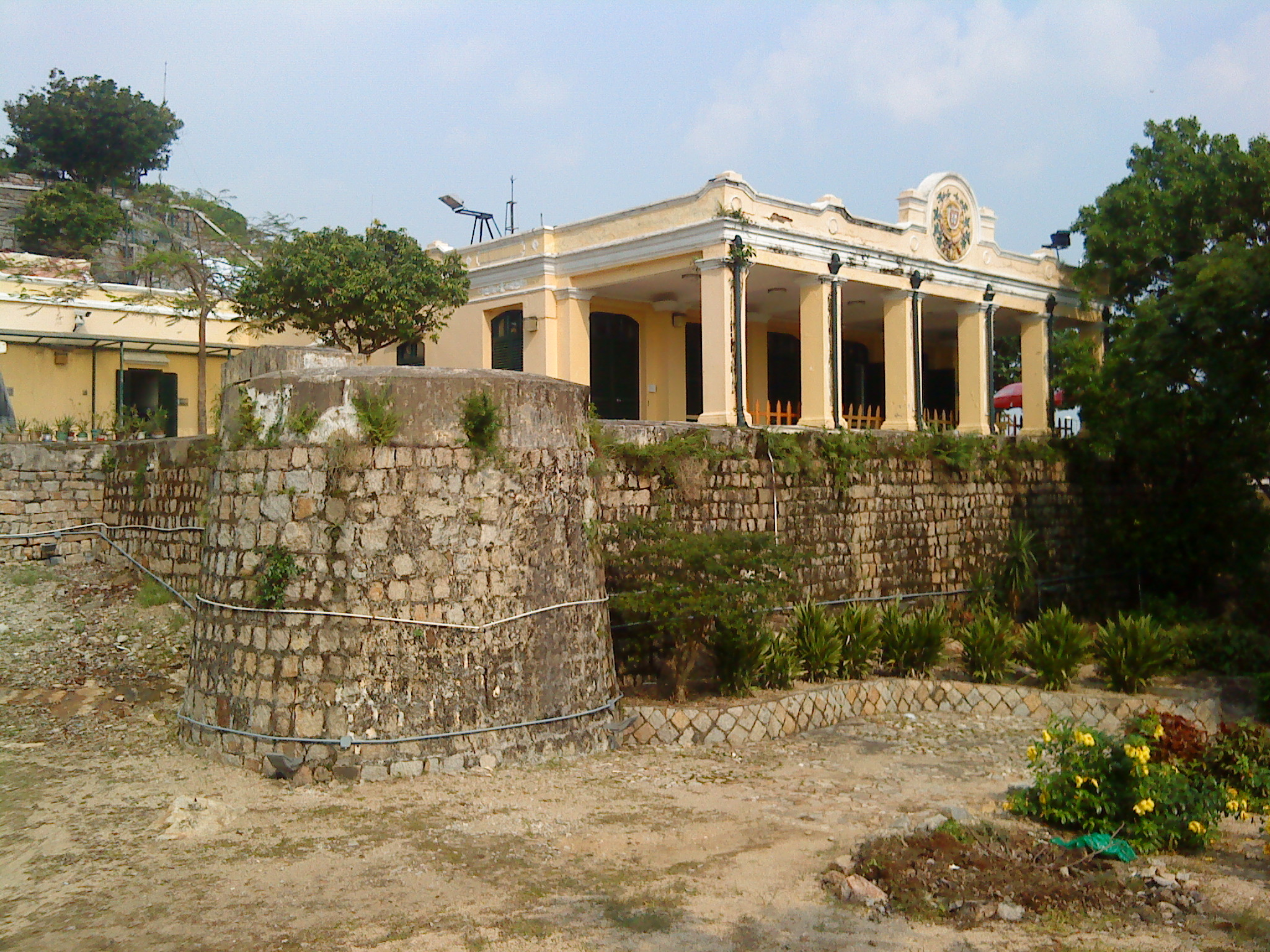
Форт Тайпы
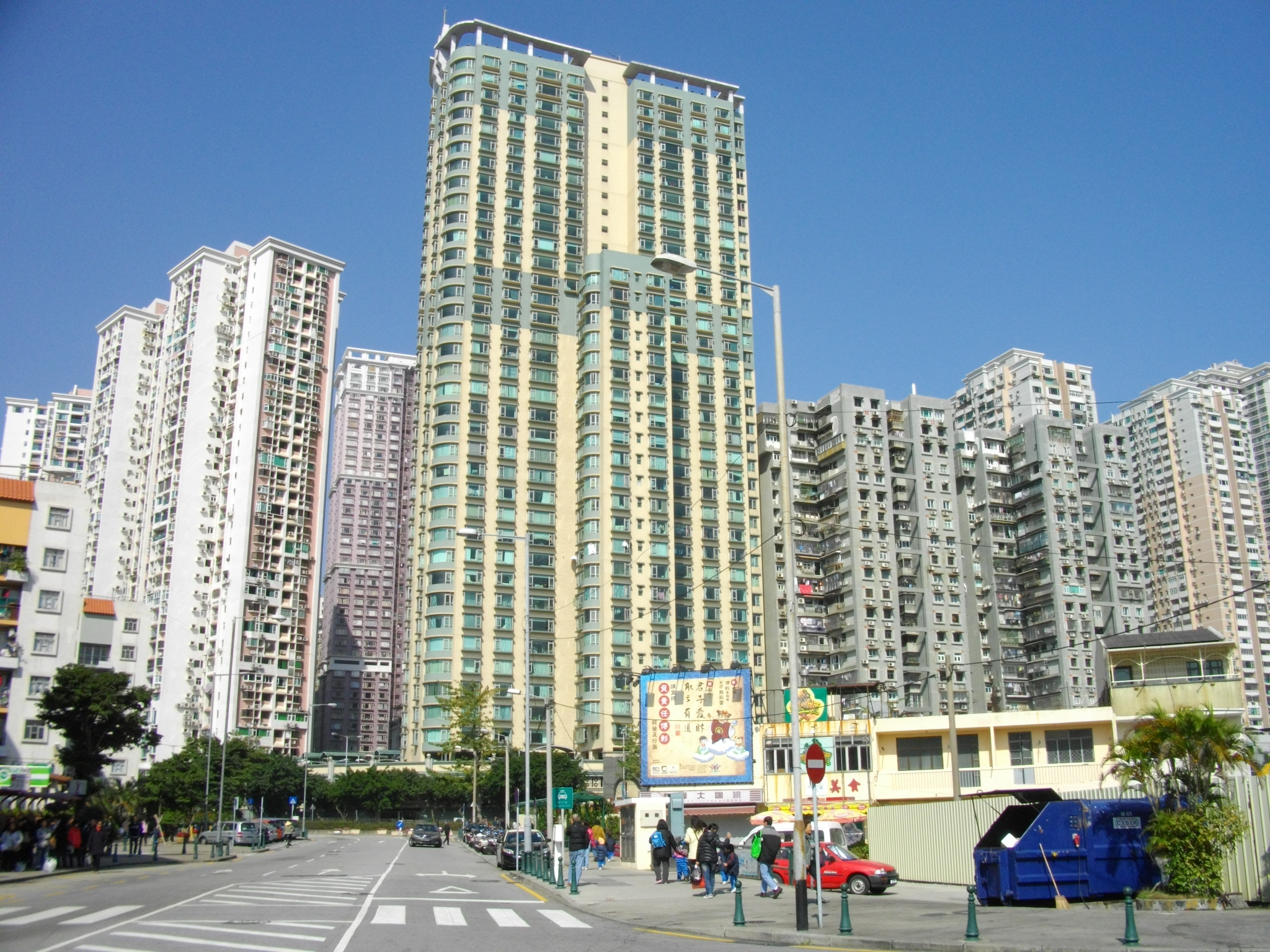
Тайпа

### Зона Котай
Зона Котай (Zona do Aterro de Cotai) занимает территорию между островами Тайпа и Колоан. Первоначально они были соединены небольшим перешейком, построенным в 1968—1969 годах, но в результате масштабного осушения моря, начавшегося в конце 1990-х годов, острова фактически слились между собой. Возникшие земли с 2003 года стали застраиваться казино и отелями. Название Котай образовалось из первых слогов слов Колоан и Тайпа (также район известен как Котай Стрип — от имени главного бульвара Лас-Вегаса). Площадь — 5,5 кв. км. Главные достопримечательности:
- Отель-казино Grand Waldo Hotel — открылся в 2006 году — первое игорное заведение, начавшее работу в районе Котай[83].
- Комплекс Broadway Macau, включающий отель, торговый центр, кинотеатр и рестораны.
- Комплекс Galaxy Macau Resort, включающий отели-казино Galaxy Hotel, The Ritz-Carlton, Hotel Okura Macau, Banyan Tree Macau и JW Marriott Hotel Macau, а также магазины, рестораны, кинотеатр UA Galaxy Cinemas и искусственный пляж (открылся в 2011 году)[84][85].
- Отель-казино The Venetian Macao — 39-этажный комплекс (225 м) открылся в 2007 году, является крупнейшим казино в мире, в его состав также входят спортивная арена, выставочный центр, театр и магазины[86][87][88].
- Комплекс The Plaza Macao, включающий отель Four Seasons Macau и торговый центр (открылся в 2008 году)[89].
- Отель-казино The Parisian Macao, открывшийся в 2016 году.
- Комплекс Studio City Macau, включающий отель, магазины, рестораны и аттракционы.
- Комплекс City of Dreams, включающий отели-казино Morpheus, Nüwa, The Countdown и две башни Grand Hyatt Macau, а также торговый центр The Boulevard, два театра, ночной клуб Cubic, рестораны и бары (открылся в 2009 году)[90]. В одном из театров комплекса проходит масштабное водное шоу «Дом танцующей воды» (The House of Dancing Water)[91].
- Комплекс Sands Cotai Central, включающий отели-казино The St. Regis Macao, Holiday Inn Macao, Conrad Macao и Sheraton Grand Macao, а также казино Pacific Gaming, Sands Cotai Theatre, парк развлечений, магазины, рестораны и конференц-залы (открылся в 2012 году)[92][93].
- Отель-казино Wynn Palace, открывшийся в 2016 году (в состав комплекса входят аквапарк и торговая галерея).
- Отель-казино MGM Cotai, открывшийся в 2018 году.
- Отель-казино Grand Lisboa Palace.
- Многоцелевой спорткомплекс Macau East Asian Games Dome, построенный в 2005 году[94].
- Гольф-клуб Caesars Golf Macao.
- Гоночная трасса для картинга.
- Научно-технологический университет Макао, основанный в 2000 году[95].
- Госпиталь Научно-технологического университета Макао, открытый в 2006 году[96].

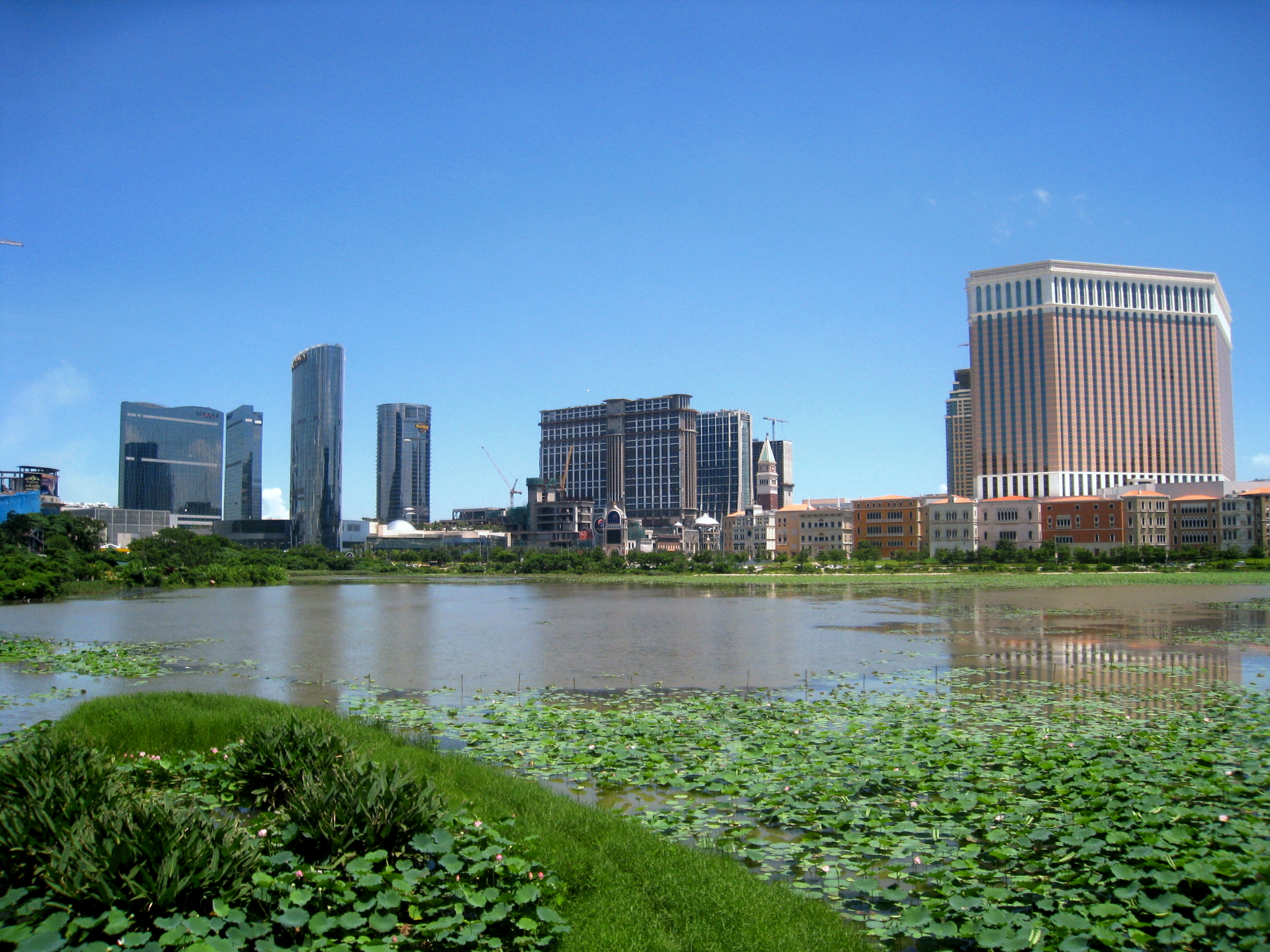
Котай
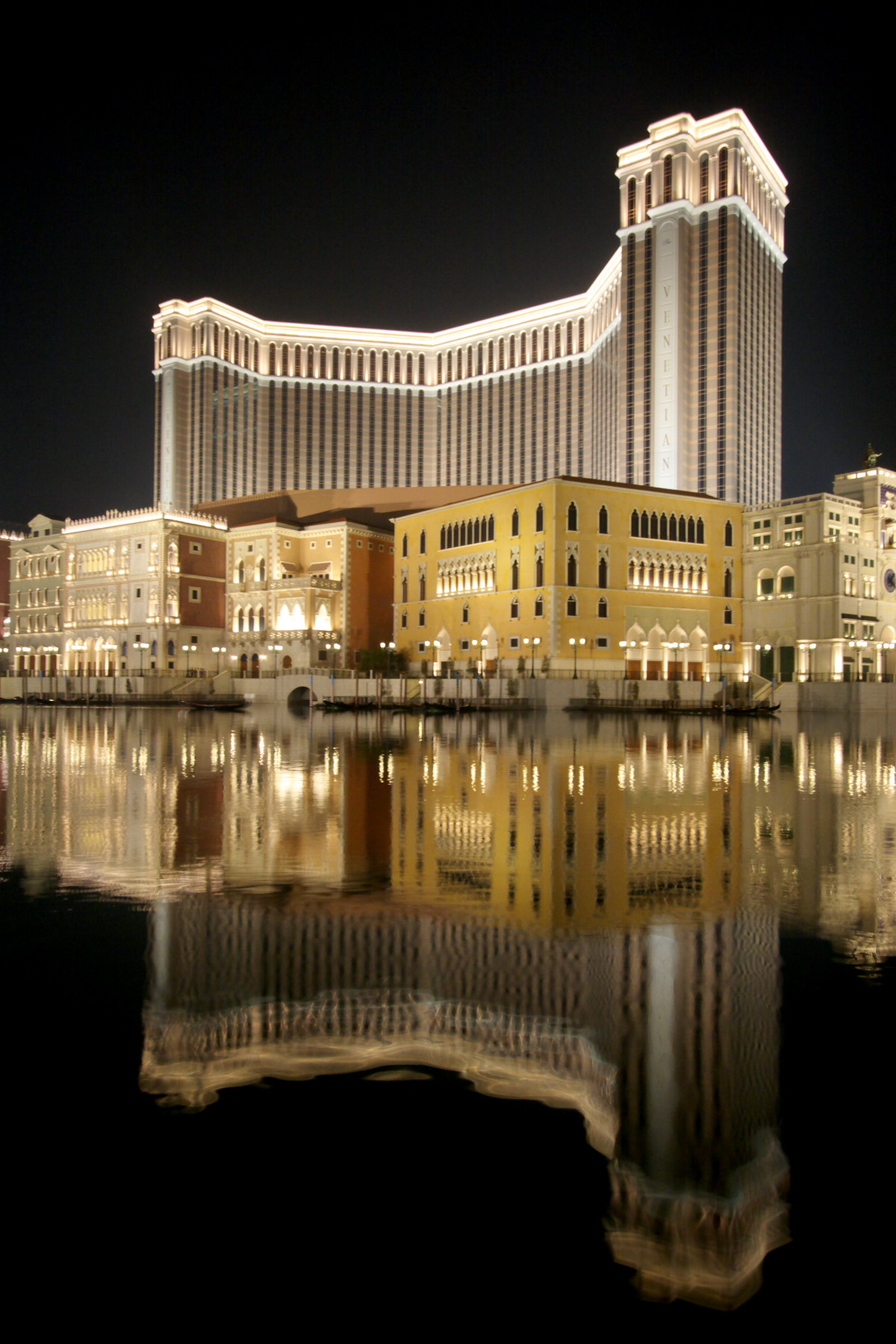
The Venetian Macao
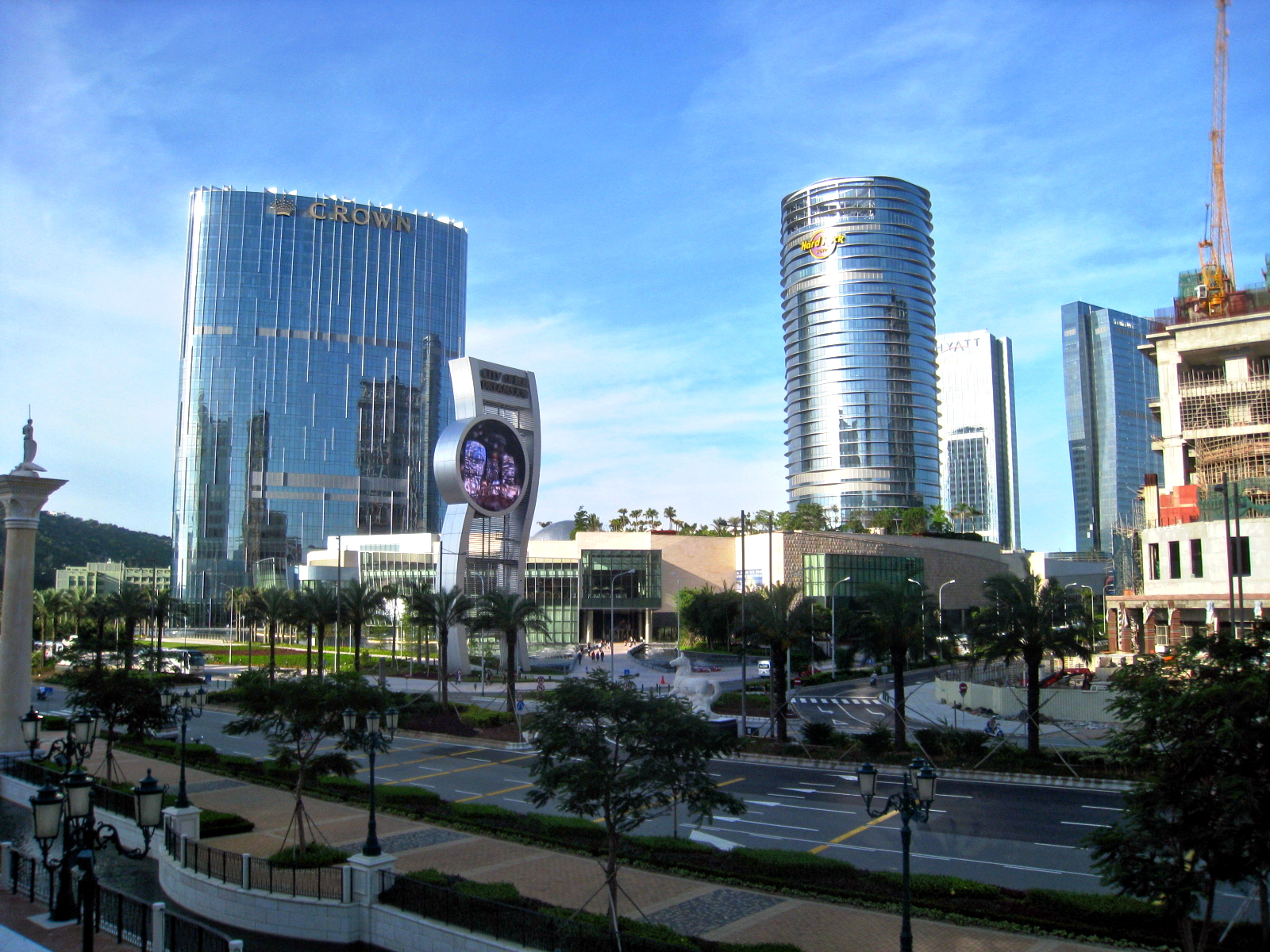
City of Dreams
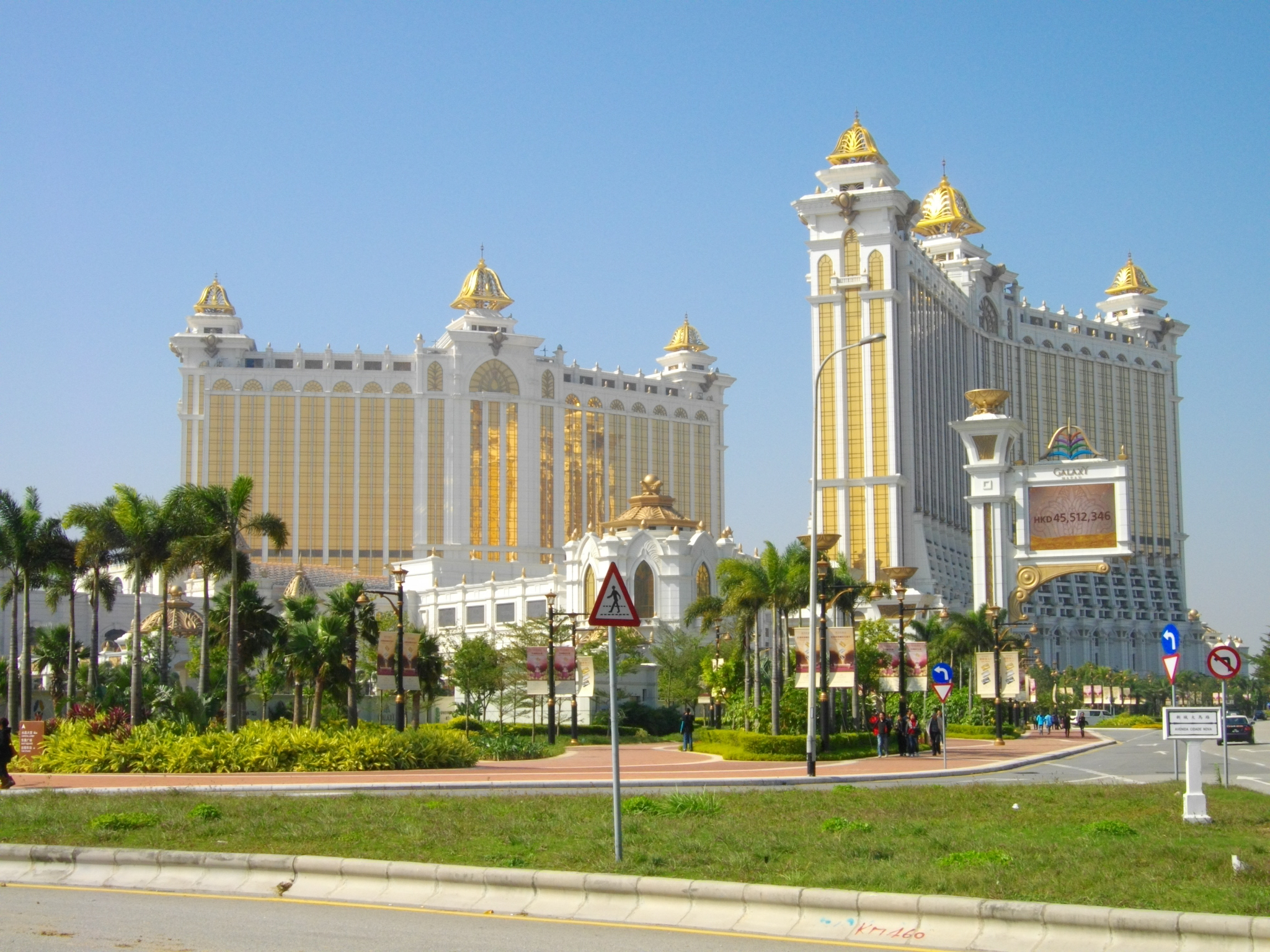
Galaxy Macau
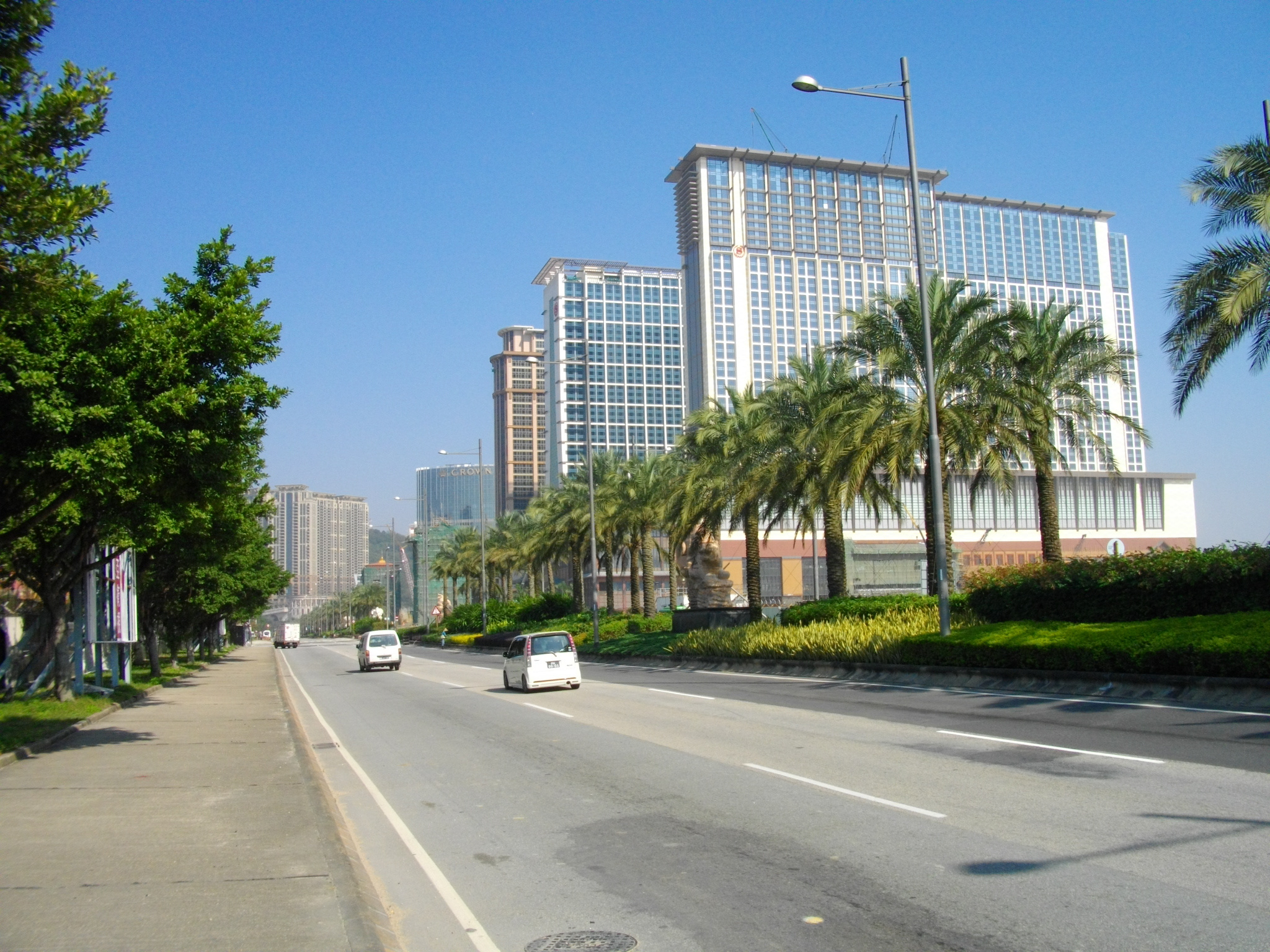
Sands Cotai Central
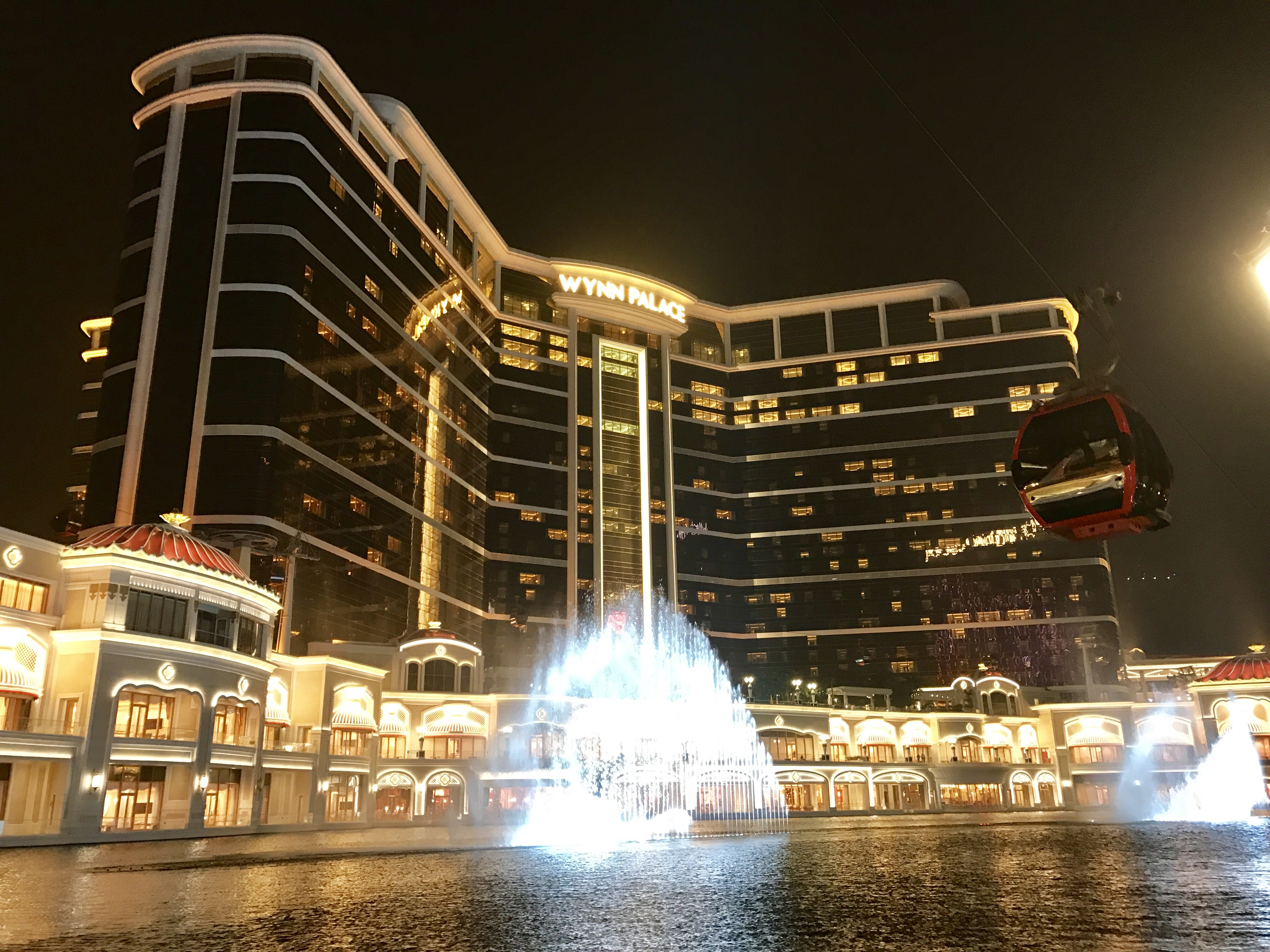
Wynn Palace
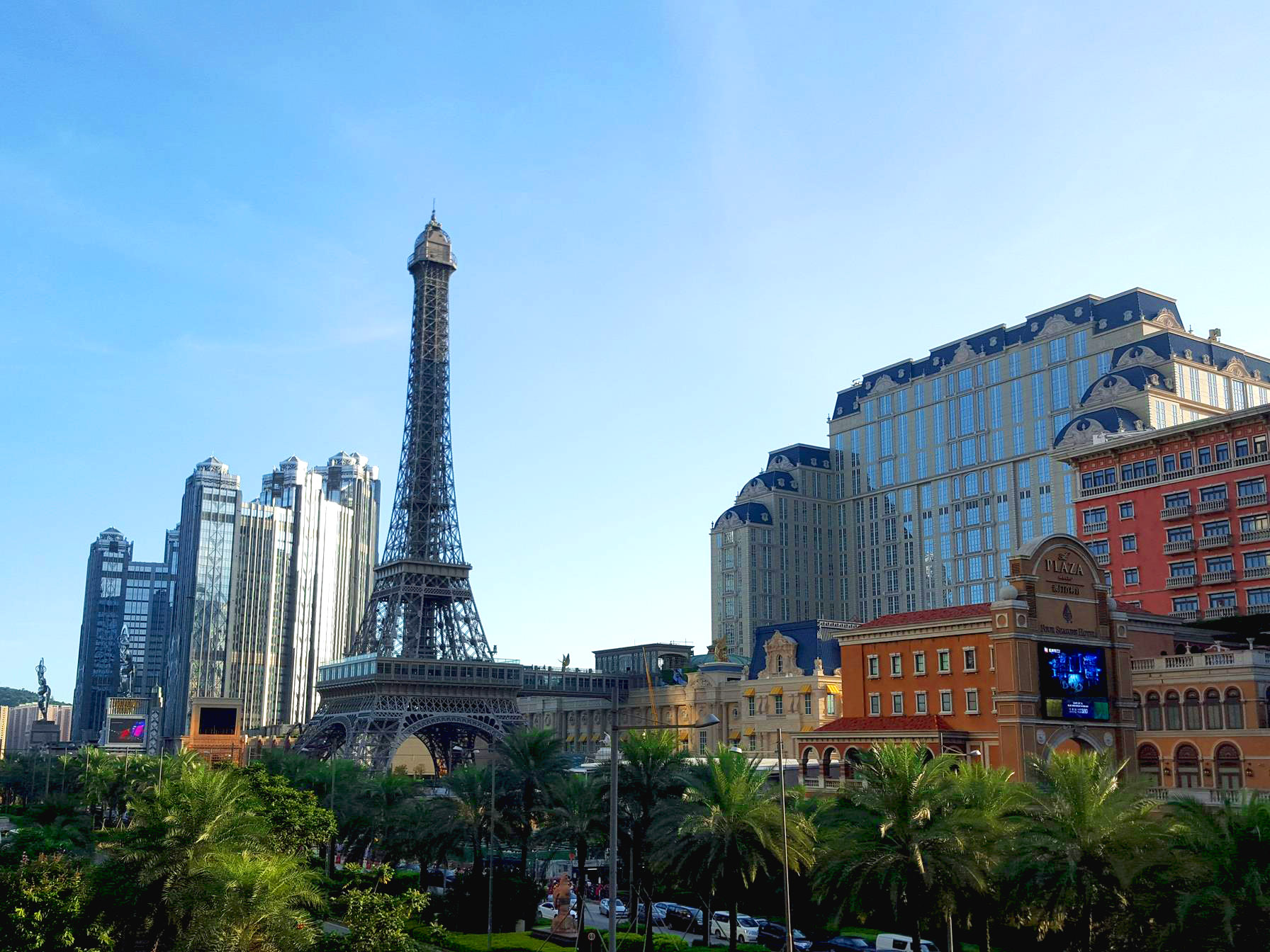
The Parisian
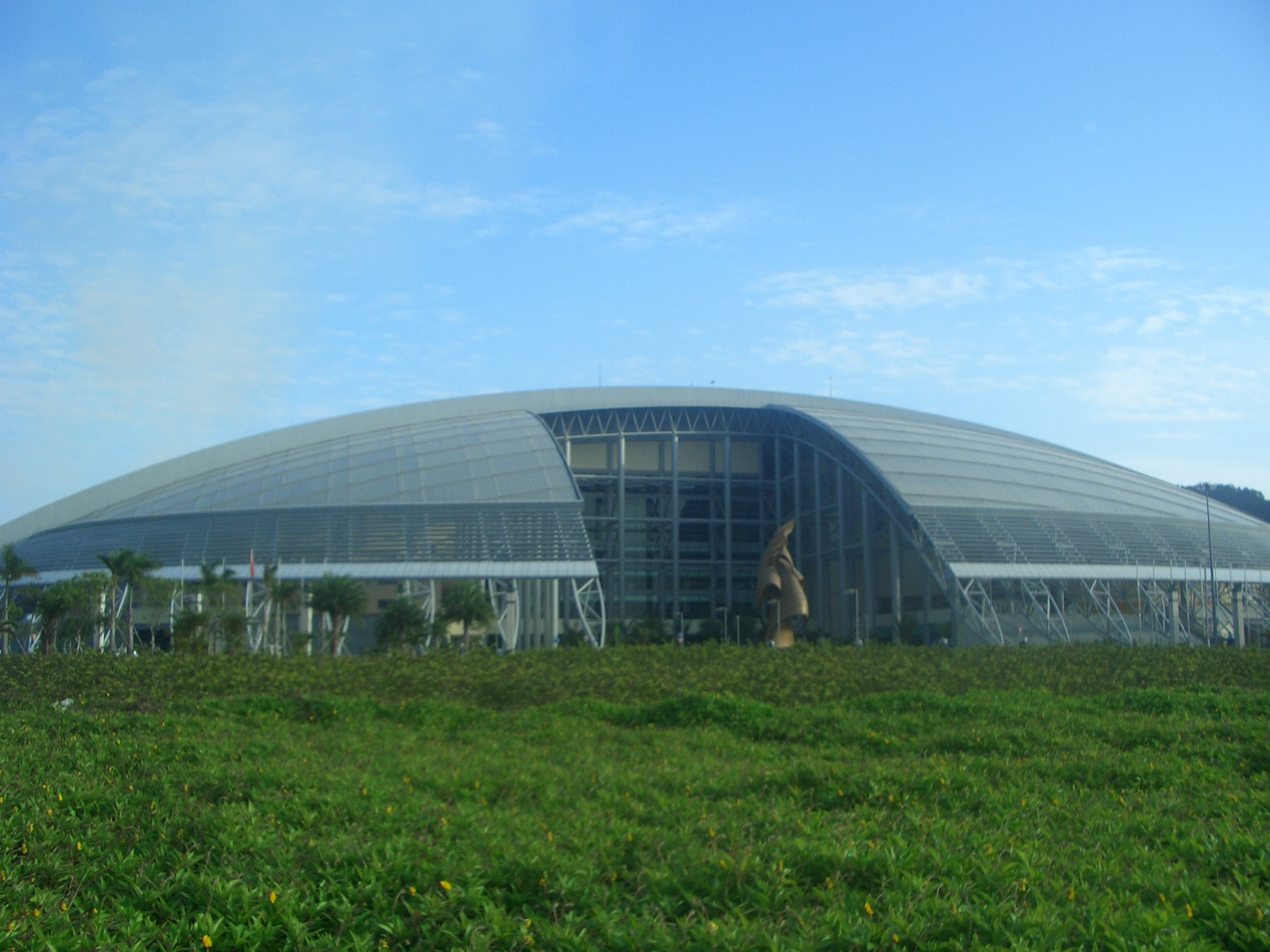
Macau East Asian Games Dome

### Приход Святого Франциска Ксаверия
Приход Святого Франциска Ксаверия (Freguesia de São Francisco Xavier) занимает остров Колоан. Площадь — 7,6 кв. км. В центральной и восточной части прихода расположена 171-метровая гора Alto de Coloane — наивысшая точка Макао. На северном побережье находится порт, включающий контейнерный и нефтяной терминалы, на юго-восточном побережье — крупнейший естественный пляж города Hac Sa, на южном побережье — популярный пляж в заливе Cheoc Van. Главные достопримечательности:
- Старый район Vila de Coloane, протянувшийся от причалов на севере до храма Там-Кунг на юге (особенно популярна центральная площадь, вокруг которой расположены многочисленные рестораны и пекарни).
- Католическая часовня Святого Франциска Ксаверия, построенная в 1928 году на южном побережье острова, возле памятника, посвященного победе португальцев над пиратами в 1910 году (в ней хранятся некоторые из самых почитаемых христианских святынь Азии, в том числе останки священников, распятых в Нагасаки в 1597 году, и японских христиан, убитых во время восстания в Симабаре в 1637 году)[97].
- Католическая церковь Богоматери Скорбящей (построена в 1966 году для больных проказой)[98].
- Буддийские храмы Тинь-Хау и Кунь-Ям.
- Даосский храм Там-Кун (1862).
- Большой парк Колоан, на территории которого расположены гора Alto de Coloane, зоны для пикников и рыбалки, туристические тропы, а также 20-метровая статуя А-Ма (1998), посвященная богине Мацзу.
- Пляж Hac Sa (или «Залив Черного Песка»), вдоль которого расположены отель Westin Resort Macau, несколько популярных ресторанов и одноименный парк.
- Парк Seac Pai Van, на территории которого расположены Павильон панд и Музей природы и сельского хозяйства[99].
- Комплекс One Oasis, включающий жилые апартаменты, отель, торговый центр и рестораны[100].

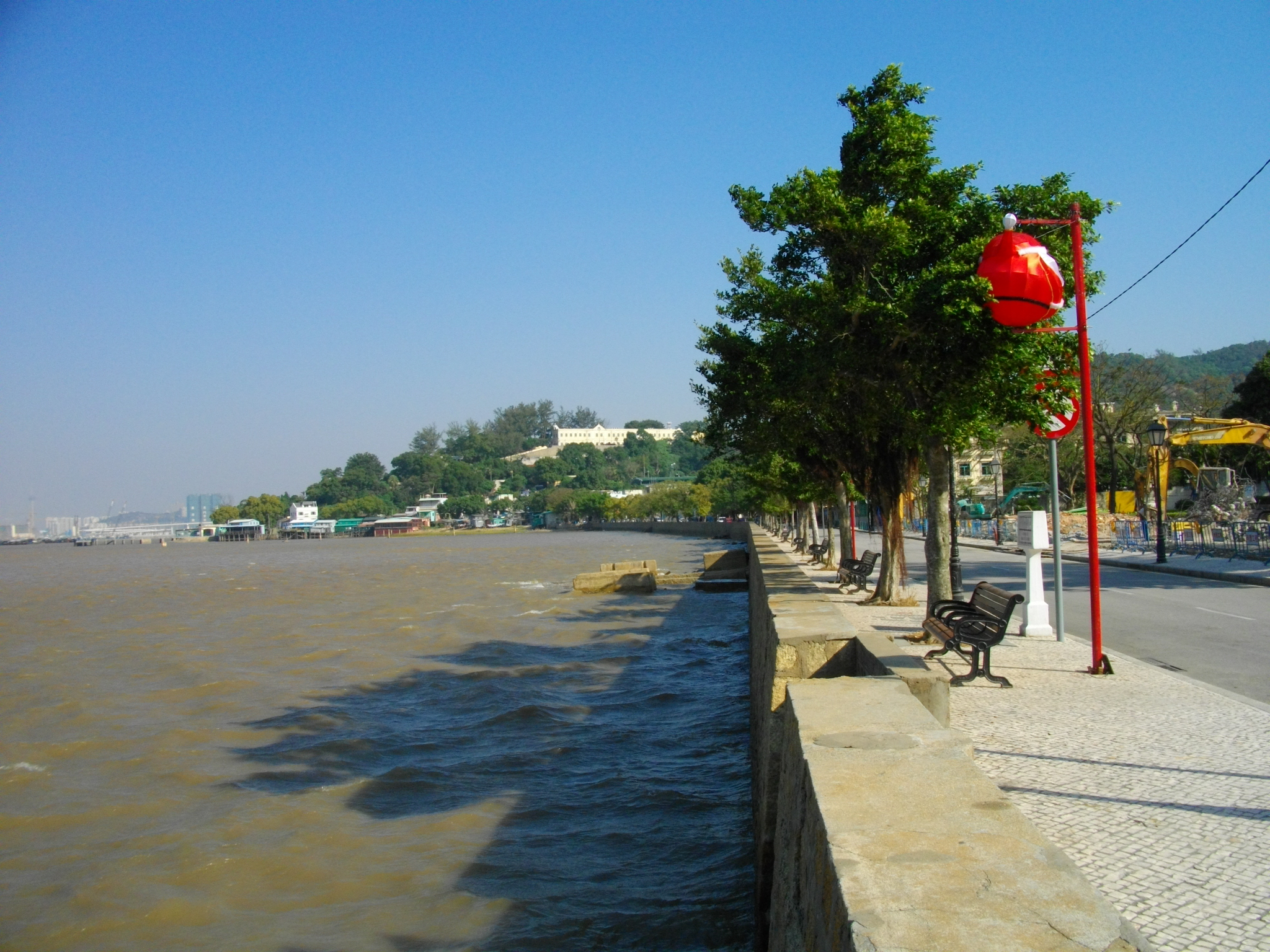
Набережная Колоана
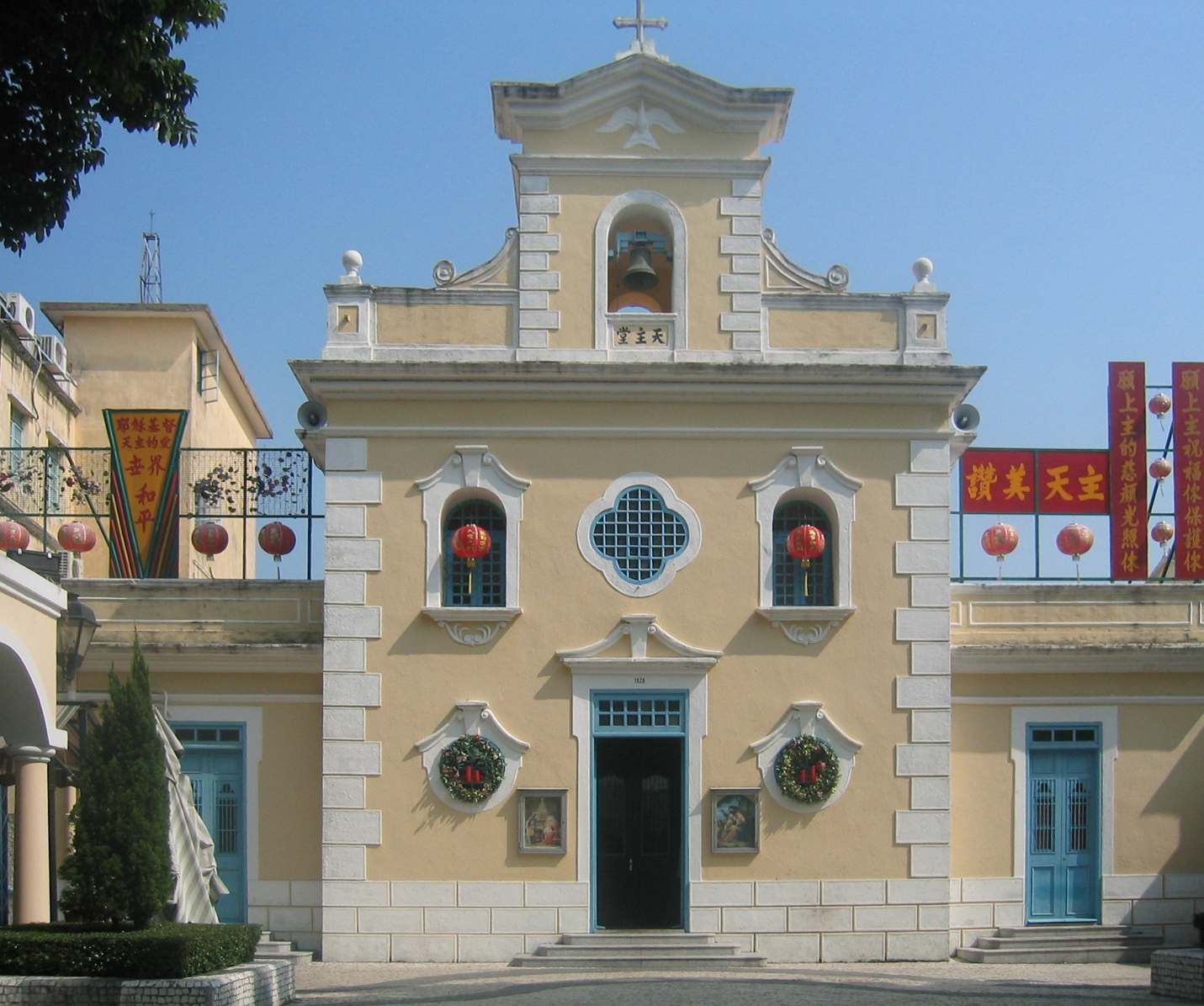
Часовня Св. Франциска
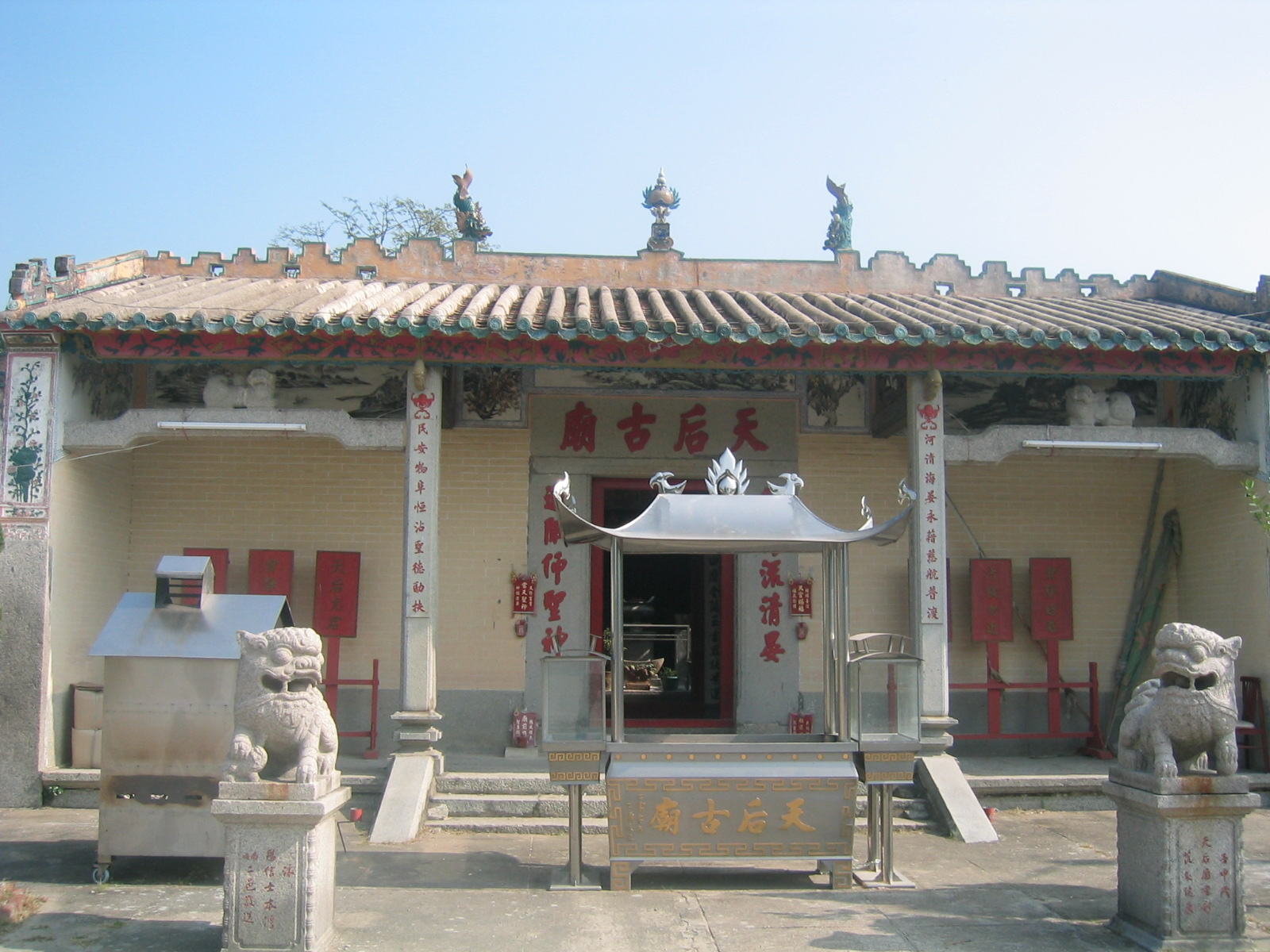
Храм Тинь-Хау
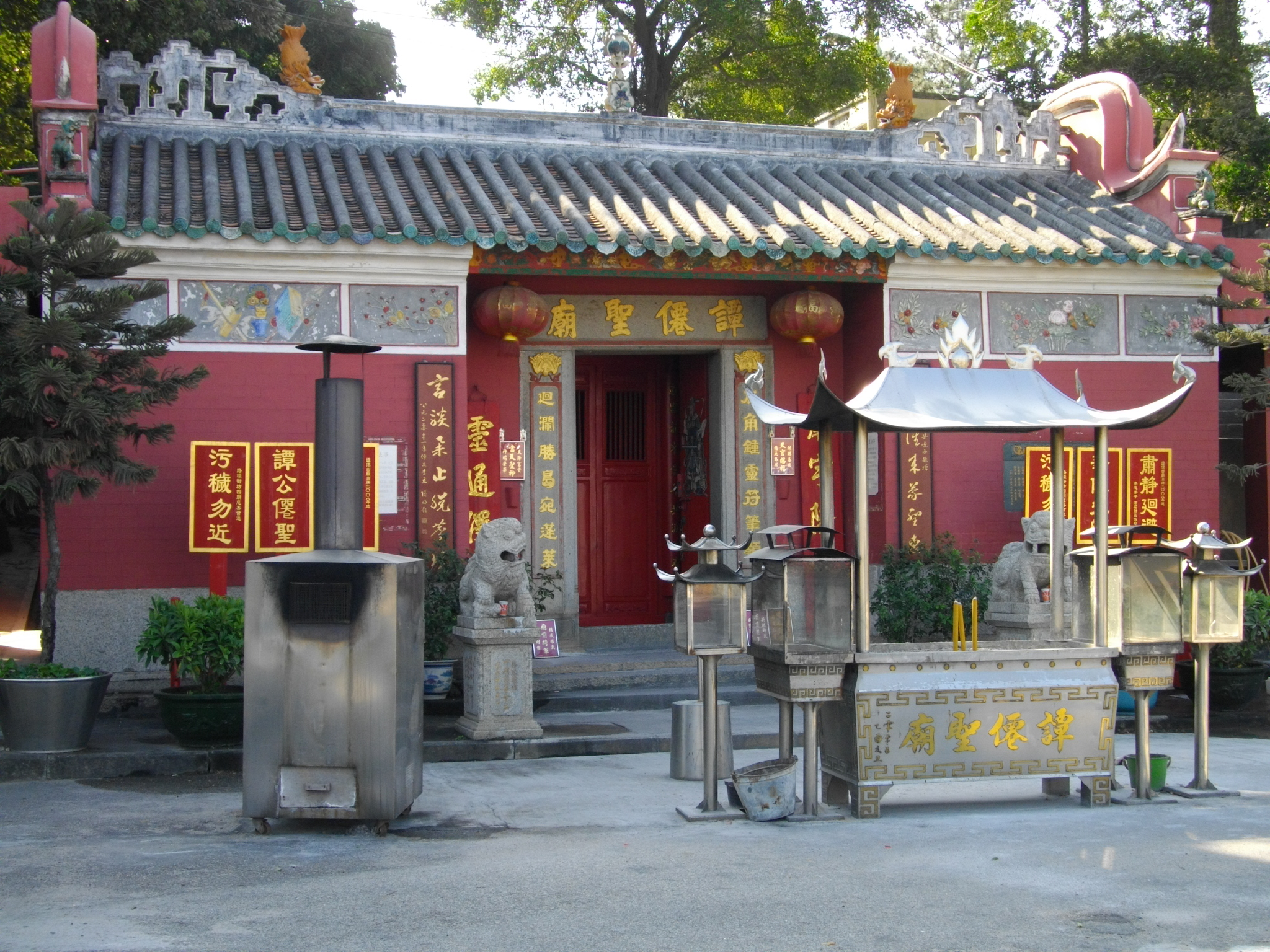
Храм Там-Кун
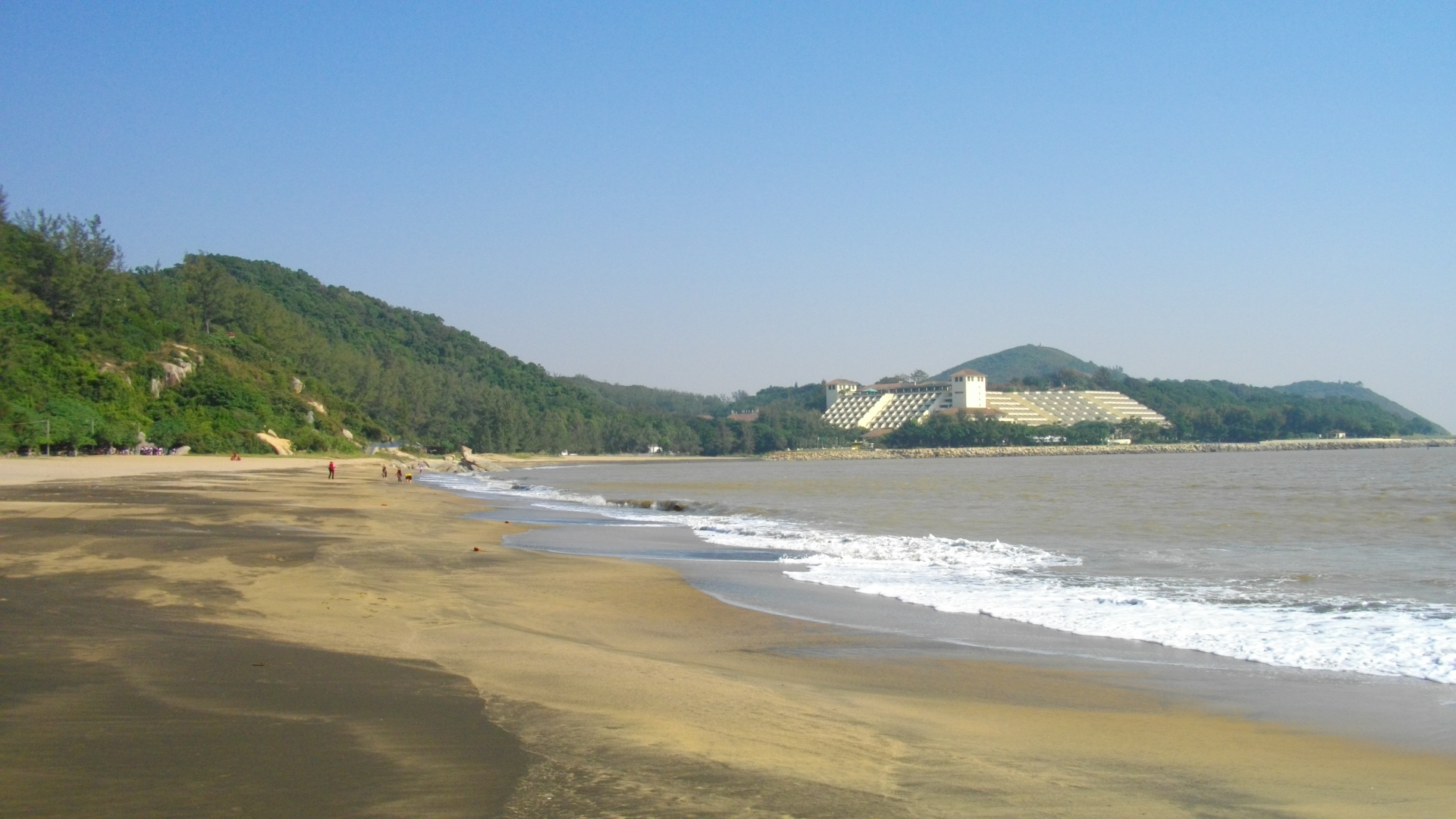
Пляж Hac Sa
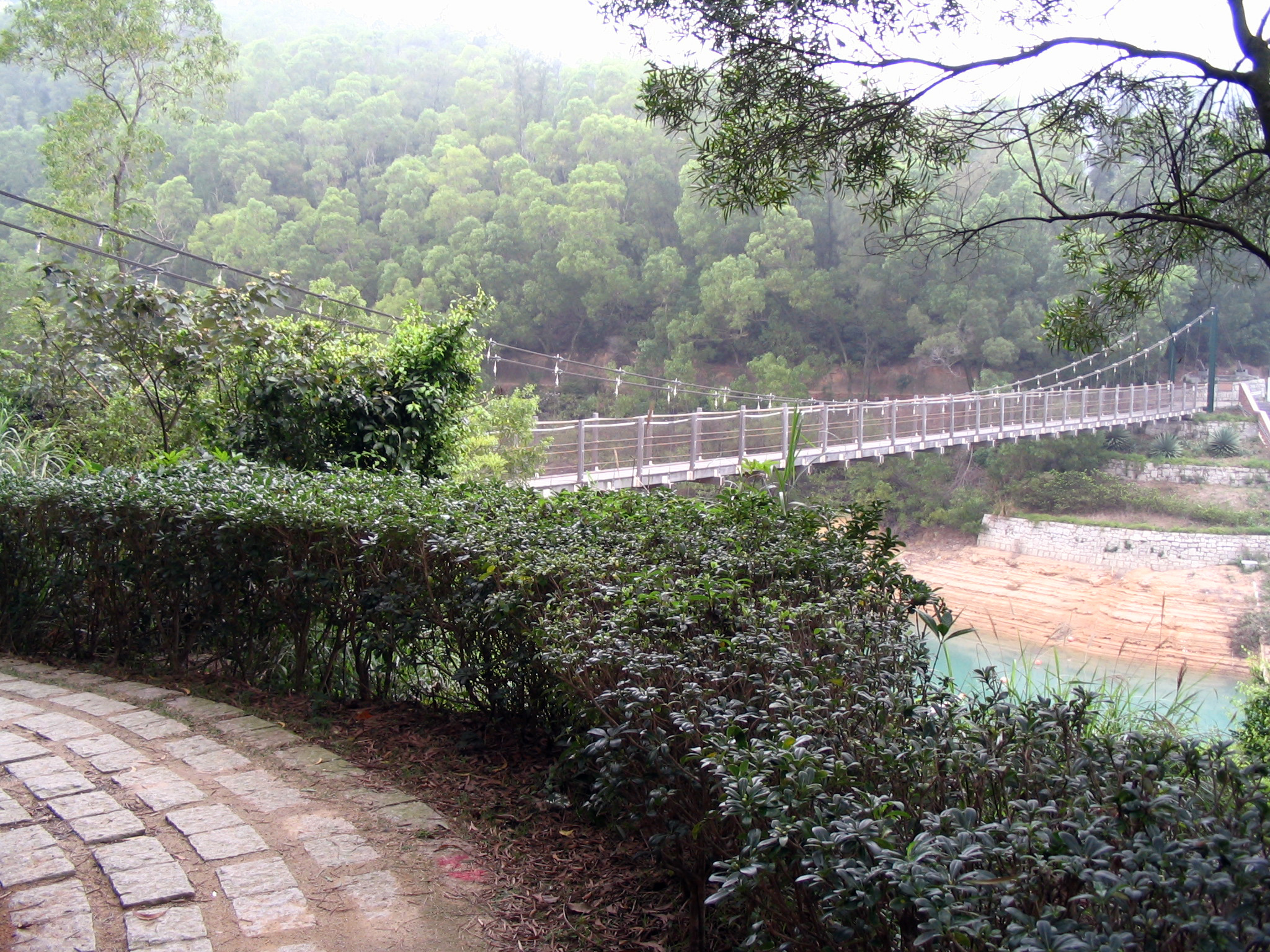
Парк Hac Sa
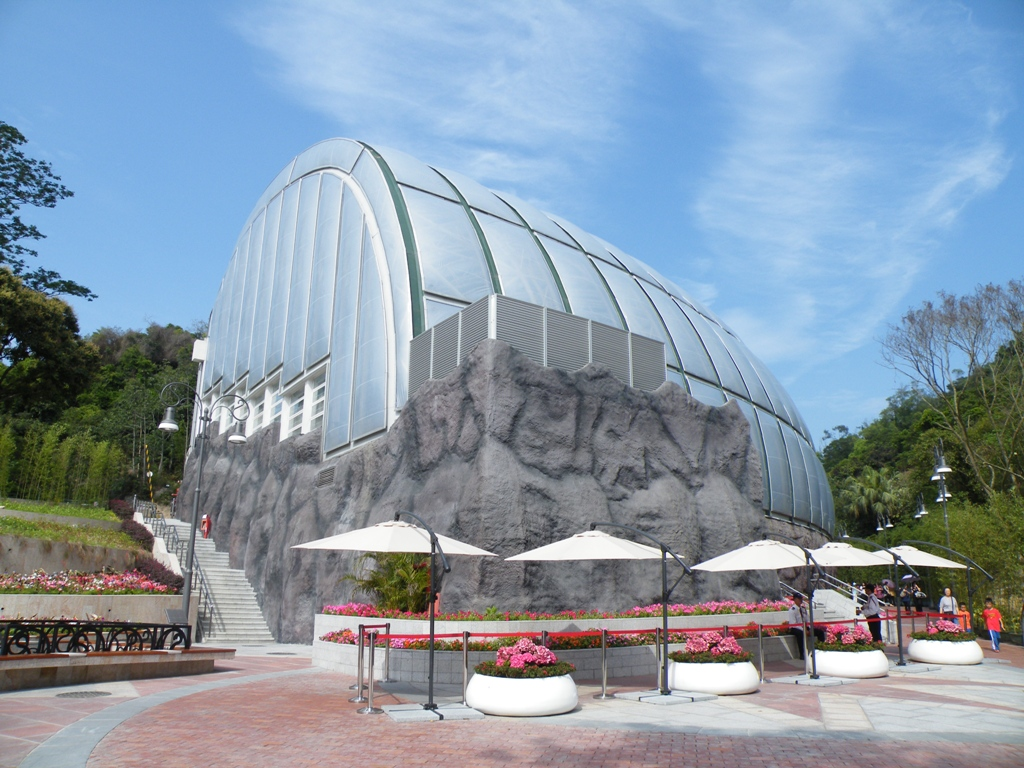
Павильон панд